# Парови (8. сезона)
Парови 8 је осма сезона српског ријалити-шоуа Парови. Сезона се приказивала од 12. септембра 2019. до 29. августа 2020. године на каналу Happy. Трајала је 352 дана. Осма сезона је оборила рекорд и постала најдужа сезона ријалити-шоуа у свету, који су раније држале четврта и седма сезона. Водитељи осме сезоне су Јелена Маћић, Анђела Лакићевић, Зоран Пејић „Пеја”, Јована Јеремић, Весна Вукелић „Венди”, Андрија „Ера” Ојданић и Кристина Игленџа. Учесници који се такмиче називају се парови.
Победница осме сезоне је Иваниа Бајић, певачица и ријалити учесница која је освојила главну награду у износу од 30.000 евра. Другопласирани је Иван Маринковић, ријалити учесник.
Пре почетка емитовања осме сезоне, најављено је да је ангажован нови водитељски дуо који би водио вечерње емисије. Драган Маринковић Маца је 31. августа 2018. године приказан као први, а Јелена Маћић је 2. септембра 2018. године приказана као други. Поред потврђења од стране њих двоје, снимљени су најавни видеи у ком они представљају осму сезону. Међутим, током септембра исте године, Маца је најавио да неће учествовати у ријалити-шоуу као водитељ.

## Формат
Парови је такмичарски-шоу у којем група такмичара, названа парови, живи у прилагођеној „вили” (у ствари постављеној у згради канала Happy), непрестано под видео надзором. Док су у вили, такмичари су потпуно изоловани од спољног света, што значи да нема телефона, телевизије, интернета, часописа, новина или контакта са онима који нису у вили. Ово правило би се, међутим, могло прекршити у случају медицинске повреде, породичне нужде или смрти. Формат шоуа углавном се доживљава као друштвени експеримент и захтева да парови комуницирају са другима који могу имати различите идеале, уверења и предрасуде. Иако су закључани у кући, парови могу напустити такмичење. Ако би учесник прекршио правила такмичења, могао би бити избачен из виле. Учесници се такмиче за главну награду чија вредност варира током сезоне. Вила у којој се учесници налазе садржи потпуно опремљену кухињу, двориште, спаваћу собу, купатило, као и велику дневну собу, велики базен и тајну собу. Учесници су углавном из разних држава са Балкана.
Велика вила налази се у београдском делу града, Земуну. Вила садржи велику спаваћу собу са 24 кревета, велику опремљену кухињу, велику дневну собу, две туш кабине, два тоалета, тајну собу, три собе за изолацију, велики базен и велико двориште. Име виле у којој се такмичари налазе је „Вила парова”.
Током седме и осме сезоне, постојао је чаробњак Мерлин, који је представљао глас продукције. Мерлин је имао могућност да номинује парове, смањи или повећа главну награду и новчано да казни парове. Мерлина је представљала лутка чаробњака, која се налазила у посебној соби, која је касније коришћена као део тајне собе.
Током дана, парови имају игре у којима победник добија одређену награду. У време вечерњих емисија, водитељи ријалити-шоуа долазе у програм и, често са гостима које чине новинари, постављају паровима питања, како из спољног тако и из живота у ријалитију.

## Парови
| Име                              | Занимање                               | Резултат         |
| -------------------------------- | -------------------------------------- | ---------------- |
| Иваниа Бајић                     | Певачица и ријалити учесница           | Победница        |
| Иван Маринковић                  | Ријалити учесник                       | Другопласирани   |
| Павао Владило                    | Фитнес инструктор                      | Треће место      |
| Милутин „Мили” Радосављевић      | Ријалити учесник                       | Четврто место    |
| Снежана „Снежа” Јовичић          | Ријалити учесница                      | Пето место       |
| Јелена Илић                      | Новинарка и ријалити учесница          | Шесто место      |
| Зорана Лосић                     | Певачица                               | Седмо место      |
| Анастасија Станојевић „Палчица”  | Ријалити учесница                      | Осмо место       |
| Изабела Алијоски                 | Предузетница                           | Девето место     |
| Џонатан Лумбила                  | Певач и ријалити учесник               | Десето место     |
| Алберто Галорини                 | Ријалити учесник                       | Једанаесто место |
| Милијана Богдановић              | Ријалити учесница                      | Дванаесто место  |
| Страхиња „Хиња” Трајковски       | Певач                                  | изашао           |
| Сара Шајић                       | Манекенка                              | Изашла           |
| Драгица Шајић                    | Професорка                             | Изашла           |
| Анђела Радојковић                | Певачица                               | Изашла           |
| Ненад Милосављевић               | Музичар                                | изашао           |
| Србољуб „Србо” Маровић           | Ријалити учесник                       | изашао           |
| Наташа Пајовић                   | Правница и модел                       | Избачена         |
| Дарко Влајић                     | Певач                                  | Избачен          |
| Урош Анђелић                     | Ријалити учесник                       | Избачен          |
| Теодора Челаревић                | Ријалити учесница                      | Избачена         |
| Александра Јакшић                | Модел                                  | Избачена         |
| Дарко Радовановић                | Певач                                  | Избачен          |
| Кристина Мажибрада               | Певачица                               | Избачена         |
| Милојко Божић                    | Ријалити учесник                       | Избачен          |
| Јелена Голубовић                 | Редитељка, глумица и ријалити учесница | Изашла           |
| Жељко Јовановић                  | Јутјубер                               | Избачен          |
| Слађана Петровић                 | Ријалити учесница                      | Избачена         |
| Кристина Марковић „Атина Ферари” | Плесачица и певачица                   | Изашла           |
| Сања Мирков                      | Певачица                               | Избачена         |
| Маја Ђорђевић                    | Масерка                                | Избачена         |
| Драгана Митровић                 | Фризерка                               | Избачена         |
| Зоран Јовановић                  | Јутјубер                               | Избачен          |
| Сања Спасојевић „Барби”          | Ријалити учесница                      | Избачена         |
| Ивана Митровић                   | Ријалити учесница                      | Избачена         |
| Анастасија Недељковић            | Ријалити учесница                      | Избачена         |
| Нада Раковачки                   | Ријалити учесница                      | Избачена         |
| Никола Шешељ                     | Политичар                              | Изашао           |
| Ангела Илиевска                  | Ријалити учесница                      | Избачена         |
| Кристијан Николић „Кики”         | Ријалити учесница                      | Избачена         |
| Сара Малишић                     | Ријалити учесница                      | Избачена         |
| Ђорђе Томић „Ђоле”               | Боксер и ријалити учесник              | Избачен          |
| Анђелина „Ђина” Марјановић       | Ријалити учесница                      | Изашла           |
| Радмила Ђорђевић                 | Певачица                               | Избачена         |
| Наида Гаџо                       | Фитнес инструкторка и фитнес модел     | Изашла           |
| Тања Шустић                      | Ријалити учесница                      | Избачена         |
| Татјана Стојановић               | Ријалити учесница                      | Избачена         |
| Марина Михаиловић                | Манекенка                              | Избачена         |
| Орнела Мијатовић                 | Фризерка                               | Избачена         |
| Душан Здравковић                 | Певач                                  | Дисквалификован  |
| Слађана Петрушић                 | Певачица, глумица и ријалити учесница  | Дисквалификована |
| Невена Калавер                   | Ријалити учесница                      | Изашла           |
| Кристина Ружић                   | Ријалити учесница                      | Избачена         |
| Естер Бошковић                   | Ријалити учесница                      | Избачена         |
| Мурина Рамадан „Нинџа”           | Мајстор борилачких вештина             | Избачен          |
| Немања Стаматовић „Жабац”        | Ријалити учесник                       | Дисквалификован  |
| Мирјана Праизовић                | Ријалити учесница                      | Избачена         |
| Леонтина Мирковић                | Ријалити учесница                      | Избачена         |
| Дарио Шогоровић                  | Ријалити учесник                       | Изашао           |
| Лука Радивојевић                 | Певач                                  | Избачен          |
| Никола Страхинић „Плоћа”         | Ријалити учесник                       | Избачен          |
| Петар Стешевић „Крофница”        | Ријалити учесник                       | Избачен          |
| Јелена Грујић                    | Певачица                               | Избачена         |
| Емина Ројков                     | Ријалити учесница                      | Избачена         |
| Рамел Арифи                      | Ријалити учесник                       | Изашао           |
| Димитрије Мијатов                | Бизнисмен                              | Избачен          |
| Дина Галорини                    | Ријалити учесница                      | Дисквалификована |
| Влада Стојић                     | Модел                                  | Изашао           |
| Маја Стевовић                    | Фризерка                               | Избачена         |
| Стефани Павловић                 | Певачица                               | Изашла           |
| Лепава Мушовић „Лепа Лукић”      | Певачица, глумица и ријалити учесница  | Изашла           |
| Димитрије Лазић                  | Певач                                  | Избачен          |
| Анђелина Николић                 | Ријалити учесница                      | Изашла           |
| Шањта Мустафа „Кикела”           | Ријалити учесник                       | Дисквалификован  |
| Ана Спасојевић                   | Ријалити учесница                      | Изашла           |
| Стефан Мијајловић                | Ријалити учесник                       | Избачен          |
| Андрија „Ера” Ојданић            | Певач и ријалити учесник               | Изашао           |
| Зоран Рамовић                    | Ријалити учесник                       | Изашао           |

## Историја гласања
| Иваниа                             | Ђоле                           | Ђоле                                            | Ђина                               | Мили                      | Јелена Гр.                | Маја Ђ.                    | Иван                       | Мили                       | Маја Ђ.                    | Кристина                   | Снежа                      | Душан                      | Мастор                        | Невена                     | Ђоле                       | Сања                         | Орнела                                | Татјана                                | Мастор                     | Мили                            | Снежа                                      | Зорана                           | Наида                       | Наида                                            | Мили                            | Александра                  | Кики                           | Мили                        | Кики                                      | Алберто                      | Жељко                        | Никола                       | Изабела                          | Слађана Петро.              | Милијана                           | Атина                                    | Атина                       | нема номинације             | Слађана Петро.                       | Атина                         | нема номинације             | Атина                           | Изабела                     | Маја Ђ.                     | Атина                       | Зорана                      | Снежа                                            | Александра                          | нема номинације                                                                | Победница (352. дан)                   | Победница (352. дан)                   | Победница (352. дан)                   |                                        |                                        |                                        |                                        |                                        |                                        |                                        |                             |                             |                             |                             |                             |                             |                             |                             |                             |                             |                             |                             |                             |                             |                             |                             |                             |                             |                             |                             |                             |                             |                             |                             |                             |                             |                             |                             |                             |                             |                             |                             |                             |                             |                             |                             |                             |                             |                             |                             |                             |                             |                             |                             |                             |                             |                             |                             |                             |                             |                             |                             |                             |                             |                             |                             |                             |                             |                             |                             |                             |                     |                     |                     |                     |                     |                     |                     |                     |                     |                     |                     |                     |                     |                     |                     |                     |                     |                     |                     |                     |                     |                     |                     |                     |                     |                     |                     |                     |                     |
| Иван                               | није био у вили                | није био у вили                                 | није био у вили                    | није био у вили           | није био у вили           | Маја Ђ.                    | Милијана                   | Јелена Го.                 | Слађана Петру.             | Кристина                   | Слађана Петру.             | Јелена Го.                 | Мили                          | Наида                      | Слађана Петру.             | Наида                        | Милијана                              | Милојко                                | Наида                      | Кики                            | Снежа                                      | Радмила                          | Наида                       | Наташа                                           | Милијана                        | Алберто                     | Барби                          | Драгана                     | Алберто                                   | Мили                         | Дарко Р.                     | Милојко                      | Никола                           | Снежа                       | Снежа                              | Палчица                                  | Атина                       | нема номинације             | Милојко                              | Иваниа                        | нема номинације             | Мили                            | Барби                       | Јелена Го.                  | Изабела                     | Јелена Го.                  | Јелена Го.                                       | Милијана                            | нема номинације                                                                | Другопласирани (352. дан)              | Другопласирани (352. дан)              | Другопласирани (352. дан)              |                                        |                                        |                                        |                                        |                                        |                                        |                                        |                             |                             |                             |                             |                             |                             |                             |                             |                             |                             |                             |                             |                             |                             |                             |                             |                             |                             |                             |                             |                             |                             |                             |                             |                             |                             |                             |                             |                             |                             |                             |                             |                             |                             |                             |                             |                             |                             |                             |                             |                             |                             |                             |                             |                             |                             |                             |                             |                             |                             |                             |                             |                             |                             |                             |                             |                             |                             |                             |                             |                             |                     |                     |                     |                     |                     |                     |                     |                     |                     |                     |                     |                     |                     |                     |                     |                     |                     |                     |                     |                     |                     |                     |                     |                     |                     |                     |                     |                     |                     |
| Павао                              | Димитрије М.                   | Анђелина                                        | Јелена Го.                         | Дина                      | Јелена Го.                | Јелена Го.                 | Алберто                    | Мили                       | Дина                       | Драгана                    | Леонтина                   | Слађана Петру.             | Ивана М.                      | Јелена Го.                 | Мастор                     | Алберто                      | Иван                                  | Александра                             | Мили                       | Тања                            | Снежа                                      | Ивана                            | Кики                        | Тања                                             | Јелена И.                       | Иван                        | Наташа                         | Александра                  | Зоран                                     | Изабела                      | Зоран                        | Иван                         | Слађана Петро.                   | Александра                  | Зоран                              | Сања                                     | Иван                        | нема номинације             | Снежа                                | Теодора                       | нема номинације             | Маја Ђ.                         | Мили                        | Атина                       | Атина                       | Снежа                       | Јелена Го.                                       | Слађана Петро.                      | нема номинације                                                                | Треће место (352. дан)                 | Треће место (352. дан)                 | Треће место (352. дан)                 | Треће место (352. дан)                 | Треће место (352. дан)                 | Треће место (352. дан)                 | Треће место (352. дан)                 | Треће место (352. дан)                 | Треће место (352. дан)                 | Треће место (352. дан)                 |                             |                             |                             |                             |                             |                             |                             |                             |                             |                             |                             |                             |                             |                             |                             |                             |                             |                             |                             |                             |                             |                             |                             |                             |                             |                             |                             |                             |                             |                             |                             |                             |                             |                             |                             |                             |                             |                             |                             |                             |                             |                             |                             |                             |                             |                             |                             |                             |                             |                             |                             |                             |                             |                             |                             |                             |                             |                             |                             |                             |                             |                     |                     |                     |                     |                     |                     |                     |                     |                     |                     |                     |                     |                     |                     |                     |                     |                     |                     |                     |                     |                     |                     |                     |                     |                     |                     |                     |                     |                     |
| Мили                               | није био у вили                | није био у вили                                 | није био у вили                    | Иваниа                    | Јелена Г.                 | Јелена Го.                 | Јелена Го.                 | Слађана Петру.             | Жабац                      | Слађана Петру.             | Иван                       | Иваниа                     | Иван                          | Јелена Го.                 | Иван                       | Мастор                       | Орнела                                | Кики                                   | Сања                       | Иван                            | Кики                                       | Јелена И.                        | Иваниа                      | Иван                                             | Ивана                           | Наташа                      | Мастор                         | Мастор                      | Мастор                                    | Иван                         | Никола                       | Јелена И.                    | Изабела                          | Иван                        | Снежа                              | Атина                                    | Јелена И.                   | нема номинације             | Иван                                 | Изабела                       | нема номинације             | Изабела                         | Зорана                      | Јелена Го.                  | Наташа                      | Снежа                       | Јелена Го.                                       | Изабела                             | нема номинације                                                                | Четврто место (352. дан)               | Четврто место (352. дан)               | Четврто место (352. дан)               | Четврто место (352. дан)               | Четврто место (352. дан)               | Четврто место (352. дан)               | Четврто место (352. дан)               | Четврто место (352. дан)               | Четврто место (352. дан)               | Четврто место (352. дан)               |                             |                             |                             |                             |                             |                             |                             |                             |                             |                             |                             |                             |                             |                             |                             |                             |                             |                             |                             |                             |                             |                             |                             |                             |                             |                             |                             |                             |                             |                             |                             |                             |                             |                             |                             |                             |                             |                             |                             |                             |                             |                             |                             |                             |                             |                             |                             |                             |                             |                             |                             |                             |                             |                             |                             |                             |                             |                             |                             |                             |                             |                     |                     |                     |                     |                     |                     |                     |                     |                     |                     |                     |                     |                     |                     |                     |                     |                     |                     |                     |                     |                     |                     |                     |                     |                     |                     |                     |                     |                     |
| Снежа                              | Ђоле                           | Анђелина                                        | Ђоле                               | Димитрије М.              | Павао                     | Мили                       | Иван                       | Дарио                      | Маја Ђ.                    | Мирјана                    | Душан                      | Мирјана                    | Ивана М.                      | Слађана Петру.             | Иван                       | Иван                         | Мастор                                | Алберто                                | Иван                       | Мили                            | Наида                                      | Иван                             | Мили                        | Јелена И.                                        | Мили                            | Алберто                     | Мастор                         | Мастор                      | изашла (202. дан)                         | ванредно Избачена (207. дан) | ванредно Избачена (207. дан) | ванредно Избачена (207. дан) | ванредно Избачена (207. дан)     | Мили                        | Иван                               | Александра                               | Наташа                      | нема номинације             | Иван                                 | Јелена И.                     | нема номинације             | Атина                           | Мили                        | Зорана                      | Иван                        | Дарко В.                    | Изабела                                          | Мили                                | нема номинације                                                                | Пето место (352. дан)                  | Пето место (352. дан)                  | Пето место (352. дан)                  | Пето место (352. дан)                  | Пето место (352. дан)                  | Пето место (352. дан)                  | Пето место (352. дан)                  | Пето место (352. дан)                  | Пето место (352. дан)                  | Пето место (352. дан)                  |                             |                             |                             |                             |                             |                             |                             |                             |                             |                             |                             |                             |                             |                             |                             |                             |                             |                             |                             |                             |                             |                             |                             |                             |                             |                             |                             |                             |                             |                             |                             |                             |                             |                             |                             |                             |                             |                             |                             |                             |                             |                             |                             |                             |                             |                             |                             |                             |                             |                             |                             |                             |                             |                             |                             |                             |                             |                             |                             |                             |                             |                     |                     |                     |                     |                     |                     |                     |                     |                     |                     |                     |                     |                     |                     |                     |                     |                     |                     |                     |                     |                     |                     |                     |                     |                     |                     |                     |                     |                     |
| Јелена И.                          | није била у вили               | није била у вили                                | није била у вили                   | није била у вили          | није била у вили          | није била у вили           | није била у вили           | Дарио                      | Маја Ђ.                    | Милијана                   | Слађана Петру.             | Слађана Петру.             | Милојко                       | Мили                       | Душан                      | Милијана                     | Наида                                 | Алберто                                | Снежа                      | Милојко                         | Снежа                                      | Радмила                          | Дарко Р.                    | Наида                                            | Наташа                          | Милојко                     | Барби                          | Жељко                       | Алберто                                   | Алберто                      | Александра                   | Милојко                      | Жељко                            | Зоран                       | Мили                               | Кристина М.                              | Снежа                       | нема номинације             | Снежа                                | Барби                         | нема номинације             | Маја Ђ.                         | Мили                        | Слађана Петро.              | Изабела                     | Снежа                       | Јелена Го.                                       | Јелена Го.                          | нема номинације                                                                | Шесто место (352. дан)                 | Шесто место (352. дан)                 | Шесто место (352. дан)                 | Шесто место (352. дан)                 | Шесто место (352. дан)                 | Шесто место (352. дан)                 | Шесто место (352. дан)                 | Шесто место (352. дан)                 | Шесто место (352. дан)                 | Шесто место (352. дан)                 |                             |                             |                             |                             |                             |                             |                             |                             |                             |                             |                             |                             |                             |                             |                             |                             |                             |                             |                             |                             |                             |                             |                             |                             |                             |                             |                             |                             |                             |                             |                             |                             |                             |                             |                             |                             |                             |                             |                             |                             |                             |                             |                             |                             |                             |                             |                             |                             |                             |                             |                             |                             |                             |                             |                             |                             |                             |                             |                             |                             |                             |                     |                     |                     |                     |                     |                     |                     |                     |                     |                     |                     |                     |                     |                     |                     |                     |                     |                     |                     |                     |                     |                     |                     |                     |                     |                     |                     |                     |                     |
| Зорана                             | Снежана                        | Јелена Го.                                      | Орнела                             | Урош                      | Орнела                    | Урош                       | Јелена Го.                 | Урош                       | Маја Ђ.                    | Иван                       | Леонтина                   | Иван                       | Јелена Го.                    | Урош                       | Алберто                    | Сања                         | Кики                                  | Тања                                   | Тања                       | Драгана                         | Снежа                                      | Ивана                            | Милојко                     | Милојко                                          | Мили                            | Мастор                      | Мастор                         | Мастор                      | Алберто                                   | Мили                         | Урош                         | Милојко                      | Теодора                          | Урош                        | Барби                              | Милијана                                 | Снежа                       | нема номинације             | Сања                                 | Мастор                        | нема номинације             | Иваниа                          | Зоран                       | Павао                       | Павао                       | Иван                        | Јелена Го.                                       | Иван                                | нема номинације                                                                | Седмо место (352. дан)                 | Седмо место (352. дан)                 | Седмо место (352. дан)                 | Седмо место (352. дан)                 | Седмо место (352. дан)                 | Седмо место (352. дан)                 | Седмо место (352. дан)                 | Седмо место (352. дан)                 | Седмо место (352. дан)                 | Седмо место (352. дан)                 |                             |                             |                             |                             |                             |                             |                             |                             |                             |                             |                             |                             |                             |                             |                             |                             |                             |                             |                             |                             |                             |                             |                             |                             |                             |                             |                             |                             |                             |                             |                             |                             |                             |                             |                             |                             |                             |                             |                             |                             |                             |                             |                             |                             |                             |                             |                             |                             |                             |                             |                             |                             |                             |                             |                             |                             |                             |                             |                             |                             |                             |                     |                     |                     |                     |                     |                     |                     |                     |                     |                     |                     |                     |                     |                     |                     |                     |                     |                     |                     |                     |                     |                     |                     |                     |                     |                     |                     |                     |                     |
| Палчица                            | није била у вили               | није била у вили                                | није била у вили                   | није била у вили          | није била у вили          | није била у вили           | није била у вили           | није била у вили           | није била у вили           | Орнела                     | Невена                     | Павао                      | Алберто                       | Алберто                    | Мили                       | Милијана                     | Татјана                               | Татјана                                | Алберто                    | Урош                            | Алберто                                    | Ивана                            | Алберто                     | Зорана                                           | Иван                            | Наташа                      | Мастор                         | Алберто                     | Александра                                | Алберто                      | Алберто                      | Алберто                      | Жељко                            | Изабела                     | Милијана                           | Слађана Петро.                           | Снежа                       | нема номинације             | Алберто                              | Александра                    | нема номинације             | Маја Ђ.                         | Наташа                      | Алберто                     | Атина                       | Наташа                      | Алберто                                          | Снежа                               | нема номинације                                                                | Осмо место (352. дан)                  | Осмо место (352. дан)                  | Осмо место (352. дан)                  | Осмо место (352. дан)                  | Осмо место (352. дан)                  | Осмо место (352. дан)                  | Осмо место (352. дан)                  | Осмо место (352. дан)                  | Осмо место (352. дан)                  | Осмо место (352. дан)                  |                             |                             |                             |                             |                             |                             |                             |                             |                             |                             |                             |                             |                             |                             |                             |                             |                             |                             |                             |                             |                             |                             |                             |                             |                             |                             |                             |                             |                             |                             |                             |                             |                             |                             |                             |                             |                             |                             |                             |                             |                             |                             |                             |                             |                             |                             |                             |                             |                             |                             |                             |                             |                             |                             |                             |                             |                             |                             |                             |                             |                             |                     |                     |                     |                     |                     |                     |                     |                     |                     |                     |                     |                     |                     |                     |                     |                     |                     |                     |                     |                     |                     |                     |                     |                     |                     |                     |                     |                     |                     |
| Изабела                            | није била у вили               | није била у вили                                | није била у вили                   | није била у вили          | није била у вили          | није била у вили           | није била у вили           | није била у вили           | није била у вили           | није била у вили           | није била у вили           | није била у вили           | није била у вили              | није била у вили           | није била у вили           | није била у вили             | није била у вили                      | није била у вили                       | није била у вили           | није била у вили                | није била у вили                           | није била у вили                 | није била у вили            | није била у вили                                 | није била у вили                | није била у вили            | Мастор                         | Жељко                       | Алберто                                   | Мастор                       | Жељко                        | Милојко                      | Атина                            | Милијана                    | Слађана Петро.                     | Палчица                                  | Наташа                      | нема номинације             | Павао                                | Мастор                        | нема номинације             | Слађана Петро.                  | Милијана                    | Маја Ђ.                     | Иван                        | Снежа                       | Снежа                                            | Јелена Го.                          | нема номинације                                                                | Девето место (352. дан)                | Девето место (352. дан)                | Девето место (352. дан)                | Девето место (352. дан)                | Девето место (352. дан)                | Девето место (352. дан)                | Девето место (352. дан)                | Девето место (352. дан)                | Девето место (352. дан)                | Девето место (352. дан)                |                             |                             |                             |                             |                             |                             |                             |                             |                             |                             |                             |                             |                             |                             |                             |                             |                             |                             |                             |                             |                             |                             |                             |                             |                             |                             |                             |                             |                             |                             |                             |                             |                             |                             |                             |                             |                             |                             |                             |                             |                             |                             |                             |                             |                             |                             |                             |                             |                             |                             |                             |                             |                             |                             |                             |                             |                             |                             |                             |                             |                             |                     |                     |                     |                     |                     |                     |                     |                     |                     |                     |                     |                     |                     |                     |                     |                     |                     |                     |                     |                     |                     |                     |                     |                     |                     |                     |                     |                     |                     |
| Мастор                             | није био у вили                | није био у вили                                 | није био у вили                    | Димитрије М.              | Иваниа                    | Иван                       | Иваниа                     | Ђоле                       | Кристина                   | Драгана                    | Снежа                      | Александра                 | Иван                          | Александра                 | Наида                      | Мили                         | Наида                                 | Наида                                  | Кики                       | Тања                            | Јелена И.                                  | Иван                             | Татјана                     | Зорана                                           | Александра                      | Ивана                       | Снежа                          | Слађана Петро.              | Алберто                                   | Алберто                      | Нада                         | Милојко                      | Јелена И.                        | Нада                        | Наташа                             | Сања                                     | Изабела                     | нема номинације             | Јелена И.                            | Слађана Петро.                | нема номинације             | Мили                            | Маја Ђ.                     | Изабела                     | Атина                       | Снежа                       | Јелена Го.                                       | Слађана Петро.                      | нема номинације                                                                | Десето место (352. дан)                | Десето место (352. дан)                | Десето место (352. дан)                | Десето место (352. дан)                | Десето место (352. дан)                | Десето место (352. дан)                | Десето место (352. дан)                | Десето место (352. дан)                | Десето место (352. дан)                | Десето место (352. дан)                |                             |                             |                             |                             |                             |                             |                             |                             |                             |                             |                             |                             |                             |                             |                             |                             |                             |                             |                             |                             |                             |                             |                             |                             |                             |                             |                             |                             |                             |                             |                             |                             |                             |                             |                             |                             |                             |                             |                             |                             |                             |                             |                             |                             |                             |                             |                             |                             |                             |                             |                             |                             |                             |                             |                             |                             |                             |                             |                             |                             |                             |                     |                     |                     |                     |                     |                     |                     |                     |                     |                     |                     |                     |                     |                     |                     |                     |                     |                     |                     |                     |                     |                     |                     |                     |                     |                     |                     |                     |                     |
| Алберто                            | Анђелина                       | Снежа                                           | Сања                               | Мили                      | Јелена Го.                | Маја Ђ.                    | Мили                       | Слађана Петру.             | Маја Ђ.                    | Слађана Петро.             | Леонтина                   | Леонтина                   | Мили                          | Палчица                    | Слађана Петро.             | Наида                        | Иван                                  | Наида                                  | Мили                       | Наида                           | Палчица                                    | Мили                             | Палчица                     | Наида                                            | Наташа                          | Ангела                      | Мастор                         | Палчица                     | Слађана Петро.                            | Кики                         | Александра                   | Милојко                      | Палчица                          | Изабела                     | Слађана Петро.                     | Изабела                                  | Изабела                     | нема номинације             | Маја Ђ.                              | Изабела                       | нема номинације             | Наташа                          | Маја Ђ.                     | Палчица                     | Атина                       | Милијана                    | Слађана Петро.                                   | Палчица                             | нема номинације                                                                | Једанаесто место (352. дан)            | Једанаесто место (352. дан)            | Једанаесто место (352. дан)            | Једанаесто место (352. дан)            | Једанаесто место (352. дан)            | Једанаесто место (352. дан)            | Једанаесто место (352. дан)            | Једанаесто место (352. дан)            | Једанаесто место (352. дан)            | Једанаесто место (352. дан)            |                             |                             |                             |                             |                             |                             |                             |                             |                             |                             |                             |                             |                             |                             |                             |                             |                             |                             |                             |                             |                             |                             |                             |                             |                             |                             |                             |                             |                             |                             |                             |                             |                             |                             |                             |                             |                             |                             |                             |                             |                             |                             |                             |                             |                             |                             |                             |                             |                             |                             |                             |                             |                             |                             |                             |                             |                             |                             |                             |                             |                             |                     |                     |                     |                     |                     |                     |                     |                     |                     |                     |                     |                     |                     |                     |                     |                     |                     |                     |                     |                     |                     |                     |                     |                     |                     |                     |                     |                     |                     |
| Милијана                           | изашла (4. дан)                | изашла (4. дан)                                 | изашла (4. дан)                    | изашла (4. дан)           | Урош                      | Мили                       | Милојко                    | Петар                      | Милојко                    | Кристина                   | Милојко                    | Милојко                    | Александра                    | Наида                      | Слађана Петру.             | Алберто                      | Мили                                  | Иван                                   | Драгана                    | Тања                            | Снежа                                      | Кики                             | Слађана Петру.              | Иваниа                                           | Алберто                         | Алберто                     | Ивана                          | Сања                        | Алберто                                   | Алберто                      | Никола                       | Милојко                      | Жељко                            | Изабела                     | Изабела                            | Урош                                     | Кристина М.                 | нема номинације             | Снежа                                | Снежа                         | нема номинације             | Маја Ђ.                         | Александра                  | Мили                        | Наташа                      | Снежа                       | Јелена Го.                                       | Снежа                               | нема номинације                                                                | Дванаесто место (352. дан)             | Дванаесто место (352. дан)             | Дванаесто место (352. дан)             | Дванаесто место (352. дан)             | Дванаесто место (352. дан)             | Дванаесто место (352. дан)             | Дванаесто место (352. дан)             | Дванаесто место (352. дан)             | Дванаесто место (352. дан)             | Дванаесто место (352. дан)             |                             |                             |                             |                             |                             |                             |                             |                             |                             |                             |                             |                             |                             |                             |                             |                             |                             |                             |                             |                             |                             |                             |                             |                             |                             |                             |                             |                             |                             |                             |                             |                             |                             |                             |                             |                             |                             |                             |                             |                             |                             |                             |                             |                             |                             |                             |                             |                             |                             |                             |                             |                             |                             |                             |                             |                             |                             |                             |                             |                             |                             |                     |                     |                     |                     |                     |                     |                     |                     |                     |                     |                     |                     |                     |                     |                     |                     |                     |                     |                     |                     |                     |                     |                     |                     |                     |                     |                     |                     |                     |
| Хиња                               | није био у вили                | није био у вили                                 | није био у вили                    | није био у вили           | није био у вили           | није био у вили            | није био у вили            | није био у вили            | није био у вили            | није био у вили            | није био у вили            | није био у вили            | није био у вили               | није био у вили            | није био у вили            | није био у вили              | није био у вили                       | није био у вили                        | није био у вили            | није био у вили                 | није био у вили                            | није био у вили                  | није био у вили             | није био у вили                                  | није био у вили                 | није био у вили             | није био у вили                | није био у вили             | није био у вили                           | није био у вили              | није био у вили              | није био у вили              | није био у вили                  | није био у вили             | није био у вили                    | није био у вили                          | није био у вили             | није био у вили             | није био у вили                      | није био у вили               | није био у вили             | није био у вили                 | није био у вили             | није био у вили             | није био у вили             | Јелена Го.                  | Снежа                                            | Снежа                               | нема номинације                                                                | изашао (352. дан)                      | изашао (352. дан)                      | изашао (352. дан)                      | изашао (352. дан)                      | изашао (352. дан)                      | изашао (352. дан)                      | изашао (352. дан)                      | изашао (352. дан)                      | изашао (352. дан)                      | изашао (352. дан)                      | изашао (352. дан)           | изашао (352. дан)           | изашао (352. дан)           | изашао (352. дан)           | изашао (352. дан)           | изашао (352. дан)           | изашао (352. дан)           | изашао (352. дан)           | изашао (352. дан)           | изашао (352. дан)           | изашао (352. дан)           | изашао (352. дан)           | изашао (352. дан)           | изашао (352. дан)           | изашао (352. дан)           | изашао (352. дан)           | изашао (352. дан)           | изашао (352. дан)           | изашао (352. дан)           | изашао (352. дан)           | изашао (352. дан)           | изашао (352. дан)           | изашао (352. дан)           | изашао (352. дан)           | изашао (352. дан)           | изашао (352. дан)           | изашао (352. дан)           | изашао (352. дан)           | изашао (352. дан)           | изашао (352. дан)           | изашао (352. дан)           | изашао (352. дан)           | изашао (352. дан)           | изашао (352. дан)           | изашао (352. дан)           | изашао (352. дан)           | изашао (352. дан)           | изашао (352. дан)           | изашао (352. дан)           | изашао (352. дан)           | изашао (352. дан)           | изашао (352. дан)           | изашао (352. дан)           | изашао (352. дан)           | изашао (352. дан)           | изашао (352. дан)           | изашао (352. дан)           | изашао (352. дан)           | изашао (352. дан)           | изашао (352. дан)           | изашао (352. дан)           | изашао (352. дан)           | изашао (352. дан)           | изашао (352. дан)           | изашао (352. дан)           | изашао (352. дан)           | изашао (352. дан)           | изашао (352. дан)           | изашао (352. дан)           | изашао (352. дан)           | изашао (352. дан)           | изашао (352. дан)   | изашао (352. дан)   | изашао (352. дан)   | изашао (352. дан)   | изашао (352. дан)   | изашао (352. дан)   | изашао (352. дан)   | изашао (352. дан)   | изашао (352. дан)   | изашао (352. дан)   | изашао (352. дан)   | изашао (352. дан)   | изашао (352. дан)   | изашао (352. дан)   | изашао (352. дан)   | изашао (352. дан)   | изашао (352. дан)   | изашао (352. дан)   | изашао (352. дан)   | изашао (352. дан)   | изашао (352. дан)   | изашао (352. дан)   | изашао (352. дан)   | изашао (352. дан)   | изашао (352. дан)   | изашао (352. дан)   | изашао (352. дан)   | изашао (352. дан)   | изашао (352. дан)   |
| Сара Ш.                            | није била у вили               | није била у вили                                | није била у вили                   | није била у вили          | није била у вили          | није била у вили           | није била у вили           | није била у вили           | није била у вили           | није била у вили           | није била у вили           | није била у вили           | није била у вили              | није била у вили           | није била у вили           | није била у вили             | није била у вили                      | није била у вили                       | није била у вили           | није била у вили                | није била у вили                           | није била у вили                 | није била у вили            | није била у вили                                 | није била у вили                | није била у вили            | није била у вили               | није била у вили            | није била у вили                          | није била у вили             | није била у вили             | није била у вили             | није била у вили                 | није била у вили            | није била у вили                   | није била у вили                         | није била у вили            | није била у вили            | није била у вили                     | није била у вили              | није била у вили            | није била у вили                | није била у вили            | није била у вили            | није била у вили            | није била у вили            | Дарко В.                                         | Иваниа                              | нема номинације                                                                | изашла (352. дан)                      | изашла (352. дан)                      | изашла (352. дан)                      | изашла (352. дан)                      | изашла (352. дан)                      | изашла (352. дан)                      | изашла (352. дан)                      | изашла (352. дан)                      | изашла (352. дан)                      | изашла (352. дан)                      | изашла (352. дан)           | изашла (352. дан)           | изашла (352. дан)           | изашла (352. дан)           | изашла (352. дан)           | изашла (352. дан)           | изашла (352. дан)           | изашла (352. дан)           | изашла (352. дан)           | изашла (352. дан)           | изашла (352. дан)           | изашла (352. дан)           | изашла (352. дан)           | изашла (352. дан)           | изашла (352. дан)           | изашла (352. дан)           | изашла (352. дан)           | изашла (352. дан)           | изашла (352. дан)           | изашла (352. дан)           | изашла (352. дан)           | изашла (352. дан)           | изашла (352. дан)           | изашла (352. дан)           | изашла (352. дан)           | изашла (352. дан)           | изашла (352. дан)           | изашла (352. дан)           | изашла (352. дан)           | изашла (352. дан)           | изашла (352. дан)           | изашла (352. дан)           | изашла (352. дан)           | изашла (352. дан)           | изашла (352. дан)           | изашла (352. дан)           | изашла (352. дан)           | изашла (352. дан)           | изашла (352. дан)           | изашла (352. дан)           | изашла (352. дан)           | изашла (352. дан)           | изашла (352. дан)           | изашла (352. дан)           | изашла (352. дан)           | изашла (352. дан)           | изашла (352. дан)           | изашла (352. дан)           | изашла (352. дан)           | изашла (352. дан)           | изашла (352. дан)           | изашла (352. дан)           | изашла (352. дан)           | изашла (352. дан)           | изашла (352. дан)           | изашла (352. дан)           | изашла (352. дан)           | изашла (352. дан)           | изашла (352. дан)           | изашла (352. дан)           | изашла (352. дан)           | изашла (352. дан)   | изашла (352. дан)   | изашла (352. дан)   | изашла (352. дан)   | изашла (352. дан)   | изашла (352. дан)   | изашла (352. дан)   | изашла (352. дан)   | изашла (352. дан)   | изашла (352. дан)   | изашла (352. дан)   | изашла (352. дан)   | изашла (352. дан)   | изашла (352. дан)   | изашла (352. дан)   | изашла (352. дан)   | изашла (352. дан)   | изашла (352. дан)   | изашла (352. дан)   | изашла (352. дан)   | изашла (352. дан)   | изашла (352. дан)   | изашла (352. дан)   | изашла (352. дан)   | изашла (352. дан)   | изашла (352. дан)   | изашла (352. дан)   | изашла (352. дан)   | изашла (352. дан)   |
| Драгица                            | није била у вили               | није била у вили                                | није била у вили                   | није била у вили          | није била у вили          | није била у вили           | није била у вили           | није била у вили           | није била у вили           | није била у вили           | није била у вили           | није била у вили           | није била у вили              | није била у вили           | није била у вили           | није била у вили             | није била у вили                      | није била у вили                       | није била у вили           | није била у вили                | није била у вили                           | није била у вили                 | није била у вили            | није била у вили                                 | није била у вили                | није била у вили            | није била у вили               | није била у вили            | није била у вили                          | није била у вили             | није била у вили             | није била у вили             | није била у вили                 | није била у вили            | није била у вили                   | није била у вили                         | није била у вили            | није била у вили            | није била у вили                     | није била у вили              | није била у вили            | није била у вили                | није била у вили            | није била у вили            | није била у вили            | није била у вили            | није била у вили                                 | Милојко                             | нема номинације                                                                | изашла (352. дан)                      | изашла (352. дан)                      | изашла (352. дан)                      | изашла (352. дан)                      | изашла (352. дан)                      | изашла (352. дан)                      | изашла (352. дан)                      | изашла (352. дан)                      | изашла (352. дан)                      | изашла (352. дан)                      | изашла (352. дан)           | изашла (352. дан)           | изашла (352. дан)           | изашла (352. дан)           | изашла (352. дан)           | изашла (352. дан)           | изашла (352. дан)           | изашла (352. дан)           | изашла (352. дан)           | изашла (352. дан)           | изашла (352. дан)           | изашла (352. дан)           | изашла (352. дан)           | изашла (352. дан)           | изашла (352. дан)           | изашла (352. дан)           | изашла (352. дан)           | изашла (352. дан)           | изашла (352. дан)           | изашла (352. дан)           | изашла (352. дан)           | изашла (352. дан)           | изашла (352. дан)           | изашла (352. дан)           | изашла (352. дан)           | изашла (352. дан)           | изашла (352. дан)           | изашла (352. дан)           | изашла (352. дан)           | изашла (352. дан)           | изашла (352. дан)           | изашла (352. дан)           | изашла (352. дан)           | изашла (352. дан)           | изашла (352. дан)           | изашла (352. дан)           | изашла (352. дан)           | изашла (352. дан)           | изашла (352. дан)           | изашла (352. дан)           | изашла (352. дан)           | изашла (352. дан)           | изашла (352. дан)           | изашла (352. дан)           | изашла (352. дан)           | изашла (352. дан)           | изашла (352. дан)           | изашла (352. дан)           | изашла (352. дан)           | изашла (352. дан)           | изашла (352. дан)           | изашла (352. дан)           | изашла (352. дан)           | изашла (352. дан)           | изашла (352. дан)           | изашла (352. дан)           | изашла (352. дан)           | изашла (352. дан)           | изашла (352. дан)           | изашла (352. дан)           | изашла (352. дан)           | изашла (352. дан)   | изашла (352. дан)   | изашла (352. дан)   | изашла (352. дан)   | изашла (352. дан)   | изашла (352. дан)   | изашла (352. дан)   | изашла (352. дан)   | изашла (352. дан)   | изашла (352. дан)   | изашла (352. дан)   | изашла (352. дан)   | изашла (352. дан)   | изашла (352. дан)   | изашла (352. дан)   | изашла (352. дан)   | изашла (352. дан)   | изашла (352. дан)   | изашла (352. дан)   | изашла (352. дан)   | изашла (352. дан)   | изашла (352. дан)   | изашла (352. дан)   | изашла (352. дан)   | изашла (352. дан)   | изашла (352. дан)   | изашла (352. дан)   | изашла (352. дан)   | изашла (352. дан)   |
| Анђела                             | није била у вили               | није била у вили                                | није била у вили                   | није била у вили          | није била у вили          | није била у вили           | није била у вили           | није била у вили           | није била у вили           | није била у вили           | није била у вили           | није била у вили           | није била у вили              | није била у вили           | није била у вили           | није била у вили             | није била у вили                      | није била у вили                       | није била у вили           | није била у вили                | није била у вили                           | није била у вили                 | није била у вили            | није била у вили                                 | није била у вили                | није била у вили            | није била у вили               | није била у вили            | није била у вили                          | није била у вили             | није била у вили             | није била у вили             | није била у вили                 | није била у вили            | није била у вили                   | није била у вили                         | није била у вили            | није била у вили            | није била у вили                     | није била у вили              | није била у вили            | није била у вили                | није била у вили            | није била у вили            | није била у вили            | није била у вили            | није била у вили                                 | није била у вили                    | нема номинације                                                                | изашла (352. дан)                      | изашла (352. дан)                      | изашла (352. дан)                      | изашла (352. дан)                      | изашла (352. дан)                      | изашла (352. дан)                      | изашла (352. дан)                      | изашла (352. дан)                      | изашла (352. дан)                      | изашла (352. дан)                      | изашла (352. дан)           | изашла (352. дан)           | изашла (352. дан)           | изашла (352. дан)           | изашла (352. дан)           | изашла (352. дан)           | изашла (352. дан)           | изашла (352. дан)           | изашла (352. дан)           | изашла (352. дан)           | изашла (352. дан)           | изашла (352. дан)           | изашла (352. дан)           | изашла (352. дан)           | изашла (352. дан)           | изашла (352. дан)           | изашла (352. дан)           | изашла (352. дан)           | изашла (352. дан)           | изашла (352. дан)           | изашла (352. дан)           | изашла (352. дан)           | изашла (352. дан)           | изашла (352. дан)           | изашла (352. дан)           | изашла (352. дан)           | изашла (352. дан)           | изашла (352. дан)           | изашла (352. дан)           | изашла (352. дан)           | изашла (352. дан)           | изашла (352. дан)           | изашла (352. дан)           | изашла (352. дан)           | изашла (352. дан)           | изашла (352. дан)           | изашла (352. дан)           | изашла (352. дан)           | изашла (352. дан)           | изашла (352. дан)           | изашла (352. дан)           | изашла (352. дан)           | изашла (352. дан)           | изашла (352. дан)           | изашла (352. дан)           | изашла (352. дан)           | изашла (352. дан)           | изашла (352. дан)           | изашла (352. дан)           | изашла (352. дан)           | изашла (352. дан)           | изашла (352. дан)           | изашла (352. дан)           | изашла (352. дан)           | изашла (352. дан)           | изашла (352. дан)           | изашла (352. дан)           | изашла (352. дан)           | изашла (352. дан)           | изашла (352. дан)           | изашла (352. дан)           | изашла (352. дан)   | изашла (352. дан)   | изашла (352. дан)   | изашла (352. дан)   | изашла (352. дан)   | изашла (352. дан)   | изашла (352. дан)   | изашла (352. дан)   | изашла (352. дан)   | изашла (352. дан)   | изашла (352. дан)   | изашла (352. дан)   | изашла (352. дан)   | изашла (352. дан)   | изашла (352. дан)   | изашла (352. дан)   | изашла (352. дан)   | изашла (352. дан)   | изашла (352. дан)   | изашла (352. дан)   | изашла (352. дан)   | изашла (352. дан)   | изашла (352. дан)   | изашла (352. дан)   | изашла (352. дан)   | изашла (352. дан)   | изашла (352. дан)   | изашла (352. дан)   | изашла (352. дан)   |
| Ненад                              | није био у вили                | није био у вили                                 | није био у вили                    | није био у вили           | није био у вили           | није био у вили            | није био у вили            | није био у вили            | није био у вили            | није био у вили            | није био у вили            | није био у вили            | није био у вили               | није био у вили            | није био у вили            | није био у вили              | није био у вили                       | није био у вили                        | није био у вили            | није био у вили                 | није био у вили                            | није био у вили                  | није био у вили             | није био у вили                                  | није био у вили                 | није био у вили             | није био у вили                | није био у вили             | није био у вили                           | није био у вили              | није био у вили              | није био у вили              | није био у вили                  | није био у вили             | није био у вили                    | није био у вили                          | није био у вили             | није био у вили             | није био у вили                      | није био у вили               | није био у вили             | није био у вили                 | није био у вили             | није био у вили             | није био у вили             | није био у вили             | није био у вили                                  | није био у вили                     | нема номинације                                                                | изашао (352. дан)                      | изашао (352. дан)                      | изашао (352. дан)                      | изашао (352. дан)                      | изашао (352. дан)                      | изашао (352. дан)                      | изашао (352. дан)                      | изашао (352. дан)                      | изашао (352. дан)                      | изашао (352. дан)                      | изашао (352. дан)           | изашао (352. дан)           | изашао (352. дан)           | изашао (352. дан)           | изашао (352. дан)           | изашао (352. дан)           | изашао (352. дан)           | изашао (352. дан)           | изашао (352. дан)           | изашао (352. дан)           | изашао (352. дан)           | изашао (352. дан)           | изашао (352. дан)           | изашао (352. дан)           | изашао (352. дан)           | изашао (352. дан)           | изашао (352. дан)           | изашао (352. дан)           | изашао (352. дан)           | изашао (352. дан)           | изашао (352. дан)           | изашао (352. дан)           | изашао (352. дан)           | изашао (352. дан)           | изашао (352. дан)           | изашао (352. дан)           | изашао (352. дан)           | изашао (352. дан)           | изашао (352. дан)           | изашао (352. дан)           | изашао (352. дан)           | изашао (352. дан)           | изашао (352. дан)           | изашао (352. дан)           | изашао (352. дан)           | изашао (352. дан)           | изашао (352. дан)           | изашао (352. дан)           | изашао (352. дан)           | изашао (352. дан)           | изашао (352. дан)           | изашао (352. дан)           | изашао (352. дан)           | изашао (352. дан)           | изашао (352. дан)           | изашао (352. дан)           | изашао (352. дан)           | изашао (352. дан)           | изашао (352. дан)           | изашао (352. дан)           | изашао (352. дан)           | изашао (352. дан)           | изашао (352. дан)           | изашао (352. дан)           | изашао (352. дан)           | изашао (352. дан)           | изашао (352. дан)           | изашао (352. дан)           | изашао (352. дан)           | изашао (352. дан)           | изашао (352. дан)           | изашао (352. дан)   | изашао (352. дан)   | изашао (352. дан)   | изашао (352. дан)   | изашао (352. дан)   | изашао (352. дан)   | изашао (352. дан)   | изашао (352. дан)   | изашао (352. дан)   | изашао (352. дан)   | изашао (352. дан)   | изашао (352. дан)   | изашао (352. дан)   | изашао (352. дан)   | изашао (352. дан)   | изашао (352. дан)   | изашао (352. дан)   | изашао (352. дан)   | изашао (352. дан)   | изашао (352. дан)   | изашао (352. дан)   | изашао (352. дан)   | изашао (352. дан)   | изашао (352. дан)   | изашао (352. дан)   | изашао (352. дан)   | изашао (352. дан)   | изашао (352. дан)   | изашао (352. дан)   |
| Србо                               | није био у вили                | није био у вили                                 | није био у вили                    | није био у вили           | није био у вили           | није био у вили            | није био у вили            | није био у вили            | није био у вили            | није био у вили            | није био у вили            | није био у вили            | није био у вили               | није био у вили            | није био у вили            | није био у вили              | није био у вили                       | није био у вили                        | није био у вили            | није био у вили                 | није био у вили                            | није био у вили                  | није био у вили             | није био у вили                                  | није био у вили                 | није био у вили             | није био у вили                | није био у вили             | није био у вили                           | није био у вили              | није био у вили              | није био у вили              | није био у вили                  | није био у вили             | није био у вили                    | није био у вили                          | није био у вили             | није био у вили             | није био у вили                      | није био у вили               | није био у вили             | није био у вили                 | није био у вили             | није био у вили             | није био у вили             | није био у вили             | није био у вили                                  | није био у вили                     | нема номинације                                                                | изашао (352. дан)                      | изашао (352. дан)                      | изашао (352. дан)                      | изашао (352. дан)                      | изашао (352. дан)                      | изашао (352. дан)                      | изашао (352. дан)                      | изашао (352. дан)                      | изашао (352. дан)                      | изашао (352. дан)                      | изашао (352. дан)           | изашао (352. дан)           | изашао (352. дан)           | изашао (352. дан)           | изашао (352. дан)           | изашао (352. дан)           | изашао (352. дан)           | изашао (352. дан)           | изашао (352. дан)           | изашао (352. дан)           | изашао (352. дан)           | изашао (352. дан)           | изашао (352. дан)           | изашао (352. дан)           | изашао (352. дан)           | изашао (352. дан)           | изашао (352. дан)           | изашао (352. дан)           | изашао (352. дан)           | изашао (352. дан)           | изашао (352. дан)           | изашао (352. дан)           | изашао (352. дан)           | изашао (352. дан)           | изашао (352. дан)           | изашао (352. дан)           | изашао (352. дан)           | изашао (352. дан)           | изашао (352. дан)           | изашао (352. дан)           | изашао (352. дан)           | изашао (352. дан)           | изашао (352. дан)           | изашао (352. дан)           | изашао (352. дан)           | изашао (352. дан)           | изашао (352. дан)           | изашао (352. дан)           | изашао (352. дан)           | изашао (352. дан)           | изашао (352. дан)           | изашао (352. дан)           | изашао (352. дан)           | изашао (352. дан)           | изашао (352. дан)           | изашао (352. дан)           | изашао (352. дан)           | изашао (352. дан)           | изашао (352. дан)           | изашао (352. дан)           | изашао (352. дан)           | изашао (352. дан)           | изашао (352. дан)           | изашао (352. дан)           | изашао (352. дан)           | изашао (352. дан)           | изашао (352. дан)           | изашао (352. дан)           | изашао (352. дан)           | изашао (352. дан)           | изашао (352. дан)           | изашао (352. дан)   | изашао (352. дан)   | изашао (352. дан)   | изашао (352. дан)   | изашао (352. дан)   | изашао (352. дан)   | изашао (352. дан)   | изашао (352. дан)   | изашао (352. дан)   | изашао (352. дан)   | изашао (352. дан)   | изашао (352. дан)   | изашао (352. дан)   | изашао (352. дан)   | изашао (352. дан)   | изашао (352. дан)   | изашао (352. дан)   | изашао (352. дан)   | изашао (352. дан)   | изашао (352. дан)   | изашао (352. дан)   | изашао (352. дан)   | изашао (352. дан)   | изашао (352. дан)   | изашао (352. дан)   | изашао (352. дан)   | изашао (352. дан)   | изашао (352. дан)   | изашао (352. дан)   |
| Наташа                             | није била у вили               | није била у вили                                | није била у вили                   | није била у вили          | није била у вили          | није била у вили           | није била у вили           | није била у вили           | није била у вили           | није била у вили           | није била у вили           | није била у вили           | није била у вили              | није била у вили           | није била у вили           | није била у вили             | није била у вили                      | није била у вили                       | није била у вили           | није била у вили                | није била у вили                           | није била у вили                 | Иван                        | Мили                                             | Ивана                           | Ивана                       | Мастор                         | Мастор                      | Слађана Петро.                            | Алберто                      | Мастор                       | Мастор                       | Жељко                            | Никола                      | Мили                               | Атина                                    | Изабела                     | нема номинације             | Теодора                              | Кристина М.                   | нема номинације             | Палчица                         | Мастор                      | Атина                       | Атина                       | Мили                        | Јелена Го.                                       | Мастор                              | нема номинације                                                                | Избачена (351. дан)                    | Избачена (351. дан)                    | Избачена (351. дан)                    | Избачена (351. дан)                    | Избачена (351. дан)                    | Избачена (351. дан)                    | Избачена (351. дан)                    | Избачена (351. дан)                    | Избачена (351. дан)                    | Избачена (351. дан)                    | Избачена (351. дан)         | Избачена (351. дан)         | Избачена (351. дан)         | Избачена (351. дан)         | Избачена (351. дан)         | Избачена (351. дан)         | Избачена (351. дан)         | Избачена (351. дан)         | Избачена (351. дан)         | Избачена (351. дан)         | Избачена (351. дан)         | Избачена (351. дан)         | Избачена (351. дан)         | Избачена (351. дан)         | Избачена (351. дан)         | Избачена (351. дан)         | Избачена (351. дан)         | Избачена (351. дан)         | Избачена (351. дан)         | Избачена (351. дан)         | Избачена (351. дан)         | Избачена (351. дан)         | Избачена (351. дан)         | Избачена (351. дан)         | Избачена (351. дан)         | Избачена (351. дан)         | Избачена (351. дан)         | Избачена (351. дан)         | Избачена (351. дан)         | Избачена (351. дан)         | Избачена (351. дан)         | Избачена (351. дан)         | Избачена (351. дан)         | Избачена (351. дан)         | Избачена (351. дан)         | Избачена (351. дан)         | Избачена (351. дан)         | Избачена (351. дан)         | Избачена (351. дан)         | Избачена (351. дан)         | Избачена (351. дан)         | Избачена (351. дан)         | Избачена (351. дан)         | Избачена (351. дан)         | Избачена (351. дан)         | Избачена (351. дан)         | Избачена (351. дан)         | Избачена (351. дан)         | Избачена (351. дан)         | Избачена (351. дан)         | Избачена (351. дан)         | Избачена (351. дан)         | Избачена (351. дан)         | Избачена (351. дан)         | Избачена (351. дан)         | Избачена (351. дан)         | Избачена (351. дан)         | Избачена (351. дан)         | Избачена (351. дан)         | Избачена (351. дан)         | Избачена (351. дан)         | Избачена (351. дан) | Избачена (351. дан) | Избачена (351. дан) | Избачена (351. дан) | Избачена (351. дан) | Избачена (351. дан) | Избачена (351. дан) | Избачена (351. дан) | Избачена (351. дан) | Избачена (351. дан) | Избачена (351. дан) | Избачена (351. дан) | Избачена (351. дан) | Избачена (351. дан) | Избачена (351. дан) | Избачена (351. дан) | Избачена (351. дан) | Избачена (351. дан) | Избачена (351. дан) | Избачена (351. дан) | Избачена (351. дан) | Избачена (351. дан) | Избачена (351. дан) | Избачена (351. дан) | Избачена (351. дан) | Избачена (351. дан) | Избачена (351. дан) | Избачена (351. дан) | Избачена (351. дан) |
| Дарко В.                           | није био у вили                | није био у вили                                 | није био у вили                    | није био у вили           | није био у вили           | није био у вили            | није био у вили            | није био у вили            | није био у вили            | није био у вили            | није био у вили            | није био у вили            | није био у вили               | није био у вили            | није био у вили            | није био у вили              | није био у вили                       | није био у вили                        | није био у вили            | није био у вили                 | није био у вили                            | није био у вили                  | није био у вили             | није био у вили                                  | није био у вили                 | није био у вили             | Мастор                         | Мастор                      | Изабела                                   | Слађана Петро.               | Иван                         | Иван                         | Жељко                            | Иван                        | Снежа                              | Милојко                                  | Милојко                     | нема номинације             | Мили                                 | Атина                         | нема номинације             | Павао                           | Иван                        | Атина                       | Атина                       | Снежа                       | Кристина М.                                      | Атина                               | нема номинације                                                                | избачен (350. дан)                     | избачен (350. дан)                     | избачен (350. дан)                     | избачен (350. дан)                     | избачен (350. дан)                     | избачен (350. дан)                     | избачен (350. дан)                     | избачен (350. дан)                     | избачен (350. дан)                     | избачен (350. дан)                     | избачен (350. дан)          | избачен (350. дан)          | избачен (350. дан)          | избачен (350. дан)          | избачен (350. дан)          | избачен (350. дан)          | избачен (350. дан)          | избачен (350. дан)          | избачен (350. дан)          | избачен (350. дан)          | избачен (350. дан)          | избачен (350. дан)          | избачен (350. дан)          | избачен (350. дан)          | избачен (350. дан)          | избачен (350. дан)          | избачен (350. дан)          | избачен (350. дан)          | избачен (350. дан)          | избачен (350. дан)          | избачен (350. дан)          | избачен (350. дан)          | избачен (350. дан)          | избачен (350. дан)          | избачен (350. дан)          | избачен (350. дан)          | избачен (350. дан)          | избачен (350. дан)          | избачен (350. дан)          | избачен (350. дан)          | избачен (350. дан)          | избачен (350. дан)          | избачен (350. дан)          | избачен (350. дан)          | избачен (350. дан)          | избачен (350. дан)          | избачен (350. дан)          | избачен (350. дан)          | избачен (350. дан)          | избачен (350. дан)          | избачен (350. дан)          | избачен (350. дан)          | избачен (350. дан)          | избачен (350. дан)          | избачен (350. дан)          | избачен (350. дан)          | избачен (350. дан)          | избачен (350. дан)          | избачен (350. дан)          | избачен (350. дан)          | избачен (350. дан)          | избачен (350. дан)          | избачен (350. дан)          | избачен (350. дан)          | избачен (350. дан)          | избачен (350. дан)          | избачен (350. дан)          | избачен (350. дан)          | избачен (350. дан)          | избачен (350. дан)          | избачен (350. дан)          | избачен (350. дан)  | избачен (350. дан)  | избачен (350. дан)  | избачен (350. дан)  | избачен (350. дан)  | избачен (350. дан)  | избачен (350. дан)  | избачен (350. дан)  | избачен (350. дан)  | избачен (350. дан)  | избачен (350. дан)  | избачен (350. дан)  | избачен (350. дан)  | избачен (350. дан)  | избачен (350. дан)  | избачен (350. дан)  | избачен (350. дан)  | избачен (350. дан)  | избачен (350. дан)  | избачен (350. дан)  | избачен (350. дан)  | избачен (350. дан)  | избачен (350. дан)  | избачен (350. дан)  | избачен (350. дан)  | избачен (350. дан)  | избачен (350. дан)  | избачен (350. дан)  | избачен (350. дан)  |
| Урош                               | Јелена Го.                     | Анђелина                                        | Снежа                              | Снежа                     | Јелена Го.                | Јелена Го.                 | Алберто                    | Зорана                     | Слађана Петру.             | Орнела                     | Мили                       | Драгана                    | Ивана М.                      | Нинџа                      | Зорана                     | Барби                        | Кики                                  | Барби                                  | Драгана                    | Александра                      | Татјана                                    | Кики                             | Кики                        | Зорана                                           | Драгана                         | Милојко                     | Барби                          | Наташа                      | Драгана                                   | Милојко                      | Наташа                       | Ангела                       | Милојко                          | Наташа                      | Зорана                             | Сања                                     | Милијана                    | нема номинације             | Снежа                                | Драгана                       | нема номинације             | Драгана                         | Драгана                     | Изабела                     | Снежа                       | Јелена И.                   | Јелена Го.                                       | Јелена Го.                          | нема номинације                                                                | избачен (349. дан)                     | избачен (349. дан)                     | избачен (349. дан)                     | избачен (349. дан)                     | избачен (349. дан)                     | избачен (349. дан)                     | избачен (349. дан)                     | избачен (349. дан)                     | избачен (349. дан)                     | избачен (349. дан)                     | избачен (349. дан)          | избачен (349. дан)          | избачен (349. дан)          | избачен (349. дан)          | избачен (349. дан)          | избачен (349. дан)          | избачен (349. дан)          | избачен (349. дан)          | избачен (349. дан)          | избачен (349. дан)          | избачен (349. дан)          | избачен (349. дан)          | избачен (349. дан)          | избачен (349. дан)          | избачен (349. дан)          | избачен (349. дан)          | избачен (349. дан)          | избачен (349. дан)          | избачен (349. дан)          | избачен (349. дан)          | избачен (349. дан)          | избачен (349. дан)          | избачен (349. дан)          | избачен (349. дан)          | избачен (349. дан)          | избачен (349. дан)          | избачен (349. дан)          | избачен (349. дан)          | избачен (349. дан)          | избачен (349. дан)          | избачен (349. дан)          | избачен (349. дан)          | избачен (349. дан)          | избачен (349. дан)          | избачен (349. дан)          | избачен (349. дан)          | избачен (349. дан)          | избачен (349. дан)          | избачен (349. дан)          | избачен (349. дан)          | избачен (349. дан)          | избачен (349. дан)          | избачен (349. дан)          | избачен (349. дан)          | избачен (349. дан)          | избачен (349. дан)          | избачен (349. дан)          | избачен (349. дан)          | избачен (349. дан)          | избачен (349. дан)          | избачен (349. дан)          | избачен (349. дан)          | избачен (349. дан)          | избачен (349. дан)          | избачен (349. дан)          | избачен (349. дан)          | избачен (349. дан)          | избачен (349. дан)          | избачен (349. дан)          | избачен (349. дан)          | избачен (349. дан)          | избачен (349. дан)  | избачен (349. дан)  | избачен (349. дан)  | избачен (349. дан)  | избачен (349. дан)  | избачен (349. дан)  | избачен (349. дан)  | избачен (349. дан)  | избачен (349. дан)  | избачен (349. дан)  | избачен (349. дан)  | избачен (349. дан)  | избачен (349. дан)  | избачен (349. дан)  | избачен (349. дан)  | избачен (349. дан)  | избачен (349. дан)  | избачен (349. дан)  | избачен (349. дан)  | избачен (349. дан)  | избачен (349. дан)  | избачен (349. дан)  | избачен (349. дан)  | избачен (349. дан)  | избачен (349. дан)  | избачен (349. дан)  | избачен (349. дан)  | избачен (349. дан)  | избачен (349. дан)  |
| Теодора                            | није била у вили               | није била у вили                                | није била у вили                   | није била у вили          | није била у вили          | није била у вили           | није била у вили           | није била у вили           | није била у вили           | није била у вили           | није била у вили           | није била у вили           | није била у вили              | Слађана Петру.             | Алберто                    | Милијана                     | Наида                                 | Алберто                                | Наида                      | Наода                           | Мастор                                     | Иваниа                           | Избачена (157. дан)         | Избачена (157. дан)                              | Избачена (157. дан)             | Избачена (157. дан)         | Избачена (157. дан)            | Избачена (157. дан)         | Избачена (157. дан)                       | Избачена (157. дан)          | Нада                         | Иваниа                       | Избачена (227. дан)              | Избачена (227. дан)         | Изабела                            | Сања                                     | Слађана Петро               | нема номинације             | Снежа                                | Изабела                       | нема номинације             | Иван                            | Маја Ђ.                     | Мили                        | Иваниа                      | Иван                        | Зорана                                           | Снежа                               | нема номинације                                                                | Избачена (348. дан)                    | Избачена (348. дан)                    | Избачена (348. дан)                    | Избачена (348. дан)                    | Избачена (348. дан)                    | Избачена (348. дан)                    | Избачена (348. дан)                    | Избачена (348. дан)                    | Избачена (348. дан)                    | Избачена (348. дан)                    | Избачена (348. дан)         | Избачена (348. дан)         | Избачена (348. дан)         | Избачена (348. дан)         | Избачена (348. дан)         | Избачена (348. дан)         | Избачена (348. дан)         | Избачена (348. дан)         | Избачена (348. дан)         | Избачена (348. дан)         | Избачена (348. дан)         | Избачена (348. дан)         | Избачена (348. дан)         | Избачена (348. дан)         | Избачена (348. дан)         | Избачена (348. дан)         | Избачена (348. дан)         | Избачена (348. дан)         | Избачена (348. дан)         | Избачена (348. дан)         | Избачена (348. дан)         | Избачена (348. дан)         | Избачена (348. дан)         | Избачена (348. дан)         | Избачена (348. дан)         | Избачена (348. дан)         | Избачена (348. дан)         | Избачена (348. дан)         | Избачена (348. дан)         | Избачена (348. дан)         | Избачена (348. дан)         | Избачена (348. дан)         | Избачена (348. дан)         | Избачена (348. дан)         | Избачена (348. дан)         | Избачена (348. дан)         | Избачена (348. дан)         | Избачена (348. дан)         | Избачена (348. дан)         | Избачена (348. дан)         | Избачена (348. дан)         | Избачена (348. дан)         | Избачена (348. дан)         | Избачена (348. дан)         | Избачена (348. дан)         | Избачена (348. дан)         | Избачена (348. дан)         | Избачена (348. дан)         | Избачена (348. дан)         | Избачена (348. дан)         | Избачена (348. дан)         | Избачена (348. дан)         | Избачена (348. дан)         | Избачена (348. дан)         | Избачена (348. дан)         | Избачена (348. дан)         | Избачена (348. дан)         | Избачена (348. дан)         | Избачена (348. дан)         | Избачена (348. дан)         | Избачена (348. дан)         | Избачена (348. дан) | Избачена (348. дан) | Избачена (348. дан) | Избачена (348. дан) | Избачена (348. дан) | Избачена (348. дан) | Избачена (348. дан) | Избачена (348. дан) | Избачена (348. дан) | Избачена (348. дан) | Избачена (348. дан) | Избачена (348. дан) | Избачена (348. дан) | Избачена (348. дан) | Избачена (348. дан) | Избачена (348. дан) | Избачена (348. дан) | Избачена (348. дан) | Избачена (348. дан) | Избачена (348. дан) | Избачена (348. дан) | Избачена (348. дан) | Избачена (348. дан) | Избачена (348. дан) | Избачена (348. дан) | Избачена (348. дан) | Избачена (348. дан) | Избачена (348. дан) | Избачена (348. дан) |
| Александра                         | није била у вили               | није била у вили                                | није била у вили                   | Снежана                   | Јелена Го.                | Јелена Г.                  | Мили                       | Дарио                      | Иван                       | Милијана                   | Анастасија                 | Мили                       | Милијана                      | Милијана                   | Мили                       | Орнела                       | Орнела                                | Павао                                  | Тања                       | Татјана                         | Иван                                       | Дарко Р.                         | Слађана Петру.              | Иваниа                                           | Слађана Петро.                  | Дарко Р.                    | Мастор                         | Павао                       | Јелена И.                                 | Барби                        | Дарко Р.                     | Дарко Р.                     | Милојко                          | Зоран                       | Зоран                              | Зоран                                    | Снежа                       | нема номинације             | Иваниа                               | Теодора                       | нема номинације             | Маја Ђ.                         | Маја Ђ.                     | Маја Ђ.                     | Слађана Петро.              | Изабела                     | Снежана                                          | Јелена Го.                          | нема номинације                                                                | Избачена (347. дан)                    | Избачена (347. дан)                    | Избачена (347. дан)                    | Избачена (347. дан)                    | Избачена (347. дан)                    | Избачена (347. дан)                    | Избачена (347. дан)                    | Избачена (347. дан)                    | Избачена (347. дан)                    | Избачена (347. дан)                    | Избачена (347. дан)         | Избачена (347. дан)         | Избачена (347. дан)         | Избачена (347. дан)         | Избачена (347. дан)         | Избачена (347. дан)         | Избачена (347. дан)         | Избачена (347. дан)         | Избачена (347. дан)         | Избачена (347. дан)         | Избачена (347. дан)         | Избачена (347. дан)         | Избачена (347. дан)         | Избачена (347. дан)         | Избачена (347. дан)         | Избачена (347. дан)         | Избачена (347. дан)         | Избачена (347. дан)         | Избачена (347. дан)         | Избачена (347. дан)         | Избачена (347. дан)         | Избачена (347. дан)         | Избачена (347. дан)         | Избачена (347. дан)         | Избачена (347. дан)         | Избачена (347. дан)         | Избачена (347. дан)         | Избачена (347. дан)         | Избачена (347. дан)         | Избачена (347. дан)         | Избачена (347. дан)         | Избачена (347. дан)         | Избачена (347. дан)         | Избачена (347. дан)         | Избачена (347. дан)         | Избачена (347. дан)         | Избачена (347. дан)         | Избачена (347. дан)         | Избачена (347. дан)         | Избачена (347. дан)         | Избачена (347. дан)         | Избачена (347. дан)         | Избачена (347. дан)         | Избачена (347. дан)         | Избачена (347. дан)         | Избачена (347. дан)         | Избачена (347. дан)         | Избачена (347. дан)         | Избачена (347. дан)         | Избачена (347. дан)         | Избачена (347. дан)         | Избачена (347. дан)         | Избачена (347. дан)         | Избачена (347. дан)         | Избачена (347. дан)         | Избачена (347. дан)         | Избачена (347. дан)         | Избачена (347. дан)         | Избачена (347. дан)         | Избачена (347. дан)         | Избачена (347. дан)         | Избачена (347. дан) | Избачена (347. дан) | Избачена (347. дан) | Избачена (347. дан) | Избачена (347. дан) | Избачена (347. дан) | Избачена (347. дан) | Избачена (347. дан) | Избачена (347. дан) | Избачена (347. дан) | Избачена (347. дан) | Избачена (347. дан) | Избачена (347. дан) | Избачена (347. дан) | Избачена (347. дан) | Избачена (347. дан) | Избачена (347. дан) | Избачена (347. дан) | Избачена (347. дан) | Избачена (347. дан) | Избачена (347. дан) | Избачена (347. дан) | Избачена (347. дан) | Избачена (347. дан) | Избачена (347. дан) | Избачена (347. дан) | Избачена (347. дан) | Избачена (347. дан) | Избачена (347. дан) |
| Дарко Р.                           | није био у вили                | није био у вили                                 | није био у вили                    | није био у вили           | није био у вили           | није био у вили            | није био у вили            | није био у вили            | није био у вили            | није био у вили            | није био у вили            | није био у вили            | није био у вили               | није био у вили            | Иваниа                     | Сања                         | Милијана                              | Иван                                   | Мили                       | Тања                            | Кики                                       | Александра                       | Слађана Петру.              | Милијана                                         | Наташа                          | Александра                  | Мастор                         | Зоран                       | Алберто                                   | Алберто                      | Александра                   | Александра                   | Милијана                         | избачен (234. дан)          | избачен (234. дан)                 | избачен (234. дан)                       | избачен (234. дан)          | нема номинације             | Павао                                | Теодора                       | нема номинације             | Алберто                         | Атина                       | Александра                  | Иван                        | Мили                        | Александра                                       | Јелена Го.                          | нема номинације                                                                | избачен (346. дан)                     | избачен (346. дан)                     | избачен (346. дан)                     | избачен (346. дан)                     | избачен (346. дан)                     | избачен (346. дан)                     | избачен (346. дан)                     | избачен (346. дан)                     | избачен (346. дан)                     | избачен (346. дан)                     | избачен (346. дан)          | избачен (346. дан)          | избачен (346. дан)          | избачен (346. дан)          | избачен (346. дан)          | избачен (346. дан)          | избачен (346. дан)          | избачен (346. дан)          | избачен (346. дан)          | избачен (346. дан)          | избачен (346. дан)          | избачен (346. дан)          | избачен (346. дан)          | избачен (346. дан)          | избачен (346. дан)          | избачен (346. дан)          | избачен (346. дан)          | избачен (346. дан)          | избачен (346. дан)          | избачен (346. дан)          | избачен (346. дан)          | избачен (346. дан)          | избачен (346. дан)          | избачен (346. дан)          | избачен (346. дан)          | избачен (346. дан)          | избачен (346. дан)          | избачен (346. дан)          | избачен (346. дан)          | избачен (346. дан)          | избачен (346. дан)          | избачен (346. дан)          | избачен (346. дан)          | избачен (346. дан)          | избачен (346. дан)          | избачен (346. дан)          | избачен (346. дан)          | избачен (346. дан)          | избачен (346. дан)          | избачен (346. дан)          | избачен (346. дан)          | избачен (346. дан)          | избачен (346. дан)          | избачен (346. дан)          | избачен (346. дан)          | избачен (346. дан)          | избачен (346. дан)          | избачен (346. дан)          | избачен (346. дан)          | избачен (346. дан)          | избачен (346. дан)          | избачен (346. дан)          | избачен (346. дан)          | избачен (346. дан)          | избачен (346. дан)          | избачен (346. дан)          | избачен (346. дан)          | избачен (346. дан)          | избачен (346. дан)          | избачен (346. дан)          | избачен (346. дан)          | избачен (346. дан)  | избачен (346. дан)  | избачен (346. дан)  | избачен (346. дан)  | избачен (346. дан)  | избачен (346. дан)  | избачен (346. дан)  | избачен (346. дан)  | избачен (346. дан)  | избачен (346. дан)  | избачен (346. дан)  | избачен (346. дан)  | избачен (346. дан)  | избачен (346. дан)  | избачен (346. дан)  | избачен (346. дан)  | избачен (346. дан)  | избачен (346. дан)  | избачен (346. дан)  | избачен (346. дан)  | избачен (346. дан)  | избачен (346. дан)  | избачен (346. дан)  | избачен (346. дан)  | избачен (346. дан)  | избачен (346. дан)  | избачен (346. дан)  | избачен (346. дан)  | избачен (346. дан)  |
| Кристина М.                        | није била у вили               | није била у вили                                | није била у вили                   | није била у вили          | није била у вили          | није била у вили           | није била у вили           | није била у вили           | није била у вили           | није била у вили           | није била у вили           | није била у вили           | није била у вили              | није била у вили           | није била у вили           | није била у вили             | није била у вили                      | није била у вили                       | није била у вили           | није била у вили                | није била у вили                           | није била у вили                 | није била у вили            | није била у вили                                 | није била у вили                | није била у вили            | није била у вили               | није била у вили            | није била у вили                          | није била у вили             | није била у вили             | није била у вили             | није била у вили                 | није била у вили            | није била у вили                   | Мастор                                   | Снежа                       | нема номинације             | Слађана Петро.                       | Драгана                       | нема номинације             | Драгана                         | Павао                       | Маја Ђ.                     | Атина                       | Снежа                       | Снежа                                            | Слађана Петро.                      | нема номинације                                                                | Избачена (345. дан)                    | Избачена (345. дан)                    | Избачена (345. дан)                    | Избачена (345. дан)                    | Избачена (345. дан)                    | Избачена (345. дан)                    | Избачена (345. дан)                    | Избачена (345. дан)                    | Избачена (345. дан)                    | Избачена (345. дан)                    | Избачена (345. дан)         | Избачена (345. дан)         | Избачена (345. дан)         | Избачена (345. дан)         | Избачена (345. дан)         | Избачена (345. дан)         | Избачена (345. дан)         | Избачена (345. дан)         | Избачена (345. дан)         | Избачена (345. дан)         | Избачена (345. дан)         | Избачена (345. дан)         | Избачена (345. дан)         | Избачена (345. дан)         | Избачена (345. дан)         | Избачена (345. дан)         | Избачена (345. дан)         | Избачена (345. дан)         | Избачена (345. дан)         | Избачена (345. дан)         | Избачена (345. дан)         | Избачена (345. дан)         | Избачена (345. дан)         | Избачена (345. дан)         | Избачена (345. дан)         | Избачена (345. дан)         | Избачена (345. дан)         | Избачена (345. дан)         | Избачена (345. дан)         | Избачена (345. дан)         | Избачена (345. дан)         | Избачена (345. дан)         | Избачена (345. дан)         | Избачена (345. дан)         | Избачена (345. дан)         | Избачена (345. дан)         | Избачена (345. дан)         | Избачена (345. дан)         | Избачена (345. дан)         | Избачена (345. дан)         | Избачена (345. дан)         | Избачена (345. дан)         | Избачена (345. дан)         | Избачена (345. дан)         | Избачена (345. дан)         | Избачена (345. дан)         | Избачена (345. дан)         | Избачена (345. дан)         | Избачена (345. дан)         | Избачена (345. дан)         | Избачена (345. дан)         | Избачена (345. дан)         | Избачена (345. дан)         | Избачена (345. дан)         | Избачена (345. дан)         | Избачена (345. дан)         | Избачена (345. дан)         | Избачена (345. дан)         | Избачена (345. дан)         | Избачена (345. дан)         | Избачена (345. дан)         | Избачена (345. дан) | Избачена (345. дан) | Избачена (345. дан) | Избачена (345. дан) | Избачена (345. дан) | Избачена (345. дан) | Избачена (345. дан) | Избачена (345. дан) | Избачена (345. дан) | Избачена (345. дан) | Избачена (345. дан) | Избачена (345. дан) | Избачена (345. дан) | Избачена (345. дан) | Избачена (345. дан) | Избачена (345. дан) | Избачена (345. дан) | Избачена (345. дан) | Избачена (345. дан) | Избачена (345. дан) | Избачена (345. дан) | Избачена (345. дан) | Избачена (345. дан) | Избачена (345. дан) | Избачена (345. дан) | Избачена (345. дан) | Избачена (345. дан) | Избачена (345. дан) | Избачена (345. дан) |
| Милојко                            | изашао (4. дан)                | изашао (4. дан)                                 | изашао (4. дан)                    | изашао (4. дан)           | Снежана                   | Маја Ђ.                    | Милијана                   | Милијана                   | Милијана                   | Жабац                      | Милијана                   | Леонтина                   | Милијана                      | Милијана                   | Иван                       | Теодора                      | Орнела                                | Алберто                                | Тања                       | Тања                            | Иван                                       | Барби                            | Кики                        | Зорана                                           | Наташа                          | Дарко Р.                    | Амгела                         | Наташа                      | Милијана                                  | Барби                        | Палчица                      | Иван                         | Урош                             | Мили                        | Урош                               | Сања                                     | Урош                        | нема номинације             | Милијана                             | Теодора                       | нема номинације             | Барби                           | Маја Ђ.                     | Милијана                    | Снежа                       | Урош                        | Милијана                                         | Милијана                            | нема номинације                                                                | избачен (344. дан)                     | избачен (344. дан)                     | избачен (344. дан)                     | избачен (344. дан)                     | избачен (344. дан)                     | избачен (344. дан)                     | избачен (344. дан)                     | избачен (344. дан)                     | избачен (344. дан)                     | избачен (344. дан)                     | избачен (344. дан)          | избачен (344. дан)          | избачен (344. дан)          | избачен (344. дан)          | избачен (344. дан)          | избачен (344. дан)          | избачен (344. дан)          | избачен (344. дан)          | избачен (344. дан)          | избачен (344. дан)          | избачен (344. дан)          | избачен (344. дан)          | избачен (344. дан)          | избачен (344. дан)          | избачен (344. дан)          | избачен (344. дан)          | избачен (344. дан)          | избачен (344. дан)          | избачен (344. дан)          | избачен (344. дан)          | избачен (344. дан)          | избачен (344. дан)          | избачен (344. дан)          | избачен (344. дан)          | избачен (344. дан)          | избачен (344. дан)          | избачен (344. дан)          | избачен (344. дан)          | избачен (344. дан)          | избачен (344. дан)          | избачен (344. дан)          | избачен (344. дан)          | избачен (344. дан)          | избачен (344. дан)          | избачен (344. дан)          | избачен (344. дан)          | избачен (344. дан)          | избачен (344. дан)          | избачен (344. дан)          | избачен (344. дан)          | избачен (344. дан)          | избачен (344. дан)          | избачен (344. дан)          | избачен (344. дан)          | избачен (344. дан)          | избачен (344. дан)          | избачен (344. дан)          | избачен (344. дан)          | избачен (344. дан)          | избачен (344. дан)          | избачен (344. дан)          | избачен (344. дан)          | избачен (344. дан)          | избачен (344. дан)          | избачен (344. дан)          | избачен (344. дан)          | избачен (344. дан)          | избачен (344. дан)          | избачен (344. дан)          | избачен (344. дан)          | избачен (344. дан)          | избачен (344. дан)  | избачен (344. дан)  | избачен (344. дан)  | избачен (344. дан)  | избачен (344. дан)  | избачен (344. дан)  | избачен (344. дан)  | избачен (344. дан)  | избачен (344. дан)  | избачен (344. дан)  | избачен (344. дан)  | избачен (344. дан)  | избачен (344. дан)  | избачен (344. дан)  | избачен (344. дан)  | избачен (344. дан)  | избачен (344. дан)  | избачен (344. дан)  | избачен (344. дан)  | избачен (344. дан)  | избачен (344. дан)  | избачен (344. дан)  | избачен (344. дан)  | избачен (344. дан)  | избачен (344. дан)  | избачен (344. дан)  | избачен (344. дан)  | избачен (344. дан)  | избачен (344. дан)  |
| Јелена Го.                         | Снежа                          | Орнела                                          | Павао                              | Орнела                    | Невена                    | Иван                       | Мили                       | Слађана Петру.             | Мили                       | Кристина                   | Слађана Петру.             | Леонтина                   | Орнела                        | Ђоле                       | Ђоле                       | Ђоле                         | изашла (115. дан)                     | изашла (115. дан)                      | изашла (115. дан)          | изашла (115. дан)               | изашла (115. дан)                          | изашла (115. дан)                | изашла (115. дан)           | изашла (115. дан)                                | изашла (115. дан)               | изашла (115. дан)           | изашла (115. дан)              | изашла (115. дан)           | изашла (115. дан)                         | изашла (115. дан)            | изашла (115. дан)            | изашла (115. дан)            | изашла (115. дан)                | изашла (115. дан)           | изашла (115. дан)                  | изашла (115. дан)                        | изашла (115. дан)           | изашла (115. дан)           | изашла (115. дан)                    | изашла (115. дан)             | изашла (115. дан)           | изашла (115. дан)               | изашла (115. дан)           | Иван                        | Александра                  | Мили                        | Дарко Р.                                         | Дарко Р.                            | нема номинације                                                                | изашла (344. дан)                      | изашла (344. дан)                      | изашла (344. дан)                      | изашла (344. дан)                      | изашла (344. дан)                      | изашла (344. дан)                      | изашла (344. дан)                      | изашла (344. дан)                      | изашла (344. дан)                      | изашла (344. дан)                      | изашла (344. дан)           | изашла (344. дан)           | изашла (344. дан)           | изашла (344. дан)           | изашла (344. дан)           | изашла (344. дан)           | изашла (344. дан)           | изашла (344. дан)           | изашла (344. дан)           | изашла (344. дан)           | изашла (344. дан)           | изашла (344. дан)           | изашла (344. дан)           | изашла (344. дан)           | изашла (344. дан)           | изашла (344. дан)           | изашла (344. дан)           | изашла (344. дан)           | изашла (344. дан)           | изашла (344. дан)           | изашла (344. дан)           | изашла (344. дан)           | изашла (344. дан)           | изашла (344. дан)           | изашла (344. дан)           | изашла (344. дан)           | изашла (344. дан)           | изашла (344. дан)           | изашла (344. дан)           | изашла (344. дан)           | изашла (344. дан)           | изашла (344. дан)           | изашла (344. дан)           | изашла (344. дан)           | изашла (344. дан)           | изашла (344. дан)           | изашла (344. дан)           | изашла (344. дан)           | изашла (344. дан)           | изашла (344. дан)           | изашла (344. дан)           | изашла (344. дан)           | изашла (344. дан)           | изашла (344. дан)           | изашла (344. дан)           | изашла (344. дан)           | изашла (344. дан)           | изашла (344. дан)           | изашла (344. дан)           | изашла (344. дан)           | изашла (344. дан)           | изашла (344. дан)           | изашла (344. дан)           | изашла (344. дан)           | изашла (344. дан)           | изашла (344. дан)           | изашла (344. дан)           | изашла (344. дан)           | изашла (344. дан)           | изашла (344. дан)           | изашла (344. дан)           | изашла (344. дан)   | изашла (344. дан)   | изашла (344. дан)   | изашла (344. дан)   | изашла (344. дан)   | изашла (344. дан)   | изашла (344. дан)   | изашла (344. дан)   | изашла (344. дан)   | изашла (344. дан)   | изашла (344. дан)   | изашла (344. дан)   | изашла (344. дан)   | изашла (344. дан)   | изашла (344. дан)   | изашла (344. дан)   | изашла (344. дан)   | изашла (344. дан)   | изашла (344. дан)   | изашла (344. дан)   | изашла (344. дан)   | изашла (344. дан)   | изашла (344. дан)   | изашла (344. дан)   | изашла (344. дан)   | изашла (344. дан)   | изашла (344. дан)   | изашла (344. дан)   | изашла (344. дан)   |
| Жељко                              | није био у вили                | није био у вили                                 | није био у вили                    | није био у вили           | није био у вили           | није био у вили            | није био у вили            | није био у вили            | није био у вили            | није био у вили            | није био у вили            | није био у вили            | није био у вили               | није био у вили            | није био у вили            | није био у вили              | није био у вили                       | није био у вили                        | није био у вили            | није био у вили                 | није био у вили                            | није био у вили                  | није био у вили             | није био у вили                                  | није био у вили                 | Алберто                     | Иван                           | Јелена И.                   | Слађана Петро.                            | Иваниа                       | Иваниа                       | Изабела                      | Мастор                           | Мили                        | Иваниа                             | Драгана                                  | Александра                  | нема номинације             | Барби                                | Теодора                       | нема номинације             | Маја Ђ.                         | Теодора                     | Изабела                     | Иваниа                      | Снежа                       | Мили                                             | Сарa Ш.                             | нема номинације                                                                | избачен (343. дан)                     | избачен (343. дан)                     | избачен (343. дан)                     | избачен (343. дан)                     | избачен (343. дан)                     | избачен (343. дан)                     | избачен (343. дан)                     | избачен (343. дан)                     | избачен (343. дан)                     | избачен (343. дан)                     | избачен (343. дан)          | избачен (343. дан)          | избачен (343. дан)          | избачен (343. дан)          | избачен (343. дан)          | избачен (343. дан)          | избачен (343. дан)          | избачен (343. дан)          | избачен (343. дан)          | избачен (343. дан)          | избачен (343. дан)          | избачен (343. дан)          | избачен (343. дан)          | избачен (343. дан)          | избачен (343. дан)          | избачен (343. дан)          | избачен (343. дан)          | избачен (343. дан)          | избачен (343. дан)          | избачен (343. дан)          | избачен (343. дан)          | избачен (343. дан)          | избачен (343. дан)          | избачен (343. дан)          | избачен (343. дан)          | избачен (343. дан)          | избачен (343. дан)          | избачен (343. дан)          | избачен (343. дан)          | избачен (343. дан)          | избачен (343. дан)          | избачен (343. дан)          | избачен (343. дан)          | избачен (343. дан)          | избачен (343. дан)          | избачен (343. дан)          | избачен (343. дан)          | избачен (343. дан)          | избачен (343. дан)          | избачен (343. дан)          | избачен (343. дан)          | избачен (343. дан)          | избачен (343. дан)          | избачен (343. дан)          | избачен (343. дан)          | избачен (343. дан)          | избачен (343. дан)          | избачен (343. дан)          | избачен (343. дан)          | избачен (343. дан)          | избачен (343. дан)          | избачен (343. дан)          | избачен (343. дан)          | избачен (343. дан)          | избачен (343. дан)          | избачен (343. дан)          | избачен (343. дан)          | избачен (343. дан)          | избачен (343. дан)          | избачен (343. дан)          | избачен (343. дан)          | избачен (343. дан)  | избачен (343. дан)  | избачен (343. дан)  | избачен (343. дан)  | избачен (343. дан)  | избачен (343. дан)  | избачен (343. дан)  | избачен (343. дан)  | избачен (343. дан)  | избачен (343. дан)  | избачен (343. дан)  | избачен (343. дан)  | избачен (343. дан)  | избачен (343. дан)  | избачен (343. дан)  | избачен (343. дан)  | избачен (343. дан)  | избачен (343. дан)  | избачен (343. дан)  | избачен (343. дан)  | избачен (343. дан)  | избачен (343. дан)  | избачен (343. дан)  | избачен (343. дан)  | избачен (343. дан)  | избачен (343. дан)  | избачен (343. дан)  | избачен (343. дан)  | избачен (343. дан)  |
| Слађана Петро.                     | Јелена Го.                     | Јелена Го.                                      | Димитрије М.                       | Павао                     | Павао                     | Павао                      | Алберто                    | Дарио                      | Маја Ђ.                    | Кристина                   | Леонтина                   | Јелена Го.                 | Алберто                       | Јелена Го.                 | Алберто                    | Сања                         | Алберто                               | Иван                                   | Наида                      | Јелена И.                       | Иван                                       | Ивана                            | Милијана                    | Александра                                       | Наида                           | Алберто                     | Мастор                         | Мастор                      | Алберто                                   | Павао                        | Палчица                      | Мастор                       | Мили                             | Мили                        | Снежа                              | Алберто                                  | Изабела                     | нема номинације             | Павао                                | Теодора                       | нема номинације             | Јелена И.                       | Маја Ђ.                     | Атина                       | Иван                        | Атина                       | Павао                                            | Снежа                               | Избачена (339. дан)                                                            | Избачена (339. дан)                    | Избачена (339. дан)                    | Избачена (339. дан)                    | Избачена (339. дан)                    | Избачена (339. дан)                    | Избачена (339. дан)                    | Избачена (339. дан)                    | Избачена (339. дан)                    | Избачена (339. дан)                    | Избачена (339. дан)                    | Избачена (339. дан)         | Избачена (339. дан)         | Избачена (339. дан)         | Избачена (339. дан)         | Избачена (339. дан)         | Избачена (339. дан)         | Избачена (339. дан)         | Избачена (339. дан)         | Избачена (339. дан)         | Избачена (339. дан)         | Избачена (339. дан)         | Избачена (339. дан)         | Избачена (339. дан)         | Избачена (339. дан)         | Избачена (339. дан)         | Избачена (339. дан)         | Избачена (339. дан)         | Избачена (339. дан)         | Избачена (339. дан)         | Избачена (339. дан)         | Избачена (339. дан)         | Избачена (339. дан)         | Избачена (339. дан)         | Избачена (339. дан)         | Избачена (339. дан)         | Избачена (339. дан)         | Избачена (339. дан)         | Избачена (339. дан)         | Избачена (339. дан)         | Избачена (339. дан)         | Избачена (339. дан)         | Избачена (339. дан)         | Избачена (339. дан)         | Избачена (339. дан)         | Избачена (339. дан)         | Избачена (339. дан)         | Избачена (339. дан)         | Избачена (339. дан)         | Избачена (339. дан)         | Избачена (339. дан)         | Избачена (339. дан)         | Избачена (339. дан)         | Избачена (339. дан)         | Избачена (339. дан)         | Избачена (339. дан)         | Избачена (339. дан)         | Избачена (339. дан)         | Избачена (339. дан)         | Избачена (339. дан)         | Избачена (339. дан)         | Избачена (339. дан)         | Избачена (339. дан)         | Избачена (339. дан)         | Избачена (339. дан)         | Избачена (339. дан)         | Избачена (339. дан)         | Избачена (339. дан)         | Избачена (339. дан)         | Избачена (339. дан)         | Избачена (339. дан)         | Избачена (339. дан)         | Избачена (339. дан) | Избачена (339. дан) | Избачена (339. дан) | Избачена (339. дан) | Избачена (339. дан) | Избачена (339. дан) | Избачена (339. дан) | Избачена (339. дан) | Избачена (339. дан) | Избачена (339. дан) | Избачена (339. дан) | Избачена (339. дан) | Избачена (339. дан) | Избачена (339. дан) | Избачена (339. дан) | Избачена (339. дан) | Избачена (339. дан) | Избачена (339. дан) | Избачена (339. дан) | Избачена (339. дан) | Избачена (339. дан) | Избачена (339. дан) | Избачена (339. дан) | Избачена (339. дан) | Избачена (339. дан) | Избачена (339. дан) | Избачена (339. дан) | Избачена (339. дан) |                     |
| Атина                              | није била у вили               | није била у вили                                | није била у вили                   | није била у вили          | није била у вили          | није била у вили           | није била у вили           | није била у вили           | није била у вили           | није била у вили           | није била у вили           | није била у вили           | није била у вили              | није била у вили           | није била у вили           | није била у вили             | није била у вили                      | није била у вили                       | није била у вили           | није била у вили                | није била у вили                           | није била у вили                 | није била у вили            | није била у вили                                 | није била у вили                | није била у вили            | није била у вили               | није била у вили            | није била у вили                          | није била у вили             | није била у вили             | Мили                         | Мили                             | Дарко В.                    | Павао                              | Иваниа                                   | Иваниа                      | нема номинације             | Милијана                             | Дарко В.                      | нема номинације             | Иваниа                          | Маја Ђ.                     | Слађана Петро.              | Слађана Петро.              | Хиња                        | Сања                                             | Снежа                               | изашао (337. дан)                                                              | изашао (337. дан)                      | изашао (337. дан)                      | изашао (337. дан)                      | изашао (337. дан)                      | изашао (337. дан)                      | изашао (337. дан)                      | изашао (337. дан)                      | изашао (337. дан)                      | изашао (337. дан)                      | изашао (337. дан)                      | изашао (337. дан)           | изашао (337. дан)           | изашао (337. дан)           | изашао (337. дан)           | изашао (337. дан)           | изашао (337. дан)           | изашао (337. дан)           | изашао (337. дан)           | изашао (337. дан)           | изашао (337. дан)           | изашао (337. дан)           | изашао (337. дан)           | изашао (337. дан)           | изашао (337. дан)           | изашао (337. дан)           | изашао (337. дан)           | изашао (337. дан)           | изашао (337. дан)           | изашао (337. дан)           | изашао (337. дан)           | изашао (337. дан)           | изашао (337. дан)           | изашао (337. дан)           | изашао (337. дан)           | изашао (337. дан)           | изашао (337. дан)           | изашао (337. дан)           | изашао (337. дан)           | изашао (337. дан)           | изашао (337. дан)           | изашао (337. дан)           | изашао (337. дан)           | изашао (337. дан)           | изашао (337. дан)           | изашао (337. дан)           | изашао (337. дан)           | изашао (337. дан)           | изашао (337. дан)           | изашао (337. дан)           | изашао (337. дан)           | изашао (337. дан)           | изашао (337. дан)           | изашао (337. дан)           | изашао (337. дан)           | изашао (337. дан)           | изашао (337. дан)           | изашао (337. дан)           | изашао (337. дан)           | изашао (337. дан)           | изашао (337. дан)           | изашао (337. дан)           | изашао (337. дан)           | изашао (337. дан)           | изашао (337. дан)           | изашао (337. дан)           | изашао (337. дан)           | изашао (337. дан)           | изашао (337. дан)           | изашао (337. дан)           | изашао (337. дан)           | изашао (337. дан)           | изашао (337. дан)   | изашао (337. дан)   | изашао (337. дан)   | изашао (337. дан)   | изашао (337. дан)   | изашао (337. дан)   | изашао (337. дан)   | изашао (337. дан)   | изашао (337. дан)   | изашао (337. дан)   | изашао (337. дан)   | изашао (337. дан)   | изашао (337. дан)   | изашао (337. дан)   | изашао (337. дан)   | изашао (337. дан)   | изашао (337. дан)   | изашао (337. дан)   | изашао (337. дан)   | изашао (337. дан)   | изашао (337. дан)   | изашао (337. дан)   | изашао (337. дан)   | изашао (337. дан)   | изашао (337. дан)   | изашао (337. дан)   | изашао (337. дан)   | изашао (337. дан)   |                     |
| Сања                               | Јелена Го.                     | Анђелина                                        | Димитрије М.                       | Снежана                   | Мили                      | Маја Ђ.                    | Алберто                    | Дарио                      | Милијана                   | Кристина                   | Леонтина                   | Јелена Го.                 | Жабац                         | Мили                       | Алберто                    | Кристина                     | Мили                                  | Мили                                   | Тања                       | Кики                            | Тања                                       | Ивана                            | Александра                  | Зорана                                           | Алберто                         | Алберто                     | Милијана                       | Иваниа                      | Иваниа                                    | Александра                   | Ангела                       | Мили                         | Барби                            | Мили                        | Ивана                              | Зоран                                    | Ивана                       | нема номинације             | Барби                                | Зоран                         | нема номинације             | Маја Ђ.                         | Алберто                     | Маја Ђ.                     | Мили                        | Хиња                        | Хиња                                             | Избачена (332. дан)                 | Избачена (332. дан)                                                            | Избачена (332. дан)                    | Избачена (332. дан)                    | Избачена (332. дан)                    | Избачена (332. дан)                    | Избачена (332. дан)                    | Избачена (332. дан)                    | Избачена (332. дан)                    | Избачена (332. дан)                    | Избачена (332. дан)                    | Избачена (332. дан)                    | Избачена (332. дан)         | Избачена (332. дан)         | Избачена (332. дан)         | Избачена (332. дан)         | Избачена (332. дан)         | Избачена (332. дан)         | Избачена (332. дан)         | Избачена (332. дан)         | Избачена (332. дан)         | Избачена (332. дан)         | Избачена (332. дан)         | Избачена (332. дан)         | Избачена (332. дан)         | Избачена (332. дан)         | Избачена (332. дан)         | Избачена (332. дан)         | Избачена (332. дан)         | Избачена (332. дан)         | Избачена (332. дан)         | Избачена (332. дан)         | Избачена (332. дан)         | Избачена (332. дан)         | Избачена (332. дан)         | Избачена (332. дан)         | Избачена (332. дан)         | Избачена (332. дан)         | Избачена (332. дан)         | Избачена (332. дан)         | Избачена (332. дан)         | Избачена (332. дан)         | Избачена (332. дан)         | Избачена (332. дан)         | Избачена (332. дан)         | Избачена (332. дан)         | Избачена (332. дан)         | Избачена (332. дан)         | Избачена (332. дан)         | Избачена (332. дан)         | Избачена (332. дан)         | Избачена (332. дан)         | Избачена (332. дан)         | Избачена (332. дан)         | Избачена (332. дан)         | Избачена (332. дан)         | Избачена (332. дан)         | Избачена (332. дан)         | Избачена (332. дан)         | Избачена (332. дан)         | Избачена (332. дан)         | Избачена (332. дан)         | Избачена (332. дан)         | Избачена (332. дан)         | Избачена (332. дан)         | Избачена (332. дан)         | Избачена (332. дан)         | Избачена (332. дан)         | Избачена (332. дан)         | Избачена (332. дан)         | Избачена (332. дан)         | Избачена (332. дан)         | Избачена (332. дан)         | Избачена (332. дан) | Избачена (332. дан) | Избачена (332. дан) | Избачена (332. дан) | Избачена (332. дан) | Избачена (332. дан) | Избачена (332. дан) | Избачена (332. дан) | Избачена (332. дан) | Избачена (332. дан) | Избачена (332. дан) | Избачена (332. дан) | Избачена (332. дан) | Избачена (332. дан) | Избачена (332. дан) | Избачена (332. дан) | Избачена (332. дан) | Избачена (332. дан) | Избачена (332. дан) | Избачена (332. дан) | Избачена (332. дан) | Избачена (332. дан) | Избачена (332. дан) | Избачена (332. дан) | Избачена (332. дан) | Избачена (332. дан) | Избачена (332. дан) |                     |                     |
| Маја Ђ.                            | Јелена Го.                     | Анђелина                                        | Јелена Го.                         | Мили                      | Јелена Го.                | Мастор                     | Иван                       | Дарио                      | Јелена Го.                 | избачена (63. дан)         | избачена (63. дан)         | избачена (63. дан)         | избачена (63. дан)            | избачена (63. дан)         | избачена (63. дан)         | избачена (63. дан)           | избачена (63. дан)                    | избачена (63. дан)                     | избачена (63. дан)         | избачена (63. дан)              | избачена (63. дан)                         | избачена (63. дан)               | избачена (63. дан)          | избачена (63. дан)                               | избачена (63. дан)              | избачена (63. дан)          | избачена (63. дан)             | избачена (63. дан)          | избачена (63. дан)                        | избачена (63. дан)           | избачена (63. дан)           | избачена (63. дан)           | избачена (63. дан)               | избачена (63. дан)          | избачена (63. дан)                 | избачена (63. дан)                       | избачена (63. дан)          | избачена (63. дан)          | Александра                           | Иван                          | нема номинације             | Иван                            | Палчица                     | Павао                       | Жељко                       | Павао                       | Атина                                            | Избачена (332. дан)                 | Избачена (332. дан)                                                            | Избачена (332. дан)                    | Избачена (332. дан)                    | Избачена (332. дан)                    | Избачена (332. дан)                    | Избачена (332. дан)                    | Избачена (332. дан)                    | Избачена (332. дан)                    | Избачена (332. дан)                    | Избачена (332. дан)                    | Избачена (332. дан)                    | Избачена (332. дан)         | Избачена (332. дан)         | Избачена (332. дан)         | Избачена (332. дан)         | Избачена (332. дан)         | Избачена (332. дан)         | Избачена (332. дан)         | Избачена (332. дан)         | Избачена (332. дан)         | Избачена (332. дан)         | Избачена (332. дан)         | Избачена (332. дан)         | Избачена (332. дан)         | Избачена (332. дан)         | Избачена (332. дан)         | Избачена (332. дан)         | Избачена (332. дан)         | Избачена (332. дан)         | Избачена (332. дан)         | Избачена (332. дан)         | Избачена (332. дан)         | Избачена (332. дан)         | Избачена (332. дан)         | Избачена (332. дан)         | Избачена (332. дан)         | Избачена (332. дан)         | Избачена (332. дан)         | Избачена (332. дан)         | Избачена (332. дан)         | Избачена (332. дан)         | Избачена (332. дан)         | Избачена (332. дан)         | Избачена (332. дан)         | Избачена (332. дан)         | Избачена (332. дан)         | Избачена (332. дан)         | Избачена (332. дан)         | Избачена (332. дан)         | Избачена (332. дан)         | Избачена (332. дан)         | Избачена (332. дан)         | Избачена (332. дан)         | Избачена (332. дан)         | Избачена (332. дан)         | Избачена (332. дан)         | Избачена (332. дан)         | Избачена (332. дан)         | Избачена (332. дан)         | Избачена (332. дан)         | Избачена (332. дан)         | Избачена (332. дан)         | Избачена (332. дан)         | Избачена (332. дан)         | Избачена (332. дан)         | Избачена (332. дан)         | Избачена (332. дан)         | Избачена (332. дан)         | Избачена (332. дан)         | Избачена (332. дан)         | Избачена (332. дан)         | Избачена (332. дан)         | Избачена (332. дан) | Избачена (332. дан) | Избачена (332. дан) | Избачена (332. дан) | Избачена (332. дан) | Избачена (332. дан) | Избачена (332. дан) | Избачена (332. дан) | Избачена (332. дан) | Избачена (332. дан) | Избачена (332. дан) | Избачена (332. дан) | Избачена (332. дан) | Избачена (332. дан) | Избачена (332. дан) | Избачена (332. дан) | Избачена (332. дан) | Избачена (332. дан) | Избачена (332. дан) | Избачена (332. дан) | Избачена (332. дан) | Избачена (332. дан) | Избачена (332. дан) | Избачена (332. дан) | Избачена (332. дан) | Избачена (332. дан) | Избачена (332. дан) |                     |                     |
| Драгана                            | Анђелина                       | Анђелина                                        | Димитрије М.                       | Снежа                     | Јелена Го.                | Мили                       | Жабац                      | Дарио                      | Рамел                      | Слађана Петру.             | Мили                       | Урош                       | Ивана М.                      | Кики                       | Алберто                    | Иваниа                       | Урош                                  | Кики                                   | Тања                       | Иван                            | Јелена И.                                  | Урош                             | Урош                        | Урош                                             | Наташа                          | Урош                        | Мили                           | Ивана                       | Алберто                                   | Милијана                     | Палчица                      | Милојко                      | Жељко                            | Зоран                       | Жељко                              | Кристина                                 | Снежа                       | нема номинације             | Анастасија                           | Милојко                       | нема номинације             | Урош                            | Кристина М.                 | Маја Ђ.                     | Иван                        | Снежа                       | Избачена (325. дан)                              | Избачена (325. дан)                 | Избачена (325. дан)                                                            | Избачена (325. дан)                    | Избачена (325. дан)                    | Избачена (325. дан)                    | Избачена (325. дан)                    | Избачена (325. дан)                    | Избачена (325. дан)                    | Избачена (325. дан)                    | Избачена (325. дан)                    | Избачена (325. дан)                    | Избачена (325. дан)                    | Избачена (325. дан)         | Избачена (325. дан)         | Избачена (325. дан)         | Избачена (325. дан)         | Избачена (325. дан)         | Избачена (325. дан)         | Избачена (325. дан)         | Избачена (325. дан)         | Избачена (325. дан)         | Избачена (325. дан)         | Избачена (325. дан)         | Избачена (325. дан)         | Избачена (325. дан)         | Избачена (325. дан)         | Избачена (325. дан)         | Избачена (325. дан)         | Избачена (325. дан)         | Избачена (325. дан)         | Избачена (325. дан)         | Избачена (325. дан)         | Избачена (325. дан)         | Избачена (325. дан)         | Избачена (325. дан)         | Избачена (325. дан)         | Избачена (325. дан)         | Избачена (325. дан)         | Избачена (325. дан)         | Избачена (325. дан)         | Избачена (325. дан)         | Избачена (325. дан)         | Избачена (325. дан)         | Избачена (325. дан)         | Избачена (325. дан)         | Избачена (325. дан)         | Избачена (325. дан)         | Избачена (325. дан)         | Избачена (325. дан)         | Избачена (325. дан)         | Избачена (325. дан)         | Избачена (325. дан)         | Избачена (325. дан)         | Избачена (325. дан)         | Избачена (325. дан)         | Избачена (325. дан)         | Избачена (325. дан)         | Избачена (325. дан)         | Избачена (325. дан)         | Избачена (325. дан)         | Избачена (325. дан)         | Избачена (325. дан)         | Избачена (325. дан)         | Избачена (325. дан)         | Избачена (325. дан)         | Избачена (325. дан)         | Избачена (325. дан)         | Избачена (325. дан)         | Избачена (325. дан)         | Избачена (325. дан)         | Избачена (325. дан)         | Избачена (325. дан)         | Избачена (325. дан)         | Избачена (325. дан) | Избачена (325. дан) | Избачена (325. дан) | Избачена (325. дан) | Избачена (325. дан) | Избачена (325. дан) | Избачена (325. дан) | Избачена (325. дан) | Избачена (325. дан) | Избачена (325. дан) | Избачена (325. дан) | Избачена (325. дан) | Избачена (325. дан) | Избачена (325. дан) | Избачена (325. дан) | Избачена (325. дан) | Избачена (325. дан) | Избачена (325. дан) | Избачена (325. дан) | Избачена (325. дан) | Избачена (325. дан) | Избачена (325. дан) | Избачена (325. дан) | Избачена (325. дан) | Избачена (325. дан) | Избачена (325. дан) |                     |                     |                     |
| Зоран                              | није био у вили                | није био у вили                                 | није био у вили                    | није био у вили           | није био у вили           | није био у вили            | није био у вили            | није био у вили            | није био у вили            | није био у вили            | није био у вили            | није био у вили            | није био у вили               | није био у вили            | није био у вили            | није био у вили              | није био у вили                       | није био у вили                        | није био у вили            | није био у вили                 | није био у вили                            | није био у вили                  | није био у вили             | није био у вили                                  | није био у вили                 | Милијана                    | Ивана                          | Иван                        | Александра                                | Изабела                      | Александра                   | Милојко                      | Слађана Петро.                   | Изабела                     | Александра                         | Сања                                     | Снежа                       | нема номинације             | Изабела                              | Александра                    | нема номинације             | Слађана Петро.                  | Маја Ђ.                     | Маја Ђ.                     | избачен (311. дан)          | избачен (311. дан)          | избачен (311. дан)                               | избачен (311. дан)                  | избачен (311. дан)                                                             | избачен (311. дан)                     | избачен (311. дан)                     | избачен (311. дан)                     | избачен (311. дан)                     | избачен (311. дан)                     | избачен (311. дан)                     | избачен (311. дан)                     | избачен (311. дан)                     | избачен (311. дан)                     | избачен (311. дан)                     | избачен (311. дан)          | избачен (311. дан)          | избачен (311. дан)          | избачен (311. дан)          | избачен (311. дан)          | избачен (311. дан)          | избачен (311. дан)          | избачен (311. дан)          | избачен (311. дан)          | избачен (311. дан)          | избачен (311. дан)          | избачен (311. дан)          | избачен (311. дан)          | избачен (311. дан)          | избачен (311. дан)          | избачен (311. дан)          | избачен (311. дан)          | избачен (311. дан)          | избачен (311. дан)          | избачен (311. дан)          | избачен (311. дан)          | избачен (311. дан)          | избачен (311. дан)          | избачен (311. дан)          | избачен (311. дан)          | избачен (311. дан)          | избачен (311. дан)          | избачен (311. дан)          | избачен (311. дан)          | избачен (311. дан)          | избачен (311. дан)          | избачен (311. дан)          | избачен (311. дан)          | избачен (311. дан)          | избачен (311. дан)          | избачен (311. дан)          | избачен (311. дан)          | избачен (311. дан)          | избачен (311. дан)          | избачен (311. дан)          | избачен (311. дан)          | избачен (311. дан)          | избачен (311. дан)          | избачен (311. дан)          | избачен (311. дан)          | избачен (311. дан)          | избачен (311. дан)          | избачен (311. дан)          | избачен (311. дан)          | избачен (311. дан)          | избачен (311. дан)          | избачен (311. дан)          | избачен (311. дан)          | избачен (311. дан)          | избачен (311. дан)          | избачен (311. дан)          | избачен (311. дан)          | избачен (311. дан)          | избачен (311. дан)          | избачен (311. дан)          | избачен (311. дан)          | избачен (311. дан)  | избачен (311. дан)  | избачен (311. дан)  | избачен (311. дан)  | избачен (311. дан)  | избачен (311. дан)  | избачен (311. дан)  | избачен (311. дан)  | избачен (311. дан)  | избачен (311. дан)  | избачен (311. дан)  | избачен (311. дан)  | избачен (311. дан)  | избачен (311. дан)  | избачен (311. дан)  | избачен (311. дан)  | избачен (311. дан)  | избачен (311. дан)  | избачен (311. дан)  | избачен (311. дан)  | избачен (311. дан)  | избачен (311. дан)  | избачен (311. дан)  | избачен (311. дан)  |                     |                     |                     |                     |                     |
| Барби                              | није била у вили               | није била у вили                                | није била у вили                   | није била у вили          | није била у вили          | није била у вили           | није била у вили           | није била у вили           | није била у вили           | није била у вили           | Јелена Го.                 | Слађана Петро.             | Слађана Петру.                | Орнела                     | Мили                       | Анастасија                   | Орнела                                | Александра                             | Тања                       | Теодора                         | Снежа                                      | Александра                       | Мили                        | Милијана                                         | Наташа                          | Алберто                     | Јелена И.                      | Милијана                    | Мили                                      | Дарко Р.                     | Милојко                      | Мили                         | Милојко                          | Јелена И.                   | Снежана                            | избачена (249. дан)                      | избачена (249. дан)         | избачена (249. дан)         | Александра                           | Жељко                         | нема номинације             | Наташа                          | Изабела                     | избачена (304. дан)         | избачена (304. дан)         | избачена (304. дан)         | избачена (304. дан)                              | избачена (304. дан)                 | избачена (304. дан)                                                            | избачена (304. дан)                    | избачена (304. дан)                    | избачена (304. дан)                    | избачена (304. дан)                    | избачена (304. дан)                    | избачена (304. дан)                    | избачена (304. дан)                    | избачена (304. дан)                    | избачена (304. дан)                    | избачена (304. дан)                    | избачена (304. дан)         | избачена (304. дан)         | избачена (304. дан)         | избачена (304. дан)         | избачена (304. дан)         | избачена (304. дан)         | избачена (304. дан)         | избачена (304. дан)         | избачена (304. дан)         | избачена (304. дан)         | избачена (304. дан)         | избачена (304. дан)         | избачена (304. дан)         | избачена (304. дан)         | избачена (304. дан)         | избачена (304. дан)         | избачена (304. дан)         | избачена (304. дан)         | избачена (304. дан)         | избачена (304. дан)         | избачена (304. дан)         | избачена (304. дан)         | избачена (304. дан)         | избачена (304. дан)         | избачена (304. дан)         | избачена (304. дан)         | избачена (304. дан)         | избачена (304. дан)         | избачена (304. дан)         | избачена (304. дан)         | избачена (304. дан)         | избачена (304. дан)         | избачена (304. дан)         | избачена (304. дан)         | избачена (304. дан)         | избачена (304. дан)         | избачена (304. дан)         | избачена (304. дан)         | избачена (304. дан)         | избачена (304. дан)         | избачена (304. дан)         | избачена (304. дан)         | избачена (304. дан)         | избачена (304. дан)         | избачена (304. дан)         | избачена (304. дан)         | избачена (304. дан)         | избачена (304. дан)         | избачена (304. дан)         | избачена (304. дан)         | избачена (304. дан)         | избачена (304. дан)         | избачена (304. дан)         | избачена (304. дан)         | избачена (304. дан)         | избачена (304. дан)         | избачена (304. дан)         | избачена (304. дан)         | избачена (304. дан)         | избачена (304. дан)         | избачена (304. дан)         | избачена (304. дан) | избачена (304. дан) | избачена (304. дан) | избачена (304. дан) | избачена (304. дан) | избачена (304. дан) | избачена (304. дан) | избачена (304. дан) | избачена (304. дан) | избачена (304. дан) | избачена (304. дан) | избачена (304. дан) | избачена (304. дан) | избачена (304. дан) | избачена (304. дан) | избачена (304. дан) | избачена (304. дан) | избачена (304. дан) | избачена (304. дан) | избачена (304. дан) | избачена (304. дан) | избачена (304. дан) | избачена (304. дан) |                     |                     |                     |                     |                     |                     |
| Ивана                              | Анђелина                       | Снежа                                           | Стефани                            | Стефани                   | Јелена Го.                | Маја Ђ.                    | Алберто                    | Орнела                     | Урош                       | Кристина                   | Кристина                   | Леонтина                   | Слађана Петру.                | Слађана Петро.             | Алберто                    | Теодора                      | Орнела                                | Сања                                   | Алберто                    | Тања                            | Александра                                 | Снежа                            | Кики                        | Наташа                                           | Наташа                          | Наташа                      | Зоран                          | Мили                        | Јелена И.                                 | Мили                         | Иван                         | Наташа                       | Жељко                            | Мили                        | Сања                               | Наташа                                   | Наташа                      | избачена (262. дан)         | Дарко Р.                             | Наташа                        | нема номинације             | Маја Ђ.                         | избачена (298. дан)         | избачена (298. дан)         | избачена (298. дан)         | избачена (298. дан)         | избачена (298. дан)                              | избачена (298. дан)                 | избачена (298. дан)                                                            | избачена (298. дан)                    | избачена (298. дан)                    | избачена (298. дан)                    | избачена (298. дан)                    | избачена (298. дан)                    | избачена (298. дан)                    | избачена (298. дан)                    | избачена (298. дан)                    | избачена (298. дан)                    | избачена (298. дан)                    | избачена (298. дан)         | избачена (298. дан)         | избачена (298. дан)         | избачена (298. дан)         | избачена (298. дан)         | избачена (298. дан)         | избачена (298. дан)         | избачена (298. дан)         | избачена (298. дан)         | избачена (298. дан)         | избачена (298. дан)         | избачена (298. дан)         | избачена (298. дан)         | избачена (298. дан)         | избачена (298. дан)         | избачена (298. дан)         | избачена (298. дан)         | избачена (298. дан)         | избачена (298. дан)         | избачена (298. дан)         | избачена (298. дан)         | избачена (298. дан)         | избачена (298. дан)         | избачена (298. дан)         | избачена (298. дан)         | избачена (298. дан)         | избачена (298. дан)         | избачена (298. дан)         | избачена (298. дан)         | избачена (298. дан)         | избачена (298. дан)         | избачена (298. дан)         | избачена (298. дан)         | избачена (298. дан)         | избачена (298. дан)         | избачена (298. дан)         | избачена (298. дан)         | избачена (298. дан)         | избачена (298. дан)         | избачена (298. дан)         | избачена (298. дан)         | избачена (298. дан)         | избачена (298. дан)         | избачена (298. дан)         | избачена (298. дан)         | избачена (298. дан)         | избачена (298. дан)         | избачена (298. дан)         | избачена (298. дан)         | избачена (298. дан)         | избачена (298. дан)         | избачена (298. дан)         | избачена (298. дан)         | избачена (298. дан)         | избачена (298. дан)         | избачена (298. дан)         | избачена (298. дан)         | избачена (298. дан)         | избачена (298. дан)         | избачена (298. дан)         | избачена (298. дан)         | избачена (298. дан) | избачена (298. дан) | избачена (298. дан) | избачена (298. дан) | избачена (298. дан) | избачена (298. дан) | избачена (298. дан) | избачена (298. дан) | избачена (298. дан) | избачена (298. дан) | избачена (298. дан) | избачена (298. дан) | избачена (298. дан) | избачена (298. дан) | избачена (298. дан) | избачена (298. дан) | избачена (298. дан) | избачена (298. дан) | избачена (298. дан) | избачена (298. дан) | избачена (298. дан) | избачена (298. дан) |                     |                     |                     |                     |                     |                     |                     |
| Анастасија                         | није била у вили               | није била у вили                                | није била у вили                   | није била у вили          | није била у вили          | није била у вили           | није била у вили           | није била у вили           | није била у вили           | Слађана Петру.             | Мили                       | Леонтина                   | Орнела                        | Слађана Петро.             | Алберто                    | Барби                        | Орнела                                | Мили                                   | Избачена (129. дан)        | Избачена (129. дан)             | Избачена (129. дан)                        | Избачена (129. дан)              | Избачена (129. дан)         | Избачена (129. дан)                              | Избачена (129. дан)             | Избачена (129. дан)         | Избачена (129. дан)            | Избачена (129. дан)         | Избачена (129. дан)                       | Избачена (129. дан)          | Избачена (129. дан)          | Избачена (129. дан)          | Избачена (129. дан)              | Избачена (129. дан)         | Избачена (129. дан)                | Избачена (129. дан)                      | Избачена (129. дан)         | Избачена (129. дан)         | Слађана Петро.                       | избачена (277. дан)           | избачена (277. дан)         | избачена (277. дан)             | избачена (277. дан)         | избачена (277. дан)         | избачена (277. дан)         | избачена (277. дан)         | избачена (277. дан)                              | избачена (277. дан)                 | избачена (277. дан)                                                            | избачена (277. дан)                    | избачена (277. дан)                    | избачена (277. дан)                    | избачена (277. дан)                    | избачена (277. дан)                    | избачена (277. дан)                    | избачена (277. дан)                    | избачена (277. дан)                    | избачена (277. дан)                    | избачена (277. дан)                    | избачена (277. дан)         | избачена (277. дан)         | избачена (277. дан)         | избачена (277. дан)         | избачена (277. дан)         | избачена (277. дан)         | избачена (277. дан)         | избачена (277. дан)         | избачена (277. дан)         | избачена (277. дан)         | избачена (277. дан)         | избачена (277. дан)         | избачена (277. дан)         | избачена (277. дан)         | избачена (277. дан)         | избачена (277. дан)         | избачена (277. дан)         | избачена (277. дан)         | избачена (277. дан)         | избачена (277. дан)         | избачена (277. дан)         | избачена (277. дан)         | избачена (277. дан)         | избачена (277. дан)         | избачена (277. дан)         | избачена (277. дан)         | избачена (277. дан)         | избачена (277. дан)         | избачена (277. дан)         | избачена (277. дан)         | избачена (277. дан)         | избачена (277. дан)         | избачена (277. дан)         | избачена (277. дан)         | избачена (277. дан)         | избачена (277. дан)         | избачена (277. дан)         | избачена (277. дан)         | избачена (277. дан)         | избачена (277. дан)         | избачена (277. дан)         | избачена (277. дан)         | избачена (277. дан)         | избачена (277. дан)         | избачена (277. дан)         | избачена (277. дан)         | избачена (277. дан)         | избачена (277. дан)         | избачена (277. дан)         | избачена (277. дан)         | избачена (277. дан)         | избачена (277. дан)         | избачена (277. дан)         | избачена (277. дан)         | избачена (277. дан)         | избачена (277. дан)         | избачена (277. дан)         | избачена (277. дан)         | избачена (277. дан)         | избачена (277. дан)         | избачена (277. дан)         | избачена (277. дан) | избачена (277. дан) | избачена (277. дан) | избачена (277. дан) | избачена (277. дан) | избачена (277. дан) | избачена (277. дан) | избачена (277. дан) | избачена (277. дан) | избачена (277. дан) | избачена (277. дан) | избачена (277. дан) | избачена (277. дан) | избачена (277. дан) | избачена (277. дан) | избачена (277. дан) | избачена (277. дан) | избачена (277. дан) | избачена (277. дан) |                     |                     |                     |                     |                     |                     |                     |                     |                     |                     |
| Нада                               | није била у вили               | није била у вили                                | није била у вили                   | није била у вили          | није била у вили          | није била у вили           | није била у вили           | није била у вили           | није била у вили           | није била у вили           | није била у вили           | није била у вили           | није била у вили              | није била у вили           | није била у вили           | није била у вили             | није била у вили                      | није била у вили                       | није била у вили           | није била у вили                | није била у вили                           | није била у вили                 | није била у вили            | није била у вили                                 | није била у вили                | није била у вили            | није била у вили               | није била у вили            | није била у вили                          | није била у вили             | Мастор                       | Милојко                      | Иван                             | Мастор                      | избачена (242. дан)                | избачена (242. дан)                      | избачена (242. дан)         | избачена (242. дан)         | избачена (242. дан)                  | избачена (242. дан)           | избачена (242. дан)         | избачена (242. дан)             | избачена (242. дан)         | избачена (242. дан)         | избачена (242. дан)         | избачена (242. дан)         | избачена (242. дан)                              | избачена (242. дан)                 | избачена (242. дан)                                                            | избачена (242. дан)                    | избачена (242. дан)                    | избачена (242. дан)                    | избачена (242. дан)                    | избачена (242. дан)                    | избачена (242. дан)                    | избачена (242. дан)                    | избачена (242. дан)                    | избачена (242. дан)                    | избачена (242. дан)                    | избачена (242. дан)         | избачена (242. дан)         | избачена (242. дан)         | избачена (242. дан)         | избачена (242. дан)         | избачена (242. дан)         | избачена (242. дан)         | избачена (242. дан)         | избачена (242. дан)         | избачена (242. дан)         | избачена (242. дан)         | избачена (242. дан)         | избачена (242. дан)         | избачена (242. дан)         | избачена (242. дан)         | избачена (242. дан)         | избачена (242. дан)         | избачена (242. дан)         | избачена (242. дан)         | избачена (242. дан)         | избачена (242. дан)         | избачена (242. дан)         | избачена (242. дан)         | избачена (242. дан)         | избачена (242. дан)         | избачена (242. дан)         | избачена (242. дан)         | избачена (242. дан)         | избачена (242. дан)         | избачена (242. дан)         | избачена (242. дан)         | избачена (242. дан)         | избачена (242. дан)         | избачена (242. дан)         | избачена (242. дан)         | избачена (242. дан)         | избачена (242. дан)         | избачена (242. дан)         | избачена (242. дан)         | избачена (242. дан)         | избачена (242. дан)         | избачена (242. дан)         | избачена (242. дан)         | избачена (242. дан)         | избачена (242. дан)         | избачена (242. дан)         | избачена (242. дан)         | избачена (242. дан)         | избачена (242. дан)         | избачена (242. дан)         | избачена (242. дан)         | избачена (242. дан)         | избачена (242. дан)         | избачена (242. дан)         | избачена (242. дан)         | избачена (242. дан)         | избачена (242. дан)         | избачена (242. дан)         | избачена (242. дан)         | избачена (242. дан)         | избачена (242. дан)         | избачена (242. дан) | избачена (242. дан) | избачена (242. дан) | избачена (242. дан) | избачена (242. дан) | избачена (242. дан) | избачена (242. дан) | избачена (242. дан) | избачена (242. дан) | избачена (242. дан) | избачена (242. дан) | избачена (242. дан) | избачена (242. дан) | избачена (242. дан) |                     |                     |                     |                     |                     |                     |                     |                     |                     |                     |                     |                     |                     |                     |                     |
| Никола                             | није био у вили                | није био у вили                                 | није био у вили                    | није био у вили           | није био у вили           | није био у вили            | није био у вили            | није био у вили            | није био у вили            | није био у вили            | није био у вили            | није био у вили            | није био у вили               | није био у вили            | није био у вили            | није био у вили              | није био у вили                       | није био у вили                        | није био у вили            | није био у вили                 | није био у вили                            | није био у вили                  | није био у вили             | није био у вили                                  | није био у вили                 | није био у вили             | није био у вили                | није био у вили             | није био у вили                           | Мили                         | Мили                         | Мастор                       | Милојко                          | Милојко                     | изашао (241. дан)                  | изашао (241. дан)                        | изашао (241. дан)           | изашао (241. дан)           | изашао (241. дан)                    | изашао (241. дан)             | изашао (241. дан)           | изашао (241. дан)               | изашао (241. дан)           | изашао (241. дан)           | изашао (241. дан)           | изашао (241. дан)           | изашао (241. дан)                                | изашао (241. дан)                   | изашао (241. дан)                                                              | изашао (241. дан)                      | изашао (241. дан)                      | изашао (241. дан)                      | изашао (241. дан)                      | изашао (241. дан)                      | изашао (241. дан)                      | изашао (241. дан)                      | изашао (241. дан)                      | изашао (241. дан)                      | изашао (241. дан)                      | изашао (241. дан)           | изашао (241. дан)           | изашао (241. дан)           | изашао (241. дан)           | изашао (241. дан)           | изашао (241. дан)           | изашао (241. дан)           | изашао (241. дан)           | изашао (241. дан)           | изашао (241. дан)           | изашао (241. дан)           | изашао (241. дан)           | изашао (241. дан)           | изашао (241. дан)           | изашао (241. дан)           | изашао (241. дан)           | изашао (241. дан)           | изашао (241. дан)           | изашао (241. дан)           | изашао (241. дан)           | изашао (241. дан)           | изашао (241. дан)           | изашао (241. дан)           | изашао (241. дан)           | изашао (241. дан)           | изашао (241. дан)           | изашао (241. дан)           | изашао (241. дан)           | изашао (241. дан)           | изашао (241. дан)           | изашао (241. дан)           | изашао (241. дан)           | изашао (241. дан)           | изашао (241. дан)           | изашао (241. дан)           | изашао (241. дан)           | изашао (241. дан)           | изашао (241. дан)           | изашао (241. дан)           | изашао (241. дан)           | изашао (241. дан)           | изашао (241. дан)           | изашао (241. дан)           | изашао (241. дан)           | изашао (241. дан)           | изашао (241. дан)           | изашао (241. дан)           | изашао (241. дан)           | изашао (241. дан)           | изашао (241. дан)           | изашао (241. дан)           | изашао (241. дан)           | изашао (241. дан)           | изашао (241. дан)           | изашао (241. дан)           | изашао (241. дан)           | изашао (241. дан)           | изашао (241. дан)           | изашао (241. дан)           | изашао (241. дан)           | изашао (241. дан)           | изашао (241. дан)   | изашао (241. дан)   | изашао (241. дан)   | изашао (241. дан)   | изашао (241. дан)   | изашао (241. дан)   | изашао (241. дан)   | изашао (241. дан)   | изашао (241. дан)   | изашао (241. дан)   | изашао (241. дан)   | изашао (241. дан)   | изашао (241. дан)   | изашао (241. дан)   |                     |                     |                     |                     |                     |                     |                     |                     |                     |                     |                     |                     |                     |                     |                     |
| Ангела                             | није била у вили               | није била у вили                                | није била у вили                   | није била у вили          | није била у вили          | није била у вили           | није била у вили           | није била у вили           | није била у вили           | није била у вили           | није била у вили           | није била у вили           | није била у вили              | није била у вили           | није била у вили           | није била у вили             | није била у вили                      | није била у вили                       | није била у вили           | није била у вили                | Иваниа                                     | Алберто                          | Александра                  | Иван                                             | Иван                            | Алберто                     | Александра                     | Мастор                      | Мили                                      | Мили                         | Мили                         | Избачена (221. дан)          | Избачена (221. дан)              | Избачена (221. дан)         | Избачена (221. дан)                | Избачена (221. дан)                      | Избачена (221. дан)         | Избачена (221. дан)         | Избачена (221. дан)                  | Избачена (221. дан)           | Избачена (221. дан)         | Избачена (221. дан)             | Избачена (221. дан)         | Избачена (221. дан)         | Избачена (221. дан)         | Избачена (221. дан)         | Избачена (221. дан)                              | Избачена (221. дан)                 | Избачена (221. дан)                                                            | Избачена (221. дан)                    | Избачена (221. дан)                    | Избачена (221. дан)                    | Избачена (221. дан)                    | Избачена (221. дан)                    | Избачена (221. дан)                    | Избачена (221. дан)                    | Избачена (221. дан)                    | Избачена (221. дан)                    | Избачена (221. дан)                    | Избачена (221. дан)         | Избачена (221. дан)         | Избачена (221. дан)         | Избачена (221. дан)         | Избачена (221. дан)         | Избачена (221. дан)         | Избачена (221. дан)         | Избачена (221. дан)         | Избачена (221. дан)         | Избачена (221. дан)         | Избачена (221. дан)         | Избачена (221. дан)         | Избачена (221. дан)         | Избачена (221. дан)         | Избачена (221. дан)         | Избачена (221. дан)         | Избачена (221. дан)         | Избачена (221. дан)         | Избачена (221. дан)         | Избачена (221. дан)         | Избачена (221. дан)         | Избачена (221. дан)         | Избачена (221. дан)         | Избачена (221. дан)         | Избачена (221. дан)         | Избачена (221. дан)         | Избачена (221. дан)         | Избачена (221. дан)         | Избачена (221. дан)         | Избачена (221. дан)         | Избачена (221. дан)         | Избачена (221. дан)         | Избачена (221. дан)         | Избачена (221. дан)         | Избачена (221. дан)         | Избачена (221. дан)         | Избачена (221. дан)         | Избачена (221. дан)         | Избачена (221. дан)         | Избачена (221. дан)         | Избачена (221. дан)         | Избачена (221. дан)         | Избачена (221. дан)         | Избачена (221. дан)         | Избачена (221. дан)         | Избачена (221. дан)         | Избачена (221. дан)         | Избачена (221. дан)         | Избачена (221. дан)         | Избачена (221. дан)         | Избачена (221. дан)         | Избачена (221. дан)         | Избачена (221. дан)         | Избачена (221. дан)         | Избачена (221. дан)         | Избачена (221. дан)         | Избачена (221. дан)         | Избачена (221. дан)         | Избачена (221. дан)         | Избачена (221. дан)         | Избачена (221. дан)         | Избачена (221. дан) | Избачена (221. дан) | Избачена (221. дан) | Избачена (221. дан) | Избачена (221. дан) | Избачена (221. дан) | Избачена (221. дан) | Избачена (221. дан) | Избачена (221. дан) | Избачена (221. дан) | Избачена (221. дан) |                     |                     |                     |                     |                     |                     |                     |                     |                     |                     |                     |                     |                     |                     |                     |                     |                     |                     |
| Кики                               | Анђелина                       | Анђелина                                        | Јелена Го.                         | Урош                      | Урош                      | Маја Ђ.                    | Алберто                    | Дарио                      | Мили                       | Кристина                   | Иван                       | Урош                       | Алберто                       | Нинџа                      | Слађана Петро.             | Алберто                      | Теодора                               | Алберто                                | Теодора                    | Мастор                          | Мили                                       | Ивана                            | Алберто                     | Мили                                             | Наташа                          | Ангела                      | Иваниа                         | Жељко                       | Милијана                                  | Алберто                      | Избачена (213. дан)          | Избачена (213. дан)          | Избачена (213. дан)              | Избачена (213. дан)         | Избачена (213. дан)                | Избачена (213. дан)                      | Избачена (213. дан)         | Избачена (213. дан)         | Избачена (213. дан)                  | Избачена (213. дан)           | Избачена (213. дан)         | Избачена (213. дан)             | Избачена (213. дан)         | Избачена (213. дан)         | Избачена (213. дан)         | Избачена (213. дан)         | Избачена (213. дан)                              | Избачена (213. дан)                 | Избачена (213. дан)                                                            | Избачена (213. дан)                    | Избачена (213. дан)                    | Избачена (213. дан)                    | Избачена (213. дан)                    | Избачена (213. дан)                    | Избачена (213. дан)                    | Избачена (213. дан)                    | Избачена (213. дан)                    | Избачена (213. дан)                    | Избачена (213. дан)                    | Избачена (213. дан)         | Избачена (213. дан)         | Избачена (213. дан)         | Избачена (213. дан)         | Избачена (213. дан)         | Избачена (213. дан)         | Избачена (213. дан)         | Избачена (213. дан)         | Избачена (213. дан)         | Избачена (213. дан)         | Избачена (213. дан)         | Избачена (213. дан)         | Избачена (213. дан)         | Избачена (213. дан)         | Избачена (213. дан)         | Избачена (213. дан)         | Избачена (213. дан)         | Избачена (213. дан)         | Избачена (213. дан)         | Избачена (213. дан)         | Избачена (213. дан)         | Избачена (213. дан)         | Избачена (213. дан)         | Избачена (213. дан)         | Избачена (213. дан)         | Избачена (213. дан)         | Избачена (213. дан)         | Избачена (213. дан)         | Избачена (213. дан)         | Избачена (213. дан)         | Избачена (213. дан)         | Избачена (213. дан)         | Избачена (213. дан)         | Избачена (213. дан)         | Избачена (213. дан)         | Избачена (213. дан)         | Избачена (213. дан)         | Избачена (213. дан)         | Избачена (213. дан)         | Избачена (213. дан)         | Избачена (213. дан)         | Избачена (213. дан)         | Избачена (213. дан)         | Избачена (213. дан)         | Избачена (213. дан)         | Избачена (213. дан)         | Избачена (213. дан)         | Избачена (213. дан)         | Избачена (213. дан)         | Избачена (213. дан)         | Избачена (213. дан)         | Избачена (213. дан)         | Избачена (213. дан)         | Избачена (213. дан)         | Избачена (213. дан)         | Избачена (213. дан)         | Избачена (213. дан)         | Избачена (213. дан)         | Избачена (213. дан)         | Избачена (213. дан)         | Избачена (213. дан)         | Избачена (213. дан) | Избачена (213. дан) | Избачена (213. дан) | Избачена (213. дан) | Избачена (213. дан) | Избачена (213. дан) | Избачена (213. дан) | Избачена (213. дан) | Избачена (213. дан) | Избачена (213. дан) |                     |                     |                     |                     |                     |                     |                     |                     |                     |                     |                     |                     |                     |                     |                     |                     |                     |                     |                     |
| Сара М.                            | није била у вили               | није била у вили                                | није била у вили                   | није била у вили          | није била у вили          | није била у вили           | није била у вили           | није била у вили           | није била у вили           | није била у вили           | није била у вили           | није била у вили           | није била у вили              | није била у вили           | није била у вили           | није била у вили             | није била у вили                      | није била у вили                       | није била у вили           | није била у вили                | није била у вили                           | није била у вили                 | није била у вили            | није била у вили                                 | није била у вили                | Александра                  | Мили                           | Мастор                      | Избачена (200. дан)                       | Избачена (200. дан)          | Избачена (200. дан)          | Избачена (200. дан)          | Избачена (200. дан)              | Избачена (200. дан)         | Избачена (200. дан)                | Избачена (200. дан)                      | Избачена (200. дан)         | Избачена (200. дан)         | Избачена (200. дан)                  | Избачена (200. дан)           | Избачена (200. дан)         | Избачена (200. дан)             | Избачена (200. дан)         | Избачена (200. дан)         | Избачена (200. дан)         | Избачена (200. дан)         | Избачена (200. дан)                              | Избачена (200. дан)                 | Избачена (200. дан)                                                            | Избачена (200. дан)                    | Избачена (200. дан)                    | Избачена (200. дан)                    | Избачена (200. дан)                    | Избачена (200. дан)                    | Избачена (200. дан)                    | Избачена (200. дан)                    | Избачена (200. дан)                    | Избачена (200. дан)                    | Избачена (200. дан)                    | Избачена (200. дан)         | Избачена (200. дан)         | Избачена (200. дан)         | Избачена (200. дан)         | Избачена (200. дан)         | Избачена (200. дан)         | Избачена (200. дан)         | Избачена (200. дан)         | Избачена (200. дан)         | Избачена (200. дан)         | Избачена (200. дан)         | Избачена (200. дан)         | Избачена (200. дан)         | Избачена (200. дан)         | Избачена (200. дан)         | Избачена (200. дан)         | Избачена (200. дан)         | Избачена (200. дан)         | Избачена (200. дан)         | Избачена (200. дан)         | Избачена (200. дан)         | Избачена (200. дан)         | Избачена (200. дан)         | Избачена (200. дан)         | Избачена (200. дан)         | Избачена (200. дан)         | Избачена (200. дан)         | Избачена (200. дан)         | Избачена (200. дан)         | Избачена (200. дан)         | Избачена (200. дан)         | Избачена (200. дан)         | Избачена (200. дан)         | Избачена (200. дан)         | Избачена (200. дан)         | Избачена (200. дан)         | Избачена (200. дан)         | Избачена (200. дан)         | Избачена (200. дан)         | Избачена (200. дан)         | Избачена (200. дан)         | Избачена (200. дан)         | Избачена (200. дан)         | Избачена (200. дан)         | Избачена (200. дан)         | Избачена (200. дан)         | Избачена (200. дан)         | Избачена (200. дан)         | Избачена (200. дан)         | Избачена (200. дан)         | Избачена (200. дан)         | Избачена (200. дан)         | Избачена (200. дан)         | Избачена (200. дан)         | Избачена (200. дан)         | Избачена (200. дан)         | Избачена (200. дан)         | Избачена (200. дан)         | Избачена (200. дан)         | Избачена (200. дан)         | Избачена (200. дан)         | Избачена (200. дан) | Избачена (200. дан) | Избачена (200. дан) | Избачена (200. дан) | Избачена (200. дан) | Избачена (200. дан) | Избачена (200. дан) | Избачена (200. дан) |                     |                     |                     |                     |                     |                     |                     |                     |                     |                     |                     |                     |                     |                     |                     |                     |                     |                     |                     |                     |                     |
| Ђоле                               | Иваниа                         | Иваниа                                          | Димитрије М.                       | Снежа                     | Јелена Го.                | Маја Ђ.                    | Невена                     | Орнела                     | Иваниа                     | Кристина                   | Орнела                     | Орнела                     | Ивана М.                      | Палчица                    | Наида                      | Барби                        | Милијана                              | Ивана                                  | Барби                      | Иваниа                          | Барби                                      | Ивана                            | Кики                        | Барби                                            | Наташа                          | Наташа                      | избачен (185. дан)             | избачен (185. дан)          | избачен (185. дан)                        | избачен (185. дан)           | избачен (185. дан)           | избачен (185. дан)           | избачен (185. дан)               | избачен (185. дан)          | избачен (185. дан)                 | избачен (185. дан)                       | избачен (185. дан)          | избачен (185. дан)          | избачен (185. дан)                   | избачен (185. дан)            | избачен (185. дан)          | избачен (185. дан)              | избачен (185. дан)          | избачен (185. дан)          | избачен (185. дан)          | избачен (185. дан)          | избачен (185. дан)                               | избачен (185. дан)                  | избачен (185. дан)                                                             | избачен (185. дан)                     | избачен (185. дан)                     | избачен (185. дан)                     | избачен (185. дан)                     | избачен (185. дан)                     | избачен (185. дан)                     | избачен (185. дан)                     | избачен (185. дан)                     | избачен (185. дан)                     | избачен (185. дан)                     | избачен (185. дан)          | избачен (185. дан)          | избачен (185. дан)          | избачен (185. дан)          | избачен (185. дан)          | избачен (185. дан)          | избачен (185. дан)          | избачен (185. дан)          | избачен (185. дан)          | избачен (185. дан)          | избачен (185. дан)          | избачен (185. дан)          | избачен (185. дан)          | избачен (185. дан)          | избачен (185. дан)          | избачен (185. дан)          | избачен (185. дан)          | избачен (185. дан)          | избачен (185. дан)          | избачен (185. дан)          | избачен (185. дан)          | избачен (185. дан)          | избачен (185. дан)          | избачен (185. дан)          | избачен (185. дан)          | избачен (185. дан)          | избачен (185. дан)          | избачен (185. дан)          | избачен (185. дан)          | избачен (185. дан)          | избачен (185. дан)          | избачен (185. дан)          | избачен (185. дан)          | избачен (185. дан)          | избачен (185. дан)          | избачен (185. дан)          | избачен (185. дан)          | избачен (185. дан)          | избачен (185. дан)          | избачен (185. дан)          | избачен (185. дан)          | избачен (185. дан)          | избачен (185. дан)          | избачен (185. дан)          | избачен (185. дан)          | избачен (185. дан)          | избачен (185. дан)          | избачен (185. дан)          | избачен (185. дан)          | избачен (185. дан)          | избачен (185. дан)          | избачен (185. дан)          | избачен (185. дан)          | избачен (185. дан)          | избачен (185. дан)          | избачен (185. дан)          | избачен (185. дан)          | избачен (185. дан)          | избачен (185. дан)          | избачен (185. дан)          | избачен (185. дан)          | избачен (185. дан)  | избачен (185. дан)  | избачен (185. дан)  | избачен (185. дан)  | избачен (185. дан)  | избачен (185. дан)  |                     |                     |                     |                     |                     |                     |                     |                     |                     |                     |                     |                     |                     |                     |                     |                     |                     |                     |                     |                     |                     |                     |                     |
| Ђина                               | Иваниа                         | Иваниа                                          | Иваниа                             | Невена                    | Мили                      | Невена                     | Алберто                    | Драгана                    | Иван                       | Мили                       | Иван                       | Павао                      | Жабац                         | Нинџа                      | Татјана                    | Барби                        | Татјана                               | Мили                                   | Татјана                    | Тања                            | Мили                                       | Ивана                            | Дарко Р.                    | Алберто                                          | Барби                           | Ивана                       | изашла (180. дан)              | изашла (180. дан)           | изашла (180. дан)                         | изашла (180. дан)            | изашла (180. дан)            | изашла (180. дан)            | изашла (180. дан)                | изашла (180. дан)           | изашла (180. дан)                  | изашла (180. дан)                        | изашла (180. дан)           | изашла (180. дан)           | изашла (180. дан)                    | изашла (180. дан)             | изашла (180. дан)           | изашла (180. дан)               | изашла (180. дан)           | изашла (180. дан)           | изашла (180. дан)           | изашла (180. дан)           | изашла (180. дан)                                | изашла (180. дан)                   | изашла (180. дан)                                                              | изашла (180. дан)                      | изашла (180. дан)                      | изашла (180. дан)                      | изашла (180. дан)                      | изашла (180. дан)                      | изашла (180. дан)                      | изашла (180. дан)                      | изашла (180. дан)                      | изашла (180. дан)                      | изашла (180. дан)                      | изашла (180. дан)           | изашла (180. дан)           | изашла (180. дан)           | изашла (180. дан)           | изашла (180. дан)           | изашла (180. дан)           | изашла (180. дан)           | изашла (180. дан)           | изашла (180. дан)           | изашла (180. дан)           | изашла (180. дан)           | изашла (180. дан)           | изашла (180. дан)           | изашла (180. дан)           | изашла (180. дан)           | изашла (180. дан)           | изашла (180. дан)           | изашла (180. дан)           | изашла (180. дан)           | изашла (180. дан)           | изашла (180. дан)           | изашла (180. дан)           | изашла (180. дан)           | изашла (180. дан)           | изашла (180. дан)           | изашла (180. дан)           | изашла (180. дан)           | изашла (180. дан)           | изашла (180. дан)           | изашла (180. дан)           | изашла (180. дан)           | изашла (180. дан)           | изашла (180. дан)           | изашла (180. дан)           | изашла (180. дан)           | изашла (180. дан)           | изашла (180. дан)           | изашла (180. дан)           | изашла (180. дан)           | изашла (180. дан)           | изашла (180. дан)           | изашла (180. дан)           | изашла (180. дан)           | изашла (180. дан)           | изашла (180. дан)           | изашла (180. дан)           | изашла (180. дан)           | изашла (180. дан)           | изашла (180. дан)           | изашла (180. дан)           | изашла (180. дан)           | изашла (180. дан)           | изашла (180. дан)           | изашла (180. дан)           | изашла (180. дан)           | изашла (180. дан)           | изашла (180. дан)           | изашла (180. дан)           | изашла (180. дан)           | изашла (180. дан)           | изашла (180. дан)           | изашла (180. дан)   | изашла (180. дан)   | изашла (180. дан)   | изашла (180. дан)   | изашла (180. дан)   | изашла (180. дан)   |                     |                     |                     |                     |                     |                     |                     |                     |                     |                     |                     |                     |                     |                     |                     |                     |                     |                     |                     |                     |                     |                     |                     |
| Радмила                            | није била у вили               | није била у вили                                | није била у вили                   | није била у вили          | није била у вили          | није била у вили           | није била у вили           | није била у вили           | није била у вили           | није била у вили           | није била у вили           | није била у вили           | није била у вили              | није била у вили           | није била у вили           | није била у вили             | није била у вили                      | није била у вили                       | није била у вили           | није била у вили                | није била у вили                           | Јелена И.                        | Мили                        | Мили                                             | Мили                            | Избачена (178. дан)         | Избачена (178. дан)            | Избачена (178. дан)         | Избачена (178. дан)                       | Избачена (178. дан)          | Избачена (178. дан)          | Избачена (178. дан)          | Избачена (178. дан)              | Избачена (178. дан)         | Избачена (178. дан)                | Избачена (178. дан)                      | Избачена (178. дан)         | Избачена (178. дан)         | Избачена (178. дан)                  | Избачена (178. дан)           | Избачена (178. дан)         | Избачена (178. дан)             | Избачена (178. дан)         | Избачена (178. дан)         | Избачена (178. дан)         | Избачена (178. дан)         | Избачена (178. дан)                              | Избачена (178. дан)                 | Избачена (178. дан)                                                            | Избачена (178. дан)                    | Избачена (178. дан)                    | Избачена (178. дан)                    | Избачена (178. дан)                    | Избачена (178. дан)                    | Избачена (178. дан)                    | Избачена (178. дан)                    | Избачена (178. дан)                    | Избачена (178. дан)                    | Избачена (178. дан)                    | Избачена (178. дан)         | Избачена (178. дан)         | Избачена (178. дан)         | Избачена (178. дан)         | Избачена (178. дан)         | Избачена (178. дан)         | Избачена (178. дан)         | Избачена (178. дан)         | Избачена (178. дан)         | Избачена (178. дан)         | Избачена (178. дан)         | Избачена (178. дан)         | Избачена (178. дан)         | Избачена (178. дан)         | Избачена (178. дан)         | Избачена (178. дан)         | Избачена (178. дан)         | Избачена (178. дан)         | Избачена (178. дан)         | Избачена (178. дан)         | Избачена (178. дан)         | Избачена (178. дан)         | Избачена (178. дан)         | Избачена (178. дан)         | Избачена (178. дан)         | Избачена (178. дан)         | Избачена (178. дан)         | Избачена (178. дан)         | Избачена (178. дан)         | Избачена (178. дан)         | Избачена (178. дан)         | Избачена (178. дан)         | Избачена (178. дан)         | Избачена (178. дан)         | Избачена (178. дан)         | Избачена (178. дан)         | Избачена (178. дан)         | Избачена (178. дан)         | Избачена (178. дан)         | Избачена (178. дан)         | Избачена (178. дан)         | Избачена (178. дан)         | Избачена (178. дан)         | Избачена (178. дан)         | Избачена (178. дан)         | Избачена (178. дан)         | Избачена (178. дан)         | Избачена (178. дан)         | Избачена (178. дан)         | Избачена (178. дан)         | Избачена (178. дан)         | Избачена (178. дан)         | Избачена (178. дан)         | Избачена (178. дан)         | Избачена (178. дан)         | Избачена (178. дан)         | Избачена (178. дан)         | Избачена (178. дан)         | Избачена (178. дан)         | Избачена (178. дан)         | Избачена (178. дан)         | Избачена (178. дан) | Избачена (178. дан) | Избачена (178. дан) | Избачена (178. дан) | Избачена (178. дан) |                     |                     |                     |                     |                     |                     |                     |                     |                     |                     |                     |                     |                     |                     |                     |                     |                     |                     |                     |                     |                     |                     |                     |                     |
| Наида                              | није била у вили               | није била у вили                                | није била у вили                   | није била у вили          | није била у вили          | није била у вили           | није била у вили           | није била у вили           | није била у вили           | није била у вили           | није била у вили           | није била у вили           | Драгана                       | Милијана                   | Мастор                     | Алберто                      | Слађана Петро.                        | Алберто                                | Тања                       | Јелена И.                       | Мили                                       | Павао                            | Алберто                     | Зорана                                           | Александра                      | изашла (177. дан)           | изашла (177. дан)              | изашла (177. дан)           | изашла (177. дан)                         | изашла (177. дан)            | изашла (177. дан)            | изашла (177. дан)            | изашла (177. дан)                | изашла (177. дан)           | изашла (177. дан)                  | изашла (177. дан)                        | изашла (177. дан)           | изашла (177. дан)           | изашла (177. дан)                    | изашла (177. дан)             | изашла (177. дан)           | изашла (177. дан)               | изашла (177. дан)           | изашла (177. дан)           | изашла (177. дан)           | изашла (177. дан)           | изашла (177. дан)                                | изашла (177. дан)                   | изашла (177. дан)                                                              | изашла (177. дан)                      | изашла (177. дан)                      | изашла (177. дан)                      | изашла (177. дан)                      | изашла (177. дан)                      | изашла (177. дан)                      | изашла (177. дан)                      | изашла (177. дан)                      | изашла (177. дан)                      | изашла (177. дан)                      | изашла (177. дан)           | изашла (177. дан)           | изашла (177. дан)           | изашла (177. дан)           | изашла (177. дан)           | изашла (177. дан)           | изашла (177. дан)           | изашла (177. дан)           | изашла (177. дан)           | изашла (177. дан)           | изашла (177. дан)           | изашла (177. дан)           | изашла (177. дан)           | изашла (177. дан)           | изашла (177. дан)           | изашла (177. дан)           | изашла (177. дан)           | изашла (177. дан)           | изашла (177. дан)           | изашла (177. дан)           | изашла (177. дан)           | изашла (177. дан)           | изашла (177. дан)           | изашла (177. дан)           | изашла (177. дан)           | изашла (177. дан)           | изашла (177. дан)           | изашла (177. дан)           | изашла (177. дан)           | изашла (177. дан)           | изашла (177. дан)           | изашла (177. дан)           | изашла (177. дан)           | изашла (177. дан)           | изашла (177. дан)           | изашла (177. дан)           | изашла (177. дан)           | изашла (177. дан)           | изашла (177. дан)           | изашла (177. дан)           | изашла (177. дан)           | изашла (177. дан)           | изашла (177. дан)           | изашла (177. дан)           | изашла (177. дан)           | изашла (177. дан)           | изашла (177. дан)           | изашла (177. дан)           | изашла (177. дан)           | изашла (177. дан)           | изашла (177. дан)           | изашла (177. дан)           | изашла (177. дан)           | изашла (177. дан)           | изашла (177. дан)           | изашла (177. дан)           | изашла (177. дан)           | изашла (177. дан)           | изашла (177. дан)           | изашла (177. дан)           | изашла (177. дан)           | изашла (177. дан)   | изашла (177. дан)   | изашла (177. дан)   | изашла (177. дан)   | изашла (177. дан)   |                     |                     |                     |                     |                     |                     |                     |                     |                     |                     |                     |                     |                     |                     |                     |                     |                     |                     |                     |                     |                     |                     |                     |                     |
| Тања                               | није била у вили               | није била у вили                                | није била у вили                   | није била у вили          | није била у вили          | није била у вили           | није била у вили           | није била у вили           | није била у вили           | није била у вили           | није била у вили           | није била у вили           | није била у вили              | није била у вили           | Алберто                    | Ђина                         | Мили                                  | Снежа                                  | Александра                 | Татјана                         | Снежа                                      | Милијана                         | Мили                        | Кики                                             | Избачена (171. дан)             | Избачена (171. дан)         | Избачена (171. дан)            | Избачена (171. дан)         | Избачена (171. дан)                       | Избачена (171. дан)          | Избачена (171. дан)          | Избачена (171. дан)          | Избачена (171. дан)              | Избачена (171. дан)         | Избачена (171. дан)                | Избачена (171. дан)                      | Избачена (171. дан)         | Избачена (171. дан)         | Избачена (171. дан)                  | Избачена (171. дан)           | Избачена (171. дан)         | Избачена (171. дан)             | Избачена (171. дан)         | Избачена (171. дан)         | Избачена (171. дан)         | Избачена (171. дан)         | Избачена (171. дан)                              | Избачена (171. дан)                 | Избачена (171. дан)                                                            | Избачена (171. дан)                    | Избачена (171. дан)                    | Избачена (171. дан)                    | Избачена (171. дан)                    | Избачена (171. дан)                    | Избачена (171. дан)                    | Избачена (171. дан)                    | Избачена (171. дан)                    | Избачена (171. дан)                    | Избачена (171. дан)                    | Избачена (171. дан)         | Избачена (171. дан)         | Избачена (171. дан)         | Избачена (171. дан)         | Избачена (171. дан)         | Избачена (171. дан)         | Избачена (171. дан)         | Избачена (171. дан)         | Избачена (171. дан)         | Избачена (171. дан)         | Избачена (171. дан)         | Избачена (171. дан)         | Избачена (171. дан)         | Избачена (171. дан)         | Избачена (171. дан)         | Избачена (171. дан)         | Избачена (171. дан)         | Избачена (171. дан)         | Избачена (171. дан)         | Избачена (171. дан)         | Избачена (171. дан)         | Избачена (171. дан)         | Избачена (171. дан)         | Избачена (171. дан)         | Избачена (171. дан)         | Избачена (171. дан)         | Избачена (171. дан)         | Избачена (171. дан)         | Избачена (171. дан)         | Избачена (171. дан)         | Избачена (171. дан)         | Избачена (171. дан)         | Избачена (171. дан)         | Избачена (171. дан)         | Избачена (171. дан)         | Избачена (171. дан)         | Избачена (171. дан)         | Избачена (171. дан)         | Избачена (171. дан)         | Избачена (171. дан)         | Избачена (171. дан)         | Избачена (171. дан)         | Избачена (171. дан)         | Избачена (171. дан)         | Избачена (171. дан)         | Избачена (171. дан)         | Избачена (171. дан)         | Избачена (171. дан)         | Избачена (171. дан)         | Избачена (171. дан)         | Избачена (171. дан)         | Избачена (171. дан)         | Избачена (171. дан)         | Избачена (171. дан)         | Избачена (171. дан)         | Избачена (171. дан)         | Избачена (171. дан)         | Избачена (171. дан)         | Избачена (171. дан)         | Избачена (171. дан)         | Избачена (171. дан)         | Избачена (171. дан) | Избачена (171. дан) | Избачена (171. дан) | Избачена (171. дан) |                     |                     |                     |                     |                     |                     |                     |                     |                     |                     |                     |                     |                     |                     |                     |                     |                     |                     |                     |                     |                     |                     |                     |                     |                     |
| Татјана                            | није била у вили               | није била у вили                                | није била у вили                   | није била у вили          | није била у вили          | није била у вили           | није била у вили           | није била у вили           | није била у вили           | није била у вили           | није била у вили           | није била у вили           | Јелена Го.                    | Јелена Го.                 | Алберто                    | Снежа                        | Снежа                                 | Снежана                                | Милојко                    | Драгана                         | Снежа                                      | Радмила                          | Кики                        | Избачена (164. дан)                              | Избачена (164. дан)             | Избачена (164. дан)         | Избачена (164. дан)            | Избачена (164. дан)         | Избачена (164. дан)                       | Избачена (164. дан)          | Избачена (164. дан)          | Избачена (164. дан)          | Избачена (164. дан)              | Избачена (164. дан)         | Избачена (164. дан)                | Избачена (164. дан)                      | Избачена (164. дан)         | Избачена (164. дан)         | Избачена (164. дан)                  | Избачена (164. дан)           | Избачена (164. дан)         | Избачена (164. дан)             | Избачена (164. дан)         | Избачена (164. дан)         | Избачена (164. дан)         | Избачена (164. дан)         | Избачена (164. дан)                              | Избачена (164. дан)                 | Избачена (164. дан)                                                            | Избачена (164. дан)                    | Избачена (164. дан)                    | Избачена (164. дан)                    | Избачена (164. дан)                    | Избачена (164. дан)                    | Избачена (164. дан)                    | Избачена (164. дан)                    | Избачена (164. дан)                    | Избачена (164. дан)                    | Избачена (164. дан)                    | Избачена (164. дан)         | Избачена (164. дан)         | Избачена (164. дан)         | Избачена (164. дан)         | Избачена (164. дан)         | Избачена (164. дан)         | Избачена (164. дан)         | Избачена (164. дан)         | Избачена (164. дан)         | Избачена (164. дан)         | Избачена (164. дан)         | Избачена (164. дан)         | Избачена (164. дан)         | Избачена (164. дан)         | Избачена (164. дан)         | Избачена (164. дан)         | Избачена (164. дан)         | Избачена (164. дан)         | Избачена (164. дан)         | Избачена (164. дан)         | Избачена (164. дан)         | Избачена (164. дан)         | Избачена (164. дан)         | Избачена (164. дан)         | Избачена (164. дан)         | Избачена (164. дан)         | Избачена (164. дан)         | Избачена (164. дан)         | Избачена (164. дан)         | Избачена (164. дан)         | Избачена (164. дан)         | Избачена (164. дан)         | Избачена (164. дан)         | Избачена (164. дан)         | Избачена (164. дан)         | Избачена (164. дан)         | Избачена (164. дан)         | Избачена (164. дан)         | Избачена (164. дан)         | Избачена (164. дан)         | Избачена (164. дан)         | Избачена (164. дан)         | Избачена (164. дан)         | Избачена (164. дан)         | Избачена (164. дан)         | Избачена (164. дан)         | Избачена (164. дан)         | Избачена (164. дан)         | Избачена (164. дан)         | Избачена (164. дан)         | Избачена (164. дан)         | Избачена (164. дан)         | Избачена (164. дан)         | Избачена (164. дан)         | Избачена (164. дан)         | Избачена (164. дан)         | Избачена (164. дан)         | Избачена (164. дан)         | Избачена (164. дан)         | Избачена (164. дан)         | Избачена (164. дан)         | Избачена (164. дан) | Избачена (164. дан) | Избачена (164. дан) |                     |                     |                     |                     |                     |                     |                     |                     |                     |                     |                     |                     |                     |                     |                     |                     |                     |                     |                     |                     |                     |                     |                     |                     |                     |                     |
| Марина                             | није била у вили               | није била у вили                                | није била у вили                   | није била у вили          | није била у вили          | није била у вили           | није била у вили           | није била у вили           | није била у вили           | није била у вили           | није била у вили           | није била у вили           | није била у вили              | није била у вили           | није била у вили           | није била у вили             | није била у вили                      | није била у вили                       | није била у вили           | није била у вили                | Снежа                                      | Избачена (150. дан)              | Избачена (150. дан)         | Избачена (150. дан)                              | Избачена (150. дан)             | Избачена (150. дан)         | Избачена (150. дан)            | Избачена (150. дан)         | Избачена (150. дан)                       | Избачена (150. дан)          | Избачена (150. дан)          | Избачена (150. дан)          | Избачена (150. дан)              | Избачена (150. дан)         | Избачена (150. дан)                | Избачена (150. дан)                      | Избачена (150. дан)         | Избачена (150. дан)         | Избачена (150. дан)                  | Избачена (150. дан)           | Избачена (150. дан)         | Избачена (150. дан)             | Избачена (150. дан)         | Избачена (150. дан)         | Избачена (150. дан)         | Избачена (150. дан)         | Избачена (150. дан)                              | Избачена (150. дан)                 | Избачена (150. дан)                                                            | Избачена (150. дан)                    | Избачена (150. дан)                    | Избачена (150. дан)                    | Избачена (150. дан)                    | Избачена (150. дан)                    | Избачена (150. дан)                    | Избачена (150. дан)                    | Избачена (150. дан)                    | Избачена (150. дан)                    | Избачена (150. дан)                    | Избачена (150. дан)         | Избачена (150. дан)         | Избачена (150. дан)         | Избачена (150. дан)         | Избачена (150. дан)         | Избачена (150. дан)         | Избачена (150. дан)         | Избачена (150. дан)         | Избачена (150. дан)         | Избачена (150. дан)         | Избачена (150. дан)         | Избачена (150. дан)         | Избачена (150. дан)         | Избачена (150. дан)         | Избачена (150. дан)         | Избачена (150. дан)         | Избачена (150. дан)         | Избачена (150. дан)         | Избачена (150. дан)         | Избачена (150. дан)         | Избачена (150. дан)         | Избачена (150. дан)         | Избачена (150. дан)         | Избачена (150. дан)         | Избачена (150. дан)         | Избачена (150. дан)         | Избачена (150. дан)         | Избачена (150. дан)         | Избачена (150. дан)         | Избачена (150. дан)         | Избачена (150. дан)         | Избачена (150. дан)         | Избачена (150. дан)         | Избачена (150. дан)         | Избачена (150. дан)         | Избачена (150. дан)         | Избачена (150. дан)         | Избачена (150. дан)         | Избачена (150. дан)         | Избачена (150. дан)         | Избачена (150. дан)         | Избачена (150. дан)         | Избачена (150. дан)         | Избачена (150. дан)         | Избачена (150. дан)         | Избачена (150. дан)         | Избачена (150. дан)         | Избачена (150. дан)         | Избачена (150. дан)         | Избачена (150. дан)         | Избачена (150. дан)         | Избачена (150. дан)         | Избачена (150. дан)         | Избачена (150. дан)         | Избачена (150. дан)         | Избачена (150. дан)         | Избачена (150. дан)         | Избачена (150. дан)         | Избачена (150. дан)         | Избачена (150. дан)         | Избачена (150. дан)         | Избачена (150. дан) |                     |                     |                     |                     |                     |                     |                     |                     |                     |                     |                     |                     |                     |                     |                     |                     |                     |                     |                     |                     |                     |                     |                     |                     |                     |                     |                     |                     |
| Орнела                             | није била у вили               | Јелена Го.                                      | Јелена Го.                         | Јелена Го.                | Јелена Го.                | Маја Ђ.                    | Алберто                    | Дарио                      | Јелена Го.                 | Кики                       | Леонтина                   | Леонтина                   | Јелена Го.                    | Барби                      | Јелена Го.                 | Сања                         | Александра                            | Мили                                   | Александра                 | Иван                            | Избачена (143. дан)                        | Избачена (143. дан)              | Избачена (143. дан)         | Избачена (143. дан)                              | Избачена (143. дан)             | Избачена (143. дан)         | Избачена (143. дан)            | Избачена (143. дан)         | Избачена (143. дан)                       | Избачена (143. дан)          | Избачена (143. дан)          | Избачена (143. дан)          | Избачена (143. дан)              | Избачена (143. дан)         | Избачена (143. дан)                | Избачена (143. дан)                      | Избачена (143. дан)         | Избачена (143. дан)         | Избачена (143. дан)                  | Избачена (143. дан)           | Избачена (143. дан)         | Избачена (143. дан)             | Избачена (143. дан)         | Избачена (143. дан)         | Избачена (143. дан)         | Избачена (143. дан)         | Избачена (143. дан)                              | Избачена (143. дан)                 | Избачена (143. дан)                                                            | Избачена (143. дан)                    | Избачена (143. дан)                    | Избачена (143. дан)                    | Избачена (143. дан)                    | Избачена (143. дан)                    | Избачена (143. дан)                    | Избачена (143. дан)                    | Избачена (143. дан)                    | Избачена (143. дан)                    | Избачена (143. дан)                    | Избачена (143. дан)         | Избачена (143. дан)         | Избачена (143. дан)         | Избачена (143. дан)         | Избачена (143. дан)         | Избачена (143. дан)         | Избачена (143. дан)         | Избачена (143. дан)         | Избачена (143. дан)         | Избачена (143. дан)         | Избачена (143. дан)         | Избачена (143. дан)         | Избачена (143. дан)         | Избачена (143. дан)         | Избачена (143. дан)         | Избачена (143. дан)         | Избачена (143. дан)         | Избачена (143. дан)         | Избачена (143. дан)         | Избачена (143. дан)         | Избачена (143. дан)         | Избачена (143. дан)         | Избачена (143. дан)         | Избачена (143. дан)         | Избачена (143. дан)         | Избачена (143. дан)         | Избачена (143. дан)         | Избачена (143. дан)         | Избачена (143. дан)         | Избачена (143. дан)         | Избачена (143. дан)         | Избачена (143. дан)         | Избачена (143. дан)         | Избачена (143. дан)         | Избачена (143. дан)         | Избачена (143. дан)         | Избачена (143. дан)         | Избачена (143. дан)         | Избачена (143. дан)         | Избачена (143. дан)         | Избачена (143. дан)         | Избачена (143. дан)         | Избачена (143. дан)         | Избачена (143. дан)         | Избачена (143. дан)         | Избачена (143. дан)         | Избачена (143. дан)         | Избачена (143. дан)         | Избачена (143. дан)         | Избачена (143. дан)         | Избачена (143. дан)         | Избачена (143. дан)         | Избачена (143. дан)         | Избачена (143. дан)         | Избачена (143. дан)         | Избачена (143. дан)         | Избачена (143. дан)         | Избачена (143. дан)         | Избачена (143. дан)         | Избачена (143. дан)         | Избачена (143. дан)         |                     |                     |                     |                     |                     |                     |                     |                     |                     |                     |                     |                     |                     |                     |                     |                     |                     |                     |                     |                     |                     |                     |                     |                     |                     |                     |                     |                     |                     |
| Душан                              | Димитрије М.                   | Анђелина                                        | Димитрије М.                       | Јелена Гр.                | Алберто                   | Иваниа                     | Мили                       | Дарио                      | Кристина                   | Милојко                    | Снежа                      | Слађана Петру.             | Ивана М.                      | Иваниа                     | изашао (105. дан)          | изашао (105. дан)            | изашао (105. дан)                     | изашао (105. дан)                      | изашао (105. дан)          | Милијана                        | дисквалификован (142. дан)                 | дисквалификован (142. дан)       | дисквалификован (142. дан)  | дисквалификован (142. дан)                       | дисквалификован (142. дан)      | дисквалификован (142. дан)  | дисквалификован (142. дан)     | дисквалификован (142. дан)  | дисквалификован (142. дан)                | дисквалификован (142. дан)   | дисквалификован (142. дан)   | дисквалификован (142. дан)   | дисквалификован (142. дан)       | дисквалификован (142. дан)  | дисквалификован (142. дан)         | дисквалификован (142. дан)               | дисквалификован (142. дан)  | дисквалификован (142. дан)  | дисквалификован (142. дан)           | дисквалификован (142. дан)    | дисквалификован (142. дан)  | дисквалификован (142. дан)      | дисквалификован (142. дан)  | дисквалификован (142. дан)  | дисквалификован (142. дан)  | дисквалификован (142. дан)  | дисквалификован (142. дан)                       | дисквалификован (142. дан)          | дисквалификован (142. дан)                                                     | дисквалификован (142. дан)             | дисквалификован (142. дан)             | дисквалификован (142. дан)             | дисквалификован (142. дан)             | дисквалификован (142. дан)             | дисквалификован (142. дан)             | дисквалификован (142. дан)             | дисквалификован (142. дан)             | дисквалификован (142. дан)             | дисквалификован (142. дан)             | дисквалификован (142. дан)  | дисквалификован (142. дан)  | дисквалификован (142. дан)  | дисквалификован (142. дан)  | дисквалификован (142. дан)  | дисквалификован (142. дан)  | дисквалификован (142. дан)  | дисквалификован (142. дан)  | дисквалификован (142. дан)  | дисквалификован (142. дан)  | дисквалификован (142. дан)  | дисквалификован (142. дан)  | дисквалификован (142. дан)  | дисквалификован (142. дан)  | дисквалификован (142. дан)  | дисквалификован (142. дан)  | дисквалификован (142. дан)  | дисквалификован (142. дан)  | дисквалификован (142. дан)  | дисквалификован (142. дан)  | дисквалификован (142. дан)  | дисквалификован (142. дан)  | дисквалификован (142. дан)  | дисквалификован (142. дан)  | дисквалификован (142. дан)  | дисквалификован (142. дан)  | дисквалификован (142. дан)  | дисквалификован (142. дан)  | дисквалификован (142. дан)  | дисквалификован (142. дан)  | дисквалификован (142. дан)  | дисквалификован (142. дан)  | дисквалификован (142. дан)  | дисквалификован (142. дан)  | дисквалификован (142. дан)  | дисквалификован (142. дан)  | дисквалификован (142. дан)  | дисквалификован (142. дан)  | дисквалификован (142. дан)  | дисквалификован (142. дан)  | дисквалификован (142. дан)  | дисквалификован (142. дан)  | дисквалификован (142. дан)  | дисквалификован (142. дан)  | дисквалификован (142. дан)  | дисквалификован (142. дан)  | дисквалификован (142. дан)  | дисквалификован (142. дан)  | дисквалификован (142. дан)  | дисквалификован (142. дан)  | дисквалификован (142. дан)  | дисквалификован (142. дан)  | дисквалификован (142. дан)  | дисквалификован (142. дан)  | дисквалификован (142. дан)  | дисквалификован (142. дан)  | дисквалификован (142. дан)  | дисквалификован (142. дан)  | дисквалификован (142. дан)  | дисквалификован (142. дан)  | дисквалификован (142. дан)  |                     |                     |                     |                     |                     |                     |                     |                     |                     |                     |                     |                     |                     |                     |                     |                     |                     |                     |                     |                     |                     |                     |                     |                     |                     |                     |                     |                     |                     |
| Слађана Петру.                     | није била у вили               | није била у вили                                | није била у вили                   | није била у вили          | није била у вили          | није била у вили           | Јелена Го.                 | Мили                       | Иван                       | Јелена И.                  | Леонтина                   | Иван                       | Ивана М.                      | Иваниа                     | изашла (105. дан)          | изашла (105. дан)            | изашла (105. дан)                     | изашла (105. дан)                      | изашла (105. дан)          | Тања                            | дисквалификована (142. дан)                | дисквалификована (142. дан)      | дисквалификована (142. дан) | дисквалификована (142. дан)                      | дисквалификована (142. дан)     | дисквалификована (142. дан) | дисквалификована (142. дан)    | дисквалификована (142. дан) | дисквалификована (142. дан)               | дисквалификована (142. дан)  | дисквалификована (142. дан)  | дисквалификована (142. дан)  | дисквалификована (142. дан)      | дисквалификована (142. дан) | дисквалификована (142. дан)        | дисквалификована (142. дан)              | дисквалификована (142. дан) | дисквалификована (142. дан) | дисквалификована (142. дан)          | дисквалификована (142. дан)   | дисквалификована (142. дан) | дисквалификована (142. дан)     | дисквалификована (142. дан) | дисквалификована (142. дан) | дисквалификована (142. дан) | дисквалификована (142. дан) | дисквалификована (142. дан)                      | дисквалификована (142. дан)         | дисквалификована (142. дан)                                                    | дисквалификована (142. дан)            | дисквалификована (142. дан)            | дисквалификована (142. дан)            | дисквалификована (142. дан)            | дисквалификована (142. дан)            | дисквалификована (142. дан)            | дисквалификована (142. дан)            | дисквалификована (142. дан)            | дисквалификована (142. дан)            | дисквалификована (142. дан)            | дисквалификована (142. дан) | дисквалификована (142. дан) | дисквалификована (142. дан) | дисквалификована (142. дан) | дисквалификована (142. дан) | дисквалификована (142. дан) | дисквалификована (142. дан) | дисквалификована (142. дан) | дисквалификована (142. дан) | дисквалификована (142. дан) | дисквалификована (142. дан) | дисквалификована (142. дан) | дисквалификована (142. дан) | дисквалификована (142. дан) | дисквалификована (142. дан) | дисквалификована (142. дан) | дисквалификована (142. дан) | дисквалификована (142. дан) | дисквалификована (142. дан) | дисквалификована (142. дан) | дисквалификована (142. дан) | дисквалификована (142. дан) | дисквалификована (142. дан) | дисквалификована (142. дан) | дисквалификована (142. дан) | дисквалификована (142. дан) | дисквалификована (142. дан) | дисквалификована (142. дан) | дисквалификована (142. дан) | дисквалификована (142. дан) | дисквалификована (142. дан) | дисквалификована (142. дан) | дисквалификована (142. дан) | дисквалификована (142. дан) | дисквалификована (142. дан) | дисквалификована (142. дан) | дисквалификована (142. дан) | дисквалификована (142. дан) | дисквалификована (142. дан) | дисквалификована (142. дан) | дисквалификована (142. дан) | дисквалификована (142. дан) | дисквалификована (142. дан) | дисквалификована (142. дан) | дисквалификована (142. дан) | дисквалификована (142. дан) | дисквалификована (142. дан) | дисквалификована (142. дан) | дисквалификована (142. дан) | дисквалификована (142. дан) | дисквалификована (142. дан) | дисквалификована (142. дан) | дисквалификована (142. дан) | дисквалификована (142. дан) | дисквалификована (142. дан) | дисквалификована (142. дан) | дисквалификована (142. дан) | дисквалификована (142. дан) | дисквалификована (142. дан) | дисквалификована (142. дан) | дисквалификована (142. дан) |                     |                     |                     |                     |                     |                     |                     |                     |                     |                     |                     |                     |                     |                     |                     |                     |                     |                     |                     |                     |                     |                     |                     |                     |                     |                     |                     |                     |                     |
| Невена                             | Ђоле                           | Ђоле                                            | Ђина                               | Јелена Г.                 | Јелена Го.                | Иван                       | Алберто                    | Ђоле                       | Жабац                      | Кристина                   | Ђоле                       | Леонтина                   | Иван                          | Барби                      | Јелена И.                  | Кристина                     | Милијана                              | Јелена И.                              | изашла (126. дан)          | изашла (126. дан)               | изашла (126. дан)                          | изашла (126. дан)                | изашла (126. дан)           | изашла (126. дан)                                | изашла (126. дан)               | изашла (126. дан)           | изашла (126. дан)              | изашла (126. дан)           | изашла (126. дан)                         | изашла (126. дан)            | изашла (126. дан)            | изашла (126. дан)            | изашла (126. дан)                | изашла (126. дан)           | изашла (126. дан)                  | изашла (126. дан)                        | изашла (126. дан)           | изашла (126. дан)           | изашла (126. дан)                    | изашла (126. дан)             | изашла (126. дан)           | изашла (126. дан)               | изашла (126. дан)           | изашла (126. дан)           | изашла (126. дан)           | изашла (126. дан)           | изашла (126. дан)                                | изашла (126. дан)                   | изашла (126. дан)                                                              | изашла (126. дан)                      | изашла (126. дан)                      | изашла (126. дан)                      | изашла (126. дан)                      | изашла (126. дан)                      | изашла (126. дан)                      | изашла (126. дан)                      | изашла (126. дан)                      | изашла (126. дан)                      | изашла (126. дан)                      | изашла (126. дан)           | изашла (126. дан)           | изашла (126. дан)           | изашла (126. дан)           | изашла (126. дан)           | изашла (126. дан)           | изашла (126. дан)           | изашла (126. дан)           | изашла (126. дан)           | изашла (126. дан)           | изашла (126. дан)           | изашла (126. дан)           | изашла (126. дан)           | изашла (126. дан)           | изашла (126. дан)           | изашла (126. дан)           | изашла (126. дан)           | изашла (126. дан)           | изашла (126. дан)           | изашла (126. дан)           | изашла (126. дан)           | изашла (126. дан)           | изашла (126. дан)           | изашла (126. дан)           | изашла (126. дан)           | изашла (126. дан)           | изашла (126. дан)           | изашла (126. дан)           | изашла (126. дан)           | изашла (126. дан)           | изашла (126. дан)           | изашла (126. дан)           | изашла (126. дан)           | изашла (126. дан)           | изашла (126. дан)           | изашла (126. дан)           | изашла (126. дан)           | изашла (126. дан)           | изашла (126. дан)           | изашла (126. дан)           | изашла (126. дан)           | изашла (126. дан)           | изашла (126. дан)           | изашла (126. дан)           | изашла (126. дан)           | изашла (126. дан)           | изашла (126. дан)           | изашла (126. дан)           | изашла (126. дан)           | изашла (126. дан)           | изашла (126. дан)           | изашла (126. дан)           | изашла (126. дан)           | изашла (126. дан)           | изашла (126. дан)           | изашла (126. дан)           | изашла (126. дан)           | изашла (126. дан)           | изашла (126. дан)           |                             |                             |                     |                     |                     |                     |                     |                     |                     |                     |                     |                     |                     |                     |                     |                     |                     |                     |                     |                     |                     |                     |                     |                     |                     |                     |                     |                     |                     |                     |                     |
| Кристина Р.                        | није била у вили               | није била у вили                                | није била у вили                   | Кики                      | Јелена Го.                | Маја Ђ.                    | Алберто                    | Дарио                      | Маја Ђ.                    | Жабац                      | Милијана                   | Алберто                    | Иван                          | Нинџа                      | Александра                 | Милијана                     | Мили                                  | Избачена (122. дан)                    | Избачена (122. дан)        | Избачена (122. дан)             | Избачена (122. дан)                        | Избачена (122. дан)              | Избачена (122. дан)         | Избачена (122. дан)                              | Избачена (122. дан)             | Избачена (122. дан)         | Избачена (122. дан)            | Избачена (122. дан)         | Избачена (122. дан)                       | Избачена (122. дан)          | Избачена (122. дан)          | Избачена (122. дан)          | Избачена (122. дан)              | Избачена (122. дан)         | Избачена (122. дан)                | Избачена (122. дан)                      | Избачена (122. дан)         | Избачена (122. дан)         | Избачена (122. дан)                  | Избачена (122. дан)           | Избачена (122. дан)         | Избачена (122. дан)             | Избачена (122. дан)         | Избачена (122. дан)         | Избачена (122. дан)         | Избачена (122. дан)         | Избачена (122. дан)                              | Избачена (122. дан)                 | Избачена (122. дан)                                                            | Избачена (122. дан)                    | Избачена (122. дан)                    | Избачена (122. дан)                    | Избачена (122. дан)                    | Избачена (122. дан)                    | Избачена (122. дан)                    | Избачена (122. дан)                    | Избачена (122. дан)                    | Избачена (122. дан)                    | Избачена (122. дан)                    | Избачена (122. дан)         | Избачена (122. дан)         | Избачена (122. дан)         | Избачена (122. дан)         | Избачена (122. дан)         | Избачена (122. дан)         | Избачена (122. дан)         | Избачена (122. дан)         | Избачена (122. дан)         | Избачена (122. дан)         | Избачена (122. дан)         | Избачена (122. дан)         | Избачена (122. дан)         | Избачена (122. дан)         | Избачена (122. дан)         | Избачена (122. дан)         | Избачена (122. дан)         | Избачена (122. дан)         | Избачена (122. дан)         | Избачена (122. дан)         | Избачена (122. дан)         | Избачена (122. дан)         | Избачена (122. дан)         | Избачена (122. дан)         | Избачена (122. дан)         | Избачена (122. дан)         | Избачена (122. дан)         | Избачена (122. дан)         | Избачена (122. дан)         | Избачена (122. дан)         | Избачена (122. дан)         | Избачена (122. дан)         | Избачена (122. дан)         | Избачена (122. дан)         | Избачена (122. дан)         | Избачена (122. дан)         | Избачена (122. дан)         | Избачена (122. дан)         | Избачена (122. дан)         | Избачена (122. дан)         | Избачена (122. дан)         | Избачена (122. дан)         | Избачена (122. дан)         | Избачена (122. дан)         | Избачена (122. дан)         | Избачена (122. дан)         | Избачена (122. дан)         | Избачена (122. дан)         | Избачена (122. дан)         | Избачена (122. дан)         | Избачена (122. дан)         | Избачена (122. дан)         | Избачена (122. дан)         | Избачена (122. дан)         | Избачена (122. дан)         | Избачена (122. дан)         | Избачена (122. дан)         | Избачена (122. дан)         |                             |                             |                             |                     |                     |                     |                     |                     |                     |                     |                     |                     |                     |                     |                     |                     |                     |                     |                     |                     |                     |                     |                     |                     |                     |                     |                     |                     |                     |                     |                     |                     |
| Естер                              | није била у вили               | није била у вили                                | није била у вили                   | није била у вили          | није била у вили          | није била у вили           | није била у вили           | није била у вили           | није била у вили           | није била у вили           | није била у вили           | није била у вили           | није била у вили              | није била у вили           | није била у вили           | Теодора                      | Избачена (116. дан)                   | Избачена (116. дан)                    | Избачена (116. дан)        | Избачена (116. дан)             | Избачена (116. дан)                        | Избачена (116. дан)              | Избачена (116. дан)         | Избачена (116. дан)                              | Избачена (116. дан)             | Избачена (116. дан)         | Избачена (116. дан)            | Избачена (116. дан)         | Избачена (116. дан)                       | Избачена (116. дан)          | Избачена (116. дан)          | Избачена (116. дан)          | Избачена (116. дан)              | Избачена (116. дан)         | Избачена (116. дан)                | Избачена (116. дан)                      | Избачена (116. дан)         | Избачена (116. дан)         | Избачена (116. дан)                  | Избачена (116. дан)           | Избачена (116. дан)         | Избачена (116. дан)             | Избачена (116. дан)         | Избачена (116. дан)         | Избачена (116. дан)         | Избачена (116. дан)         | Избачена (116. дан)                              | Избачена (116. дан)                 | Избачена (116. дан)                                                            | Избачена (116. дан)                    | Избачена (116. дан)                    | Избачена (116. дан)                    | Избачена (116. дан)                    | Избачена (116. дан)                    | Избачена (116. дан)                    | Избачена (116. дан)                    | Избачена (116. дан)                    | Избачена (116. дан)                    | Избачена (116. дан)                    | Избачена (116. дан)         | Избачена (116. дан)         | Избачена (116. дан)         | Избачена (116. дан)         | Избачена (116. дан)         | Избачена (116. дан)         | Избачена (116. дан)         | Избачена (116. дан)         | Избачена (116. дан)         | Избачена (116. дан)         | Избачена (116. дан)         | Избачена (116. дан)         | Избачена (116. дан)         | Избачена (116. дан)         | Избачена (116. дан)         | Избачена (116. дан)         | Избачена (116. дан)         | Избачена (116. дан)         | Избачена (116. дан)         | Избачена (116. дан)         | Избачена (116. дан)         | Избачена (116. дан)         | Избачена (116. дан)         | Избачена (116. дан)         | Избачена (116. дан)         | Избачена (116. дан)         | Избачена (116. дан)         | Избачена (116. дан)         | Избачена (116. дан)         | Избачена (116. дан)         | Избачена (116. дан)         | Избачена (116. дан)         | Избачена (116. дан)         | Избачена (116. дан)         | Избачена (116. дан)         | Избачена (116. дан)         | Избачена (116. дан)         | Избачена (116. дан)         | Избачена (116. дан)         | Избачена (116. дан)         | Избачена (116. дан)         | Избачена (116. дан)         | Избачена (116. дан)         | Избачена (116. дан)         | Избачена (116. дан)         | Избачена (116. дан)         | Избачена (116. дан)         | Избачена (116. дан)         | Избачена (116. дан)         | Избачена (116. дан)         | Избачена (116. дан)         | Избачена (116. дан)         | Избачена (116. дан)         | Избачена (116. дан)         | Избачена (116. дан)         | Избачена (116. дан)         | Избачена (116. дан)         |                             |                             |                             |                             |                     |                     |                     |                     |                     |                     |                     |                     |                     |                     |                     |                     |                     |                     |                     |                     |                     |                     |                     |                     |                     |                     |                     |                     |                     |                     |                     |                     |                     |
| Нинџа                              | није био у вили                | није био у вили                                 | није био у вили                    | није био у вили           | није био у вили           | није био у вили            | није био у вили            | није био у вили            | није био у вили            | није био у вили            | Леонтина                   | Слађана Петру.             | Ивана М.                      | Јелена Го.                 | избачен (93. дан)          | избачен (93. дан)            | избачен (93. дан)                     | избачен (93. дан)                      | избачен (93. дан)          | избачен (93. дан)               | избачен (93. дан)                          | избачен (93. дан)                | избачен (93. дан)           | избачен (93. дан)                                | избачен (93. дан)               | избачен (93. дан)           | избачен (93. дан)              | избачен (93. дан)           | избачен (93. дан)                         | избачен (93. дан)            | избачен (93. дан)            | избачен (93. дан)            | избачен (93. дан)                | избачен (93. дан)           | избачен (93. дан)                  | избачен (93. дан)                        | избачен (93. дан)           | избачен (93. дан)           | избачен (93. дан)                    | избачен (93. дан)             | избачен (93. дан)           | избачен (93. дан)               | избачен (93. дан)           | избачен (93. дан)           | избачен (93. дан)           | избачен (93. дан)           | избачен (93. дан)                                | избачен (93. дан)                   | избачен (93. дан)                                                              | избачен (93. дан)                      | избачен (93. дан)                      | избачен (93. дан)                      | избачен (93. дан)                      | избачен (93. дан)                      | избачен (93. дан)                      | избачен (93. дан)                      | избачен (93. дан)                      | избачен (93. дан)                      | избачен (93. дан)                      | избачен (93. дан)           | избачен (93. дан)           | избачен (93. дан)           | избачен (93. дан)           | избачен (93. дан)           | избачен (93. дан)           | избачен (93. дан)           | избачен (93. дан)           | избачен (93. дан)           | избачен (93. дан)           | избачен (93. дан)           | избачен (93. дан)           | избачен (93. дан)           | избачен (93. дан)           | избачен (93. дан)           | избачен (93. дан)           | избачен (93. дан)           | избачен (93. дан)           | избачен (93. дан)           | избачен (93. дан)           | избачен (93. дан)           | избачен (93. дан)           | избачен (93. дан)           | избачен (93. дан)           | избачен (93. дан)           | избачен (93. дан)           | избачен (93. дан)           | избачен (93. дан)           | избачен (93. дан)           | избачен (93. дан)           | избачен (93. дан)           | избачен (93. дан)           | избачен (93. дан)           | избачен (93. дан)           | избачен (93. дан)           | избачен (93. дан)           | избачен (93. дан)           | избачен (93. дан)           | избачен (93. дан)           | избачен (93. дан)           | избачен (93. дан)           | избачен (93. дан)           | избачен (93. дан)           | избачен (93. дан)           | избачен (93. дан)           | избачен (93. дан)           | избачен (93. дан)           | избачен (93. дан)           | избачен (93. дан)           | избачен (93. дан)           | избачен (93. дан)           | избачен (93. дан)           | избачен (93. дан)           | избачен (93. дан)           | избачен (93. дан)           |                             |                             |                             |                             |                             |                             |                     |                     |                     |                     |                     |                     |                     |                     |                     |                     |                     |                     |                     |                     |                     |                     |                     |                     |                     |                     |                     |                     |                     |                     |                     |                     |                     |                     |                     |
| Жабац                              | Анђелина                       | Јелена Го.                                      | Димитрије М.                       | Снежа                     | Јелена Го.                | Јелена Го.                 | Милијана                   | изашао (52. дан)           | Милојко                    | Кристина                   | Милијана                   | Леонтина                   | Милојко                       | Александра                 | дисквалификован (92. дан)  | дисквалификован (92. дан)    | дисквалификован (92. дан)             | дисквалификован (92. дан)              | дисквалификован (92. дан)  | дисквалификован (92. дан)       | дисквалификован (92. дан)                  | дисквалификован (92. дан)        | дисквалификован (92. дан)   | дисквалификован (92. дан)                        | дисквалификован (92. дан)       | дисквалификован (92. дан)   | дисквалификован (92. дан)      | дисквалификован (92. дан)   | дисквалификован (92. дан)                 | дисквалификован (92. дан)    | дисквалификован (92. дан)    | дисквалификован (92. дан)    | дисквалификован (92. дан)        | дисквалификован (92. дан)   | дисквалификован (92. дан)          | дисквалификован (92. дан)                | дисквалификован (92. дан)   | дисквалификован (92. дан)   | дисквалификован (92. дан)            | дисквалификован (92. дан)     | дисквалификован (92. дан)   | дисквалификован (92. дан)       | дисквалификован (92. дан)   | дисквалификован (92. дан)   | дисквалификован (92. дан)   | дисквалификован (92. дан)   | дисквалификован (92. дан)                        | дисквалификован (92. дан)           | дисквалификован (92. дан)                                                      | дисквалификован (92. дан)              | дисквалификован (92. дан)              | дисквалификован (92. дан)              | дисквалификован (92. дан)              | дисквалификован (92. дан)              | дисквалификован (92. дан)              | дисквалификован (92. дан)              | дисквалификован (92. дан)              | дисквалификован (92. дан)              | дисквалификован (92. дан)              | дисквалификован (92. дан)   | дисквалификован (92. дан)   | дисквалификован (92. дан)   | дисквалификован (92. дан)   | дисквалификован (92. дан)   | дисквалификован (92. дан)   | дисквалификован (92. дан)   | дисквалификован (92. дан)   | дисквалификован (92. дан)   | дисквалификован (92. дан)   | дисквалификован (92. дан)   | дисквалификован (92. дан)   | дисквалификован (92. дан)   | дисквалификован (92. дан)   | дисквалификован (92. дан)   | дисквалификован (92. дан)   | дисквалификован (92. дан)   | дисквалификован (92. дан)   | дисквалификован (92. дан)   | дисквалификован (92. дан)   | дисквалификован (92. дан)   | дисквалификован (92. дан)   | дисквалификован (92. дан)   | дисквалификован (92. дан)   | дисквалификован (92. дан)   | дисквалификован (92. дан)   | дисквалификован (92. дан)   | дисквалификован (92. дан)   | дисквалификован (92. дан)   | дисквалификован (92. дан)   | дисквалификован (92. дан)   | дисквалификован (92. дан)   | дисквалификован (92. дан)   | дисквалификован (92. дан)   | дисквалификован (92. дан)   | дисквалификован (92. дан)   | дисквалификован (92. дан)   | дисквалификован (92. дан)   | дисквалификован (92. дан)   | дисквалификован (92. дан)   | дисквалификован (92. дан)   | дисквалификован (92. дан)   | дисквалификован (92. дан)   | дисквалификован (92. дан)   | дисквалификован (92. дан)   | дисквалификован (92. дан)   | дисквалификован (92. дан)   | дисквалификован (92. дан)   | дисквалификован (92. дан)   | дисквалификован (92. дан)   | дисквалификован (92. дан)   | дисквалификован (92. дан)   | дисквалификован (92. дан)   | дисквалификован (92. дан)   | дисквалификован (92. дан)   |                             |                             |                             |                             |                             |                             |                     |                     |                     |                     |                     |                     |                     |                     |                     |                     |                     |                     |                     |                     |                     |                     |                     |                     |                     |                     |                     |                     |                     |                     |                     |                     |                     |                     |                     |
| Мирјана                            | Снежа                          | Анђелина                                        | Димитрије М.                       | Снежа                     | Снежа                     | Снежа                      | Мили                       | Дарио                      | Маја Ђ.                    | Кристина                   | Снежа                      | Слађана Петро.             | Ивана М.                      | избачена (87. дан)         | избачена (87. дан)         | избачена (87. дан)           | избачена (87. дан)                    | избачена (87. дан)                     | избачена (87. дан)         | избачена (87. дан)              | избачена (87. дан)                         | избачена (87. дан)               | избачена (87. дан)          | избачена (87. дан)                               | избачена (87. дан)              | избачена (87. дан)          | избачена (87. дан)             | избачена (87. дан)          | избачена (87. дан)                        | избачена (87. дан)           | избачена (87. дан)           | избачена (87. дан)           | избачена (87. дан)               | избачена (87. дан)          | избачена (87. дан)                 | избачена (87. дан)                       | избачена (87. дан)          | избачена (87. дан)          | избачена (87. дан)                   | избачена (87. дан)            | избачена (87. дан)          | избачена (87. дан)              | избачена (87. дан)          | избачена (87. дан)          | избачена (87. дан)          | избачена (87. дан)          | избачена (87. дан)                               | избачена (87. дан)                  | избачена (87. дан)                                                             | избачена (87. дан)                     | избачена (87. дан)                     | избачена (87. дан)                     | избачена (87. дан)                     | избачена (87. дан)                     | избачена (87. дан)                     | избачена (87. дан)                     | избачена (87. дан)                     | избачена (87. дан)                     | избачена (87. дан)                     | избачена (87. дан)          | избачена (87. дан)          | избачена (87. дан)          | избачена (87. дан)          | избачена (87. дан)          | избачена (87. дан)          | избачена (87. дан)          | избачена (87. дан)          | избачена (87. дан)          | избачена (87. дан)          | избачена (87. дан)          | избачена (87. дан)          | избачена (87. дан)          | избачена (87. дан)          | избачена (87. дан)          | избачена (87. дан)          | избачена (87. дан)          | избачена (87. дан)          | избачена (87. дан)          | избачена (87. дан)          | избачена (87. дан)          | избачена (87. дан)          | избачена (87. дан)          | избачена (87. дан)          | избачена (87. дан)          | избачена (87. дан)          | избачена (87. дан)          | избачена (87. дан)          | избачена (87. дан)          | избачена (87. дан)          | избачена (87. дан)          | избачена (87. дан)          | избачена (87. дан)          | избачена (87. дан)          | избачена (87. дан)          | избачена (87. дан)          | избачена (87. дан)          | избачена (87. дан)          | избачена (87. дан)          | избачена (87. дан)          | избачена (87. дан)          | избачена (87. дан)          | избачена (87. дан)          | избачена (87. дан)          | избачена (87. дан)          | избачена (87. дан)          | избачена (87. дан)          | избачена (87. дан)          | избачена (87. дан)          | избачена (87. дан)          | избачена (87. дан)          | избачена (87. дан)          | избачена (87. дан)          | избачена (87. дан)          |                             |                             |                             |                             |                             |                             |                             |                     |                     |                     |                     |                     |                     |                     |                     |                     |                     |                     |                     |                     |                     |                     |                     |                     |                     |                     |                     |                     |                     |                     |                     |                     |                     |                     |                     |                     |
| Леонтина                           | није била у вили               | није била у вили                                | није била у вили                   | није била у вили          | није била у вили          | није била у вили           | Орнела                     | Дарио                      | Мили                       | Кристина                   | Мили                       | Иван                       | избачена (81. дан)            | избачена (81. дан)         | избачена (81. дан)         | избачена (81. дан)           | избачена (81. дан)                    | избачена (81. дан)                     | избачена (81. дан)         | избачена (81. дан)              | избачена (81. дан)                         | избачена (81. дан)               | избачена (81. дан)          | избачена (81. дан)                               | избачена (81. дан)              | избачена (81. дан)          | избачена (81. дан)             | избачена (81. дан)          | избачена (81. дан)                        | избачена (81. дан)           | избачена (81. дан)           | избачена (81. дан)           | избачена (81. дан)               | избачена (81. дан)          | избачена (81. дан)                 | избачена (81. дан)                       | избачена (81. дан)          | избачена (81. дан)          | избачена (81. дан)                   | избачена (81. дан)            | избачена (81. дан)          | избачена (81. дан)              | избачена (81. дан)          | избачена (81. дан)          | избачена (81. дан)          | избачена (81. дан)          | избачена (81. дан)                               | избачена (81. дан)                  | избачена (81. дан)                                                             | избачена (81. дан)                     | избачена (81. дан)                     | избачена (81. дан)                     | избачена (81. дан)                     | избачена (81. дан)                     | избачена (81. дан)                     | избачена (81. дан)                     | избачена (81. дан)                     | избачена (81. дан)                     | избачена (81. дан)                     | избачена (81. дан)          | избачена (81. дан)          | избачена (81. дан)          | избачена (81. дан)          | избачена (81. дан)          | избачена (81. дан)          | избачена (81. дан)          | избачена (81. дан)          | избачена (81. дан)          | избачена (81. дан)          | избачена (81. дан)          | избачена (81. дан)          | избачена (81. дан)          | избачена (81. дан)          | избачена (81. дан)          | избачена (81. дан)          | избачена (81. дан)          | избачена (81. дан)          | избачена (81. дан)          | избачена (81. дан)          | избачена (81. дан)          | избачена (81. дан)          | избачена (81. дан)          | избачена (81. дан)          | избачена (81. дан)          | избачена (81. дан)          | избачена (81. дан)          | избачена (81. дан)          | избачена (81. дан)          | избачена (81. дан)          | избачена (81. дан)          | избачена (81. дан)          | избачена (81. дан)          | избачена (81. дан)          | избачена (81. дан)          | избачена (81. дан)          | избачена (81. дан)          | избачена (81. дан)          | избачена (81. дан)          | избачена (81. дан)          | избачена (81. дан)          | избачена (81. дан)          | избачена (81. дан)          | избачена (81. дан)          | избачена (81. дан)          | избачена (81. дан)          | избачена (81. дан)          | избачена (81. дан)          | избачена (81. дан)          | избачена (81. дан)          | избачена (81. дан)          | избачена (81. дан)          | избачена (81. дан)          |                             |                             |                             |                             |                             |                             |                             |                             |                     |                     |                     |                     |                     |                     |                     |                     |                     |                     |                     |                     |                     |                     |                     |                     |                     |                     |                     |                     |                     |                     |                     |                     |                     |                     |                     |                     |                     |
| Дарио                              | није био у вили                | није био у вили                                 | није био у вили                    | није био у вили           | није био у вили           | није био у вили            | Алберто                    | Јелена Го.                 | Иваниа                     | Милојко                    | Слађана Петру.             | Леонтина                   | изашао (77. дан)              | изашао (77. дан)           | изашао (77. дан)           | изашао (77. дан)             | изашао (77. дан)                      | изашао (77. дан)                       | изашао (77. дан)           | изашао (77. дан)                | изашао (77. дан)                           | изашао (77. дан)                 | изашао (77. дан)            | изашао (77. дан)                                 | изашао (77. дан)                | изашао (77. дан)            | изашао (77. дан)               | изашао (77. дан)            | изашао (77. дан)                          | изашао (77. дан)             | изашао (77. дан)             | изашао (77. дан)             | изашао (77. дан)                 | изашао (77. дан)            | изашао (77. дан)                   | изашао (77. дан)                         | изашао (77. дан)            | изашао (77. дан)            | изашао (77. дан)                     | изашао (77. дан)              | изашао (77. дан)            | изашао (77. дан)                | изашао (77. дан)            | изашао (77. дан)            | изашао (77. дан)            | изашао (77. дан)            | изашао (77. дан)                                 | изашао (77. дан)                    | изашао (77. дан)                                                               | изашао (77. дан)                       | изашао (77. дан)                       | изашао (77. дан)                       | изашао (77. дан)                       | изашао (77. дан)                       | изашао (77. дан)                       | изашао (77. дан)                       | изашао (77. дан)                       | изашао (77. дан)                       | изашао (77. дан)                       | изашао (77. дан)            | изашао (77. дан)            | изашао (77. дан)            | изашао (77. дан)            | изашао (77. дан)            | изашао (77. дан)            | изашао (77. дан)            | изашао (77. дан)            | изашао (77. дан)            | изашао (77. дан)            | изашао (77. дан)            | изашао (77. дан)            | изашао (77. дан)            | изашао (77. дан)            | изашао (77. дан)            | изашао (77. дан)            | изашао (77. дан)            | изашао (77. дан)            | изашао (77. дан)            | изашао (77. дан)            | изашао (77. дан)            | изашао (77. дан)            | изашао (77. дан)            | изашао (77. дан)            | изашао (77. дан)            | изашао (77. дан)            | изашао (77. дан)            | изашао (77. дан)            | изашао (77. дан)            | изашао (77. дан)            | изашао (77. дан)            | изашао (77. дан)            | изашао (77. дан)            | изашао (77. дан)            | изашао (77. дан)            | изашао (77. дан)            | изашао (77. дан)            | изашао (77. дан)            | изашао (77. дан)            | изашао (77. дан)            | изашао (77. дан)            | изашао (77. дан)            | изашао (77. дан)            | изашао (77. дан)            | изашао (77. дан)            | изашао (77. дан)            | изашао (77. дан)            | изашао (77. дан)            | изашао (77. дан)            | изашао (77. дан)            | изашао (77. дан)            | изашао (77. дан)            | изашао (77. дан)            |                             |                             |                             |                             |                             |                             |                             |                             |                     |                     |                     |                     |                     |                     |                     |                     |                     |                     |                     |                     |                     |                     |                     |                     |                     |                     |                     |                     |                     |                     |                     |                     |                     |                     |                     |                     |                     |
| Лука                               | није био у вили                | није био у вили                                 | није био у вили                    | није био у вили           | није био у вили           | није био у вили            | није био у вили            | није био у вили            | није био у вили            | Слађана Петро.             | Палчица                    | избачен (75. дан)          | избачен (75. дан)             | избачен (75. дан)          | избачен (75. дан)          | избачен (75. дан)            | избачен (75. дан)                     | избачен (75. дан)                      | избачен (75. дан)          | избачен (75. дан)               | избачен (75. дан)                          | избачен (75. дан)                | избачен (75. дан)           | избачен (75. дан)                                | избачен (75. дан)               | избачен (75. дан)           | избачен (75. дан)              | избачен (75. дан)           | избачен (75. дан)                         | избачен (75. дан)            | избачен (75. дан)            | избачен (75. дан)            | избачен (75. дан)                | избачен (75. дан)           | избачен (75. дан)                  | избачен (75. дан)                        | избачен (75. дан)           | избачен (75. дан)           | избачен (75. дан)                    | избачен (75. дан)             | избачен (75. дан)           | избачен (75. дан)               | избачен (75. дан)           | избачен (75. дан)           | избачен (75. дан)           | избачен (75. дан)           | избачен (75. дан)                                | избачен (75. дан)                   | избачен (75. дан)                                                              | избачен (75. дан)                      | избачен (75. дан)                      | избачен (75. дан)                      | избачен (75. дан)                      | избачен (75. дан)                      | избачен (75. дан)                      | избачен (75. дан)                      | избачен (75. дан)                      | избачен (75. дан)                      | избачен (75. дан)                      | избачен (75. дан)           | избачен (75. дан)           | избачен (75. дан)           | избачен (75. дан)           | избачен (75. дан)           | избачен (75. дан)           | избачен (75. дан)           | избачен (75. дан)           | избачен (75. дан)           | избачен (75. дан)           | избачен (75. дан)           | избачен (75. дан)           | избачен (75. дан)           | избачен (75. дан)           | избачен (75. дан)           | избачен (75. дан)           | избачен (75. дан)           | избачен (75. дан)           | избачен (75. дан)           | избачен (75. дан)           | избачен (75. дан)           | избачен (75. дан)           | избачен (75. дан)           | избачен (75. дан)           | избачен (75. дан)           | избачен (75. дан)           | избачен (75. дан)           | избачен (75. дан)           | избачен (75. дан)           | избачен (75. дан)           | избачен (75. дан)           | избачен (75. дан)           | избачен (75. дан)           | избачен (75. дан)           | избачен (75. дан)           | избачен (75. дан)           | избачен (75. дан)           | избачен (75. дан)           | избачен (75. дан)           | избачен (75. дан)           | избачен (75. дан)           | избачен (75. дан)           | избачен (75. дан)           | избачен (75. дан)           | избачен (75. дан)           | избачен (75. дан)           | избачен (75. дан)           | избачен (75. дан)           | избачен (75. дан)           | избачен (75. дан)           | избачен (75. дан)           | избачен (75. дан)           |                             |                             |                             |                             |                             |                             |                             |                             |                             |                     |                     |                     |                     |                     |                     |                     |                     |                     |                     |                     |                     |                     |                     |                     |                     |                     |                     |                     |                     |                     |                     |                     |                     |                     |                     |                     |                     |                     |
| Плоћа                              | није био у вили                | није био у вили                                 | није био у вили                    | није био у вили           | није био у вили           | Маја Ђ.                    | Алберто                    | Дарио                      | Јелена Го.                 | Александра                 | избачен (69. дан)          | избачен (69. дан)          | избачен (69. дан)             | избачен (69. дан)          | избачен (69. дан)          | избачен (69. дан)            | избачен (69. дан)                     | избачен (69. дан)                      | избачен (69. дан)          | избачен (69. дан)               | избачен (69. дан)                          | избачен (69. дан)                | избачен (69. дан)           | избачен (69. дан)                                | избачен (69. дан)               | избачен (69. дан)           | избачен (69. дан)              | избачен (69. дан)           | избачен (69. дан)                         | избачен (69. дан)            | избачен (69. дан)            | избачен (69. дан)            | избачен (69. дан)                | избачен (69. дан)           | избачен (69. дан)                  | избачен (69. дан)                        | избачен (69. дан)           | избачен (69. дан)           | избачен (69. дан)                    | избачен (69. дан)             | избачен (69. дан)           | избачен (69. дан)               | избачен (69. дан)           | избачен (69. дан)           | избачен (69. дан)           | избачен (69. дан)           | избачен (69. дан)                                | избачен (69. дан)                   | избачен (69. дан)                                                              | избачен (69. дан)                      | избачен (69. дан)                      | избачен (69. дан)                      | избачен (69. дан)                      | избачен (69. дан)                      | избачен (69. дан)                      | избачен (69. дан)                      | избачен (69. дан)                      | избачен (69. дан)                      | избачен (69. дан)                      | избачен (69. дан)           | избачен (69. дан)           | избачен (69. дан)           | избачен (69. дан)           | избачен (69. дан)           | избачен (69. дан)           | избачен (69. дан)           | избачен (69. дан)           | избачен (69. дан)           | избачен (69. дан)           | избачен (69. дан)           | избачен (69. дан)           | избачен (69. дан)           | избачен (69. дан)           | избачен (69. дан)           | избачен (69. дан)           | избачен (69. дан)           | избачен (69. дан)           | избачен (69. дан)           | избачен (69. дан)           | избачен (69. дан)           | избачен (69. дан)           | избачен (69. дан)           | избачен (69. дан)           | избачен (69. дан)           | избачен (69. дан)           | избачен (69. дан)           | избачен (69. дан)           | избачен (69. дан)           | избачен (69. дан)           | избачен (69. дан)           | избачен (69. дан)           | избачен (69. дан)           | избачен (69. дан)           | избачен (69. дан)           | избачен (69. дан)           | избачен (69. дан)           | избачен (69. дан)           | избачен (69. дан)           | избачен (69. дан)           | избачен (69. дан)           | избачен (69. дан)           | избачен (69. дан)           | избачен (69. дан)           | избачен (69. дан)           | избачен (69. дан)           | избачен (69. дан)           | избачен (69. дан)           | избачен (69. дан)           | избачен (69. дан)           | избачен (69. дан)           |                             |                             |                             |                             |                             |                             |                             |                             |                             |                             |                     |                     |                     |                     |                     |                     |                     |                     |                     |                     |                     |                     |                     |                     |                     |                     |                     |                     |                     |                     |                     |                     |                     |                     |                     |                     |                     |                     |                     |
| Крофница                           | није био у вили                | није био у вили                                 | није био у вили                    | није био у вили           | није био у вили           | није био у вили            | Јелена Го.                 | Дарио                      | избачен (57. дан)          | избачен (57. дан)          | избачен (57. дан)          | избачен (57. дан)          | избачен (57. дан)             | избачен (57. дан)          | избачен (57. дан)          | избачен (57. дан)            | избачен (57. дан)                     | избачен (57. дан)                      | избачен (57. дан)          | избачен (57. дан)               | избачен (57. дан)                          | избачен (57. дан)                | избачен (57. дан)           | избачен (57. дан)                                | избачен (57. дан)               | избачен (57. дан)           | избачен (57. дан)              | избачен (57. дан)           | избачен (57. дан)                         | избачен (57. дан)            | избачен (57. дан)            | избачен (57. дан)            | избачен (57. дан)                | избачен (57. дан)           | избачен (57. дан)                  | избачен (57. дан)                        | избачен (57. дан)           | избачен (57. дан)           | избачен (57. дан)                    | избачен (57. дан)             | избачен (57. дан)           | избачен (57. дан)               | избачен (57. дан)           | избачен (57. дан)           | избачен (57. дан)           | избачен (57. дан)           | избачен (57. дан)                                | избачен (57. дан)                   | избачен (57. дан)                                                              | избачен (57. дан)                      | избачен (57. дан)                      | избачен (57. дан)                      | избачен (57. дан)                      | избачен (57. дан)                      | избачен (57. дан)                      | избачен (57. дан)                      | избачен (57. дан)                      | избачен (57. дан)                      | избачен (57. дан)                      | избачен (57. дан)           | избачен (57. дан)           | избачен (57. дан)           | избачен (57. дан)           | избачен (57. дан)           | избачен (57. дан)           | избачен (57. дан)           | избачен (57. дан)           | избачен (57. дан)           | избачен (57. дан)           | избачен (57. дан)           | избачен (57. дан)           | избачен (57. дан)           | избачен (57. дан)           | избачен (57. дан)           | избачен (57. дан)           | избачен (57. дан)           | избачен (57. дан)           | избачен (57. дан)           | избачен (57. дан)           | избачен (57. дан)           | избачен (57. дан)           | избачен (57. дан)           | избачен (57. дан)           | избачен (57. дан)           | избачен (57. дан)           | избачен (57. дан)           | избачен (57. дан)           | избачен (57. дан)           | избачен (57. дан)           | избачен (57. дан)           | избачен (57. дан)           | избачен (57. дан)           | избачен (57. дан)           | избачен (57. дан)           | избачен (57. дан)           | избачен (57. дан)           | избачен (57. дан)           | избачен (57. дан)           | избачен (57. дан)           | избачен (57. дан)           | избачен (57. дан)           | избачен (57. дан)           | избачен (57. дан)           | избачен (57. дан)           | избачен (57. дан)           | избачен (57. дан)           | избачен (57. дан)           | избачен (57. дан)           |                             |                             |                             |                             |                             |                             |                             |                             |                             |                             |                             |                             |                     |                     |                     |                     |                     |                     |                     |                     |                     |                     |                     |                     |                     |                     |                     |                     |                     |                     |                     |                     |                     |                     |                     |                     |                     |                     |                     |                     |                     |
| Јелена Гр.                         | Анђелина                       | Димитрије М.                                    | Димитрије М.                       | Павао                     | Јелена Гр.                | Маја Ђ.                    | Павао                      | Избачена (51. дан)         | Избачена (51. дан)         | Избачена (51. дан)         | Избачена (51. дан)         | Избачена (51. дан)         | Избачена (51. дан)            | Избачена (51. дан)         | Избачена (51. дан)         | Избачена (51. дан)           | Избачена (51. дан)                    | Избачена (51. дан)                     | Избачена (51. дан)         | Избачена (51. дан)              | Избачена (51. дан)                         | Избачена (51. дан)               | Избачена (51. дан)          | Избачена (51. дан)                               | Избачена (51. дан)              | Избачена (51. дан)          | Избачена (51. дан)             | Избачена (51. дан)          | Избачена (51. дан)                        | Избачена (51. дан)           | Избачена (51. дан)           | Избачена (51. дан)           | Избачена (51. дан)               | Избачена (51. дан)          | Избачена (51. дан)                 | Избачена (51. дан)                       | Избачена (51. дан)          | Избачена (51. дан)          | Избачена (51. дан)                   | Избачена (51. дан)            | Избачена (51. дан)          | Избачена (51. дан)              | Избачена (51. дан)          | Избачена (51. дан)          | Избачена (51. дан)          | Избачена (51. дан)          | Избачена (51. дан)                               | Избачена (51. дан)                  | Избачена (51. дан)                                                             | Избачена (51. дан)                     | Избачена (51. дан)                     | Избачена (51. дан)                     | Избачена (51. дан)                     | Избачена (51. дан)                     | Избачена (51. дан)                     | Избачена (51. дан)                     | Избачена (51. дан)                     | Избачена (51. дан)                     | Избачена (51. дан)                     | Избачена (51. дан)          | Избачена (51. дан)          | Избачена (51. дан)          | Избачена (51. дан)          | Избачена (51. дан)          | Избачена (51. дан)          | Избачена (51. дан)          | Избачена (51. дан)          | Избачена (51. дан)          | Избачена (51. дан)          | Избачена (51. дан)          | Избачена (51. дан)          | Избачена (51. дан)          | Избачена (51. дан)          | Избачена (51. дан)          | Избачена (51. дан)          | Избачена (51. дан)          | Избачена (51. дан)          | Избачена (51. дан)          | Избачена (51. дан)          | Избачена (51. дан)          | Избачена (51. дан)          | Избачена (51. дан)          | Избачена (51. дан)          | Избачена (51. дан)          | Избачена (51. дан)          | Избачена (51. дан)          | Избачена (51. дан)          | Избачена (51. дан)          | Избачена (51. дан)          | Избачена (51. дан)          | Избачена (51. дан)          | Избачена (51. дан)          | Избачена (51. дан)          | Избачена (51. дан)          | Избачена (51. дан)          | Избачена (51. дан)          | Избачена (51. дан)          | Избачена (51. дан)          | Избачена (51. дан)          | Избачена (51. дан)          | Избачена (51. дан)          | Избачена (51. дан)          | Избачена (51. дан)          | Избачена (51. дан)          | Избачена (51. дан)          | Избачена (51. дан)          | Избачена (51. дан)          |                             |                             |                             |                             |                             |                             |                             |                             |                             |                             |                             |                             |                             |                     |                     |                     |                     |                     |                     |                     |                     |                     |                     |                     |                     |                     |                     |                     |                     |                     |                     |                     |                     |                     |                     |                     |                     |                     |                     |                     |                     |                     |
| Емина                              | није била у вили               | није била у вили                                | није била у вили                   | Снежана                   | Јелена Го.                | Снежа                      | Избачена (45. дан)         | Избачена (45. дан)         | Избачена (45. дан)         | Избачена (45. дан)         | Избачена (45. дан)         | Избачена (45. дан)         | Избачена (45. дан)            | Избачена (45. дан)         | Избачена (45. дан)         | Избачена (45. дан)           | Избачена (45. дан)                    | Избачена (45. дан)                     | Избачена (45. дан)         | Избачена (45. дан)              | Избачена (45. дан)                         | Избачена (45. дан)               | Избачена (45. дан)          | Избачена (45. дан)                               | Избачена (45. дан)              | Избачена (45. дан)          | Избачена (45. дан)             | Избачена (45. дан)          | Избачена (45. дан)                        | Избачена (45. дан)           | Избачена (45. дан)           | Избачена (45. дан)           | Избачена (45. дан)               | Избачена (45. дан)          | Избачена (45. дан)                 | Избачена (45. дан)                       | Избачена (45. дан)          | Избачена (45. дан)          | Избачена (45. дан)                   | Избачена (45. дан)            | Избачена (45. дан)          | Избачена (45. дан)              | Избачена (45. дан)          | Избачена (45. дан)          | Избачена (45. дан)          | Избачена (45. дан)          | Избачена (45. дан)                               | Избачена (45. дан)                  | Избачена (45. дан)                                                             | Избачена (45. дан)                     | Избачена (45. дан)                     | Избачена (45. дан)                     | Избачена (45. дан)                     | Избачена (45. дан)                     | Избачена (45. дан)                     | Избачена (45. дан)                     | Избачена (45. дан)                     | Избачена (45. дан)                     | Избачена (45. дан)                     | Избачена (45. дан)          | Избачена (45. дан)          | Избачена (45. дан)          | Избачена (45. дан)          | Избачена (45. дан)          | Избачена (45. дан)          | Избачена (45. дан)          | Избачена (45. дан)          | Избачена (45. дан)          | Избачена (45. дан)          | Избачена (45. дан)          | Избачена (45. дан)          | Избачена (45. дан)          | Избачена (45. дан)          | Избачена (45. дан)          | Избачена (45. дан)          | Избачена (45. дан)          | Избачена (45. дан)          | Избачена (45. дан)          | Избачена (45. дан)          | Избачена (45. дан)          | Избачена (45. дан)          | Избачена (45. дан)          | Избачена (45. дан)          | Избачена (45. дан)          | Избачена (45. дан)          | Избачена (45. дан)          | Избачена (45. дан)          | Избачена (45. дан)          | Избачена (45. дан)          | Избачена (45. дан)          | Избачена (45. дан)          | Избачена (45. дан)          | Избачена (45. дан)          | Избачена (45. дан)          | Избачена (45. дан)          | Избачена (45. дан)          | Избачена (45. дан)          | Избачена (45. дан)          | Избачена (45. дан)          | Избачена (45. дан)          | Избачена (45. дан)          | Избачена (45. дан)          | Избачена (45. дан)          | Избачена (45. дан)          | Избачена (45. дан)          | Избачена (45. дан)          |                             |                             |                             |                             |                             |                             |                             |                             |                             |                             |                             |                             |                             |                             |                     |                     |                     |                     |                     |                     |                     |                     |                     |                     |                     |                     |                     |                     |                     |                     |                     |                     |                     |                     |                     |                     |                     |                     |                     |                     |                     |                     |                     |
| Рамел                              | Анђелина                       | Анђелина                                        | Димитрије М.                       | Снежа                     | Јелена Го.                | Маја Ђ.                    | изашао (40. дан)           | изашао (40. дан)           | изашао (40. дан)           | изашао (40. дан)           | изашао (40. дан)           | изашао (40. дан)           | изашао (40. дан)              | изашао (40. дан)           | изашао (40. дан)           | изашао (40. дан)             | изашао (40. дан)                      | изашао (40. дан)                       | изашао (40. дан)           | изашао (40. дан)                | изашао (40. дан)                           | изашао (40. дан)                 | изашао (40. дан)            | изашао (40. дан)                                 | изашао (40. дан)                | изашао (40. дан)            | изашао (40. дан)               | изашао (40. дан)            | изашао (40. дан)                          | изашао (40. дан)             | изашао (40. дан)             | изашао (40. дан)             | изашао (40. дан)                 | изашао (40. дан)            | изашао (40. дан)                   | изашао (40. дан)                         | изашао (40. дан)            | изашао (40. дан)            | изашао (40. дан)                     | изашао (40. дан)              | изашао (40. дан)            | изашао (40. дан)                | изашао (40. дан)            | изашао (40. дан)            | изашао (40. дан)            | изашао (40. дан)            | изашао (40. дан)                                 | изашао (40. дан)                    | изашао (40. дан)                                                               | изашао (40. дан)                       | изашао (40. дан)                       | изашао (40. дан)                       | изашао (40. дан)                       | изашао (40. дан)                       | изашао (40. дан)                       | изашао (40. дан)                       | изашао (40. дан)                       | изашао (40. дан)                       | изашао (40. дан)                       | изашао (40. дан)            | изашао (40. дан)            | изашао (40. дан)            | изашао (40. дан)            | изашао (40. дан)            | изашао (40. дан)            | изашао (40. дан)            | изашао (40. дан)            | изашао (40. дан)            | изашао (40. дан)            | изашао (40. дан)            | изашао (40. дан)            | изашао (40. дан)            | изашао (40. дан)            | изашао (40. дан)            | изашао (40. дан)            | изашао (40. дан)            | изашао (40. дан)            | изашао (40. дан)            | изашао (40. дан)            | изашао (40. дан)            | изашао (40. дан)            | изашао (40. дан)            | изашао (40. дан)            | изашао (40. дан)            | изашао (40. дан)            | изашао (40. дан)            | изашао (40. дан)            | изашао (40. дан)            | изашао (40. дан)            | изашао (40. дан)            | изашао (40. дан)            | изашао (40. дан)            | изашао (40. дан)            | изашао (40. дан)            | изашао (40. дан)            | изашао (40. дан)            | изашао (40. дан)            | изашао (40. дан)            | изашао (40. дан)            | изашао (40. дан)            | изашао (40. дан)            | изашао (40. дан)            | изашао (40. дан)            | изашао (40. дан)            | изашао (40. дан)            | изашао (40. дан)            |                             |                             |                             |                             |                             |                             |                             |                             |                             |                             |                             |                             |                             |                             |                     |                     |                     |                     |                     |                     |                     |                     |                     |                     |                     |                     |                     |                     |                     |                     |                     |                     |                     |                     |                     |                     |                     |                     |                     |                     |                     |                     |                     |
| Димитрије М.                       | Анђелина                       | Анђелина                                        | Сања                               | Снежа                     | Сања                      | избачен (39. дан)          | избачен (39. дан)          | избачен (39. дан)          | избачен (39. дан)          | избачен (39. дан)          | избачен (39. дан)          | избачен (39. дан)          | избачен (39. дан)             | избачен (39. дан)          | избачен (39. дан)          | избачен (39. дан)            | избачен (39. дан)                     | избачен (39. дан)                      | избачен (39. дан)          | избачен (39. дан)               | избачен (39. дан)                          | избачен (39. дан)                | избачен (39. дан)           | избачен (39. дан)                                | избачен (39. дан)               | избачен (39. дан)           | избачен (39. дан)              | избачен (39. дан)           | избачен (39. дан)                         | избачен (39. дан)            | избачен (39. дан)            | избачен (39. дан)            | избачен (39. дан)                | избачен (39. дан)           | избачен (39. дан)                  | избачен (39. дан)                        | избачен (39. дан)           | избачен (39. дан)           | избачен (39. дан)                    | избачен (39. дан)             | избачен (39. дан)           | избачен (39. дан)               | избачен (39. дан)           | избачен (39. дан)           | избачен (39. дан)           | избачен (39. дан)           | избачен (39. дан)                                | избачен (39. дан)                   | избачен (39. дан)                                                              | избачен (39. дан)                      | избачен (39. дан)                      | избачен (39. дан)                      | избачен (39. дан)                      | избачен (39. дан)                      | избачен (39. дан)                      | избачен (39. дан)                      | избачен (39. дан)                      | избачен (39. дан)                      | избачен (39. дан)                      | избачен (39. дан)           | избачен (39. дан)           | избачен (39. дан)           | избачен (39. дан)           | избачен (39. дан)           | избачен (39. дан)           | избачен (39. дан)           | избачен (39. дан)           | избачен (39. дан)           | избачен (39. дан)           | избачен (39. дан)           | избачен (39. дан)           | избачен (39. дан)           | избачен (39. дан)           | избачен (39. дан)           | избачен (39. дан)           | избачен (39. дан)           | избачен (39. дан)           | избачен (39. дан)           | избачен (39. дан)           | избачен (39. дан)           | избачен (39. дан)           | избачен (39. дан)           | избачен (39. дан)           | избачен (39. дан)           | избачен (39. дан)           | избачен (39. дан)           | избачен (39. дан)           | избачен (39. дан)           | избачен (39. дан)           | избачен (39. дан)           | избачен (39. дан)           | избачен (39. дан)           | избачен (39. дан)           | избачен (39. дан)           | избачен (39. дан)           | избачен (39. дан)           | избачен (39. дан)           | избачен (39. дан)           | избачен (39. дан)           | избачен (39. дан)           | избачен (39. дан)           | избачен (39. дан)           | избачен (39. дан)           | избачен (39. дан)           | избачен (39. дан)           |                             |                             |                             |                             |                             |                             |                             |                             |                             |                             |                             |                             |                             |                             |                             |                     |                     |                     |                     |                     |                     |                     |                     |                     |                     |                     |                     |                     |                     |                     |                     |                     |                     |                     |                     |                     |                     |                     |                     |                     |                     |                     |                     |                     |
| Дина                               | Анђелина                       | Анђелина                                        | Димитрије М.                       | Мили                      | Димитрије М.              | дисквалификована (39. дан) | дисквалификована (39. дан) | дисквалификована (39. дан) | дисквалификована (39. дан) | дисквалификована (39. дан) | дисквалификована (39. дан) | дисквалификована (39. дан) | дисквалификована (39. дан)    | дисквалификована (39. дан) | дисквалификована (39. дан) | дисквалификована (39. дан)   | дисквалификована (39. дан)            | дисквалификована (39. дан)             | дисквалификована (39. дан) | дисквалификована (39. дан)      | дисквалификована (39. дан)                 | дисквалификована (39. дан)       | дисквалификована (39. дан)  | дисквалификована (39. дан)                       | дисквалификована (39. дан)      | дисквалификована (39. дан)  | дисквалификована (39. дан)     | дисквалификована (39. дан)  | дисквалификована (39. дан)                | дисквалификована (39. дан)   | дисквалификована (39. дан)   | дисквалификована (39. дан)   | дисквалификована (39. дан)       | дисквалификована (39. дан)  | дисквалификована (39. дан)         | дисквалификована (39. дан)               | дисквалификована (39. дан)  | дисквалификована (39. дан)  | дисквалификована (39. дан)           | дисквалификована (39. дан)    | дисквалификована (39. дан)  | дисквалификована (39. дан)      | дисквалификована (39. дан)  | дисквалификована (39. дан)  | дисквалификована (39. дан)  | дисквалификована (39. дан)  | дисквалификована (39. дан)                       | дисквалификована (39. дан)          | дисквалификована (39. дан)                                                     | дисквалификована (39. дан)             | дисквалификована (39. дан)             | дисквалификована (39. дан)             | дисквалификована (39. дан)             | дисквалификована (39. дан)             | дисквалификована (39. дан)             | дисквалификована (39. дан)             | дисквалификована (39. дан)             | дисквалификована (39. дан)             | дисквалификована (39. дан)             | дисквалификована (39. дан)  | дисквалификована (39. дан)  | дисквалификована (39. дан)  | дисквалификована (39. дан)  | дисквалификована (39. дан)  | дисквалификована (39. дан)  | дисквалификована (39. дан)  | дисквалификована (39. дан)  | дисквалификована (39. дан)  | дисквалификована (39. дан)  | дисквалификована (39. дан)  | дисквалификована (39. дан)  | дисквалификована (39. дан)  | дисквалификована (39. дан)  | дисквалификована (39. дан)  | дисквалификована (39. дан)  | дисквалификована (39. дан)  | дисквалификована (39. дан)  | дисквалификована (39. дан)  | дисквалификована (39. дан)  | дисквалификована (39. дан)  | дисквалификована (39. дан)  | дисквалификована (39. дан)  | дисквалификована (39. дан)  | дисквалификована (39. дан)  | дисквалификована (39. дан)  | дисквалификована (39. дан)  | дисквалификована (39. дан)  | дисквалификована (39. дан)  | дисквалификована (39. дан)  | дисквалификована (39. дан)  | дисквалификована (39. дан)  | дисквалификована (39. дан)  | дисквалификована (39. дан)  | дисквалификована (39. дан)  | дисквалификована (39. дан)  | дисквалификована (39. дан)  | дисквалификована (39. дан)  | дисквалификована (39. дан)  | дисквалификована (39. дан)  | дисквалификована (39. дан)  | дисквалификована (39. дан)  | дисквалификована (39. дан)  | дисквалификована (39. дан)  | дисквалификована (39. дан)  | дисквалификована (39. дан)  |                             |                             |                             |                             |                             |                             |                             |                             |                             |                             |                             |                             |                             |                             |                             |                     |                     |                     |                     |                     |                     |                     |                     |                     |                     |                     |                     |                     |                     |                     |                     |                     |                     |                     |                     |                     |                     |                     |                     |                     |                     |                     |                     |                     |
| Влада                              | Снежа                          | Снежа                                           | Димитрије М.                       | Маја Ђ.                   | Снежа                     | изашао (34. дан)           | изашао (34. дан)           | изашао (34. дан)           | изашао (34. дан)           | изашао (34. дан)           | изашао (34. дан)           | изашао (34. дан)           | изашао (34. дан)              | изашао (34. дан)           | изашао (34. дан)           | изашао (34. дан)             | изашао (34. дан)                      | изашао (34. дан)                       | изашао (34. дан)           | изашао (34. дан)                | изашао (34. дан)                           | изашао (34. дан)                 | изашао (34. дан)            | изашао (34. дан)                                 | изашао (34. дан)                | изашао (34. дан)            | изашао (34. дан)               | изашао (34. дан)            | изашао (34. дан)                          | изашао (34. дан)             | изашао (34. дан)             | изашао (34. дан)             | изашао (34. дан)                 | изашао (34. дан)            | изашао (34. дан)                   | изашао (34. дан)                         | изашао (34. дан)            | изашао (34. дан)            | изашао (34. дан)                     | изашао (34. дан)              | изашао (34. дан)            | изашао (34. дан)                | изашао (34. дан)            | изашао (34. дан)            | изашао (34. дан)            | изашао (34. дан)            | изашао (34. дан)                                 | изашао (34. дан)                    | изашао (34. дан)                                                               | изашао (34. дан)                       | изашао (34. дан)                       | изашао (34. дан)                       | изашао (34. дан)                       | изашао (34. дан)                       | изашао (34. дан)                       | изашао (34. дан)                       | изашао (34. дан)                       | изашао (34. дан)                       | изашао (34. дан)                       | изашао (34. дан)            | изашао (34. дан)            | изашао (34. дан)            | изашао (34. дан)            | изашао (34. дан)            | изашао (34. дан)            | изашао (34. дан)            | изашао (34. дан)            | изашао (34. дан)            | изашао (34. дан)            | изашао (34. дан)            | изашао (34. дан)            | изашао (34. дан)            | изашао (34. дан)            | изашао (34. дан)            | изашао (34. дан)            | изашао (34. дан)            | изашао (34. дан)            | изашао (34. дан)            | изашао (34. дан)            | изашао (34. дан)            | изашао (34. дан)            | изашао (34. дан)            | изашао (34. дан)            | изашао (34. дан)            | изашао (34. дан)            | изашао (34. дан)            | изашао (34. дан)            | изашао (34. дан)            | изашао (34. дан)            | изашао (34. дан)            | изашао (34. дан)            | изашао (34. дан)            | изашао (34. дан)            | изашао (34. дан)            | изашао (34. дан)            | изашао (34. дан)            | изашао (34. дан)            | изашао (34. дан)            | изашао (34. дан)            | изашао (34. дан)            | изашао (34. дан)            | изашао (34. дан)            | изашао (34. дан)            | изашао (34. дан)            | изашао (34. дан)            |                             |                             |                             |                             |                             |                             |                             |                             |                             |                             |                             |                             |                             |                             |                             |                     |                     |                     |                     |                     |                     |                     |                     |                     |                     |                     |                     |                     |                     |                     |                     |                     |                     |                     |                     |                     |                     |                     |                     |                     |                     |                     |                     |                     |
| Маја С.                            | Димитрије М.                   | Анђелина                                        | Димитрије М.                       | Снежана                   | избачена (33. дан)        | избачена (33. дан)         | избачена (33. дан)         | избачена (33. дан)         | избачена (33. дан)         | избачена (33. дан)         | избачена (33. дан)         | избачена (33. дан)         | избачена (33. дан)            | избачена (33. дан)         | избачена (33. дан)         | избачена (33. дан)           | избачена (33. дан)                    | избачена (33. дан)                     | избачена (33. дан)         | избачена (33. дан)              | избачена (33. дан)                         | избачена (33. дан)               | избачена (33. дан)          | избачена (33. дан)                               | избачена (33. дан)              | избачена (33. дан)          | избачена (33. дан)             | избачена (33. дан)          | избачена (33. дан)                        | избачена (33. дан)           | избачена (33. дан)           | избачена (33. дан)           | избачена (33. дан)               | избачена (33. дан)          | избачена (33. дан)                 | избачена (33. дан)                       | избачена (33. дан)          | избачена (33. дан)          | избачена (33. дан)                   | избачена (33. дан)            | избачена (33. дан)          | избачена (33. дан)              | избачена (33. дан)          | избачена (33. дан)          | избачена (33. дан)          | избачена (33. дан)          | избачена (33. дан)                               | избачена (33. дан)                  | избачена (33. дан)                                                             | избачена (33. дан)                     | избачена (33. дан)                     | избачена (33. дан)                     | избачена (33. дан)                     | избачена (33. дан)                     | избачена (33. дан)                     | избачена (33. дан)                     | избачена (33. дан)                     | избачена (33. дан)                     | избачена (33. дан)                     | избачена (33. дан)          | избачена (33. дан)          | избачена (33. дан)          | избачена (33. дан)          | избачена (33. дан)          | избачена (33. дан)          | избачена (33. дан)          | избачена (33. дан)          | избачена (33. дан)          | избачена (33. дан)          | избачена (33. дан)          | избачена (33. дан)          | избачена (33. дан)          | избачена (33. дан)          | избачена (33. дан)          | избачена (33. дан)          | избачена (33. дан)          | избачена (33. дан)          | избачена (33. дан)          | избачена (33. дан)          | избачена (33. дан)          | избачена (33. дан)          | избачена (33. дан)          | избачена (33. дан)          | избачена (33. дан)          | избачена (33. дан)          | избачена (33. дан)          | избачена (33. дан)          | избачена (33. дан)          | избачена (33. дан)          | избачена (33. дан)          | избачена (33. дан)          | избачена (33. дан)          | избачена (33. дан)          | избачена (33. дан)          | избачена (33. дан)          | избачена (33. дан)          | избачена (33. дан)          | избачена (33. дан)          | избачена (33. дан)          | избачена (33. дан)          | избачена (33. дан)          | избачена (33. дан)          | избачена (33. дан)          | избачена (33. дан)          |                             |                             |                             |                             |                             |                             |                             |                             |                             |                             |                             |                             |                             |                             |                             |                             |                     |                     |                     |                     |                     |                     |                     |                     |                     |                     |                     |                     |                     |                     |                     |                     |                     |                     |                     |                     |                     |                     |                     |                     |                     |                     |                     |                     |                     |
| Стефани                            | Димитрије М.                   | Анђелина                                        | Јелена Го.                         | Снежана                   | изашла (32. дан)          | изашла (32. дан)           | изашла (32. дан)           | изашла (32. дан)           | изашла (32. дан)           | изашла (32. дан)           | изашла (32. дан)           | изашла (32. дан)           | изашла (32. дан)              | изашла (32. дан)           | изашла (32. дан)           | изашла (32. дан)             | изашла (32. дан)                      | изашла (32. дан)                       | изашла (32. дан)           | изашла (32. дан)                | изашла (32. дан)                           | изашла (32. дан)                 | изашла (32. дан)            | изашла (32. дан)                                 | изашла (32. дан)                | изашла (32. дан)            | изашла (32. дан)               | изашла (32. дан)            | изашла (32. дан)                          | изашла (32. дан)             | изашла (32. дан)             | изашла (32. дан)             | изашла (32. дан)                 | изашла (32. дан)            | изашла (32. дан)                   | изашла (32. дан)                         | изашла (32. дан)            | изашла (32. дан)            | изашла (32. дан)                     | изашла (32. дан)              | изашла (32. дан)            | изашла (32. дан)                | изашла (32. дан)            | изашла (32. дан)            | изашла (32. дан)            | изашла (32. дан)            | изашла (32. дан)                                 | изашла (32. дан)                    | изашла (32. дан)                                                               | изашла (32. дан)                       | изашла (32. дан)                       | изашла (32. дан)                       | изашла (32. дан)                       | изашла (32. дан)                       | изашла (32. дан)                       | изашла (32. дан)                       | изашла (32. дан)                       | изашла (32. дан)                       | изашла (32. дан)                       | изашла (32. дан)            | изашла (32. дан)            | изашла (32. дан)            | изашла (32. дан)            | изашла (32. дан)            | изашла (32. дан)            | изашла (32. дан)            | изашла (32. дан)            | изашла (32. дан)            | изашла (32. дан)            | изашла (32. дан)            | изашла (32. дан)            | изашла (32. дан)            | изашла (32. дан)            | изашла (32. дан)            | изашла (32. дан)            | изашла (32. дан)            | изашла (32. дан)            | изашла (32. дан)            | изашла (32. дан)            | изашла (32. дан)            | изашла (32. дан)            | изашла (32. дан)            | изашла (32. дан)            | изашла (32. дан)            | изашла (32. дан)            | изашла (32. дан)            | изашла (32. дан)            | изашла (32. дан)            | изашла (32. дан)            | изашла (32. дан)            | изашла (32. дан)            | изашла (32. дан)            | изашла (32. дан)            | изашла (32. дан)            | изашла (32. дан)            | изашла (32. дан)            | изашла (32. дан)            | изашла (32. дан)            | изашла (32. дан)            | изашла (32. дан)            | изашла (32. дан)            | изашла (32. дан)            | изашла (32. дан)            | изашла (32. дан)            |                             |                             |                             |                             |                             |                             |                             |                             |                             |                             |                             |                             |                             |                             |                             |                             |                     |                     |                     |                     |                     |                     |                     |                     |                     |                     |                     |                     |                     |                     |                     |                     |                     |                     |                     |                     |                     |                     |                     |                     |                     |                     |                     |                     |                     |
| Лепа                               | Димитрије М.                   | Анђелина                                        | Димитрије М.                       | Мили                      | изашла (29. дан)          | изашла (29. дан)           | изашла (29. дан)           | изашла (29. дан)           | изашла (29. дан)           | изашла (29. дан)           | изашла (29. дан)           | изашла (29. дан)           | изашла (29. дан)              | изашла (29. дан)           | изашла (29. дан)           | изашла (29. дан)             | изашла (29. дан)                      | изашла (29. дан)                       | изашла (29. дан)           | изашла (29. дан)                | изашла (29. дан)                           | изашла (29. дан)                 | изашла (29. дан)            | изашла (29. дан)                                 | изашла (29. дан)                | изашла (29. дан)            | изашла (29. дан)               | изашла (29. дан)            | изашла (29. дан)                          | изашла (29. дан)             | изашла (29. дан)             | изашла (29. дан)             | изашла (29. дан)                 | изашла (29. дан)            | изашла (29. дан)                   | изашла (29. дан)                         | изашла (29. дан)            | изашла (29. дан)            | изашла (29. дан)                     | изашла (29. дан)              | изашла (29. дан)            | изашла (29. дан)                | изашла (29. дан)            | изашла (29. дан)            | изашла (29. дан)            | изашла (29. дан)            | изашла (29. дан)                                 | изашла (29. дан)                    | изашла (29. дан)                                                               | изашла (29. дан)                       | изашла (29. дан)                       | изашла (29. дан)                       | изашла (29. дан)                       | изашла (29. дан)                       | изашла (29. дан)                       | изашла (29. дан)                       | изашла (29. дан)                       | изашла (29. дан)                       | изашла (29. дан)                       | изашла (29. дан)            | изашла (29. дан)            | изашла (29. дан)            | изашла (29. дан)            | изашла (29. дан)            | изашла (29. дан)            | изашла (29. дан)            | изашла (29. дан)            | изашла (29. дан)            | изашла (29. дан)            | изашла (29. дан)            | изашла (29. дан)            | изашла (29. дан)            | изашла (29. дан)            | изашла (29. дан)            | изашла (29. дан)            | изашла (29. дан)            | изашла (29. дан)            | изашла (29. дан)            | изашла (29. дан)            | изашла (29. дан)            | изашла (29. дан)            | изашла (29. дан)            | изашла (29. дан)            | изашла (29. дан)            | изашла (29. дан)            | изашла (29. дан)            | изашла (29. дан)            | изашла (29. дан)            | изашла (29. дан)            | изашла (29. дан)            | изашла (29. дан)            | изашла (29. дан)            | изашла (29. дан)            | изашла (29. дан)            | изашла (29. дан)            | изашла (29. дан)            | изашла (29. дан)            | изашла (29. дан)            | изашла (29. дан)            | изашла (29. дан)            | изашла (29. дан)            | изашла (29. дан)            | изашла (29. дан)            | изашла (29. дан)            |                             |                             |                             |                             |                             |                             |                             |                             |                             |                             |                             |                             |                             |                             |                             |                             |                     |                     |                     |                     |                     |                     |                     |                     |                     |                     |                     |                     |                     |                     |                     |                     |                     |                     |                     |                     |                     |                     |                     |                     |                     |                     |                     |                     |                     |
| Димитрије Л.                       | Анђелина                       | Анђелина                                        | Димитрије М.                       | избачен (26. дан)         | избачен (26. дан)         | избачен (26. дан)          | избачен (26. дан)          | избачен (26. дан)          | избачен (26. дан)          | избачен (26. дан)          | избачен (26. дан)          | избачен (26. дан)          | избачен (26. дан)             | избачен (26. дан)          | избачен (26. дан)          | избачен (26. дан)            | избачен (26. дан)                     | избачен (26. дан)                      | избачен (26. дан)          | избачен (26. дан)               | избачен (26. дан)                          | избачен (26. дан)                | избачен (26. дан)           | избачен (26. дан)                                | избачен (26. дан)               | избачен (26. дан)           | избачен (26. дан)              | избачен (26. дан)           | избачен (26. дан)                         | избачен (26. дан)            | избачен (26. дан)            | избачен (26. дан)            | избачен (26. дан)                | избачен (26. дан)           | избачен (26. дан)                  | избачен (26. дан)                        | избачен (26. дан)           | избачен (26. дан)           | избачен (26. дан)                    | избачен (26. дан)             | избачен (26. дан)           | избачен (26. дан)               | избачен (26. дан)           | избачен (26. дан)           | избачен (26. дан)           | избачен (26. дан)           | избачен (26. дан)                                | избачен (26. дан)                   | избачен (26. дан)                                                              | избачен (26. дан)                      | избачен (26. дан)                      | избачен (26. дан)                      | избачен (26. дан)                      | избачен (26. дан)                      | избачен (26. дан)                      | избачен (26. дан)                      | избачен (26. дан)                      | избачен (26. дан)                      | избачен (26. дан)                      | избачен (26. дан)           | избачен (26. дан)           | избачен (26. дан)           | избачен (26. дан)           | избачен (26. дан)           | избачен (26. дан)           | избачен (26. дан)           | избачен (26. дан)           | избачен (26. дан)           | избачен (26. дан)           | избачен (26. дан)           | избачен (26. дан)           | избачен (26. дан)           | избачен (26. дан)           | избачен (26. дан)           | избачен (26. дан)           | избачен (26. дан)           | избачен (26. дан)           | избачен (26. дан)           | избачен (26. дан)           | избачен (26. дан)           | избачен (26. дан)           | избачен (26. дан)           | избачен (26. дан)           | избачен (26. дан)           | избачен (26. дан)           | избачен (26. дан)           | избачен (26. дан)           | избачен (26. дан)           | избачен (26. дан)           | избачен (26. дан)           | избачен (26. дан)           | избачен (26. дан)           | избачен (26. дан)           | избачен (26. дан)           | избачен (26. дан)           | избачен (26. дан)           | избачен (26. дан)           | избачен (26. дан)           | избачен (26. дан)           | избачен (26. дан)           | избачен (26. дан)           | избачен (26. дан)           | избачен (26. дан)           |                             |                             |                             |                             |                             |                             |                             |                             |                             |                             |                             |                             |                             |                             |                             |                             |                             |                     |                     |                     |                     |                     |                     |                     |                     |                     |                     |                     |                     |                     |                     |                     |                     |                     |                     |                     |                     |                     |                     |                     |                     |                     |                     |                     |                     |                     |
| Анђелина                           | Димитрије М.                   | Снежа                                           | изашла (19. дан)                   | изашла (19. дан)          | изашла (19. дан)          | изашла (19. дан)           | изашла (19. дан)           | изашла (19. дан)           | изашла (19. дан)           | изашла (19. дан)           | изашла (19. дан)           | изашла (19. дан)           | изашла (19. дан)              | изашла (19. дан)           | изашла (19. дан)           | изашла (19. дан)             | изашла (19. дан)                      | изашла (19. дан)                       | изашла (19. дан)           | изашла (19. дан)                | изашла (19. дан)                           | изашла (19. дан)                 | изашла (19. дан)            | изашла (19. дан)                                 | изашла (19. дан)                | изашла (19. дан)            | изашла (19. дан)               | изашла (19. дан)            | изашла (19. дан)                          | изашла (19. дан)             | изашла (19. дан)             | изашла (19. дан)             | изашла (19. дан)                 | изашла (19. дан)            | изашла (19. дан)                   | изашла (19. дан)                         | изашла (19. дан)            | изашла (19. дан)            | изашла (19. дан)                     | изашла (19. дан)              | изашла (19. дан)            | изашла (19. дан)                | изашла (19. дан)            | изашла (19. дан)            | изашла (19. дан)            | изашла (19. дан)            | изашла (19. дан)                                 | изашла (19. дан)                    | изашла (19. дан)                                                               | изашла (19. дан)                       | изашла (19. дан)                       | изашла (19. дан)                       | изашла (19. дан)                       | изашла (19. дан)                       | изашла (19. дан)                       | изашла (19. дан)                       | изашла (19. дан)                       | изашла (19. дан)                       | изашла (19. дан)                       | изашла (19. дан)            | изашла (19. дан)            | изашла (19. дан)            | изашла (19. дан)            | изашла (19. дан)            | изашла (19. дан)            | изашла (19. дан)            | изашла (19. дан)            | изашла (19. дан)            | изашла (19. дан)            | изашла (19. дан)            | изашла (19. дан)            | изашла (19. дан)            | изашла (19. дан)            | изашла (19. дан)            | изашла (19. дан)            | изашла (19. дан)            | изашла (19. дан)            | изашла (19. дан)            | изашла (19. дан)            | изашла (19. дан)            | изашла (19. дан)            | изашла (19. дан)            | изашла (19. дан)            | изашла (19. дан)            | изашла (19. дан)            | изашла (19. дан)            | изашла (19. дан)            | изашла (19. дан)            | изашла (19. дан)            | изашла (19. дан)            | изашла (19. дан)            | изашла (19. дан)            | изашла (19. дан)            | изашла (19. дан)            | изашла (19. дан)            | изашла (19. дан)            | изашла (19. дан)            | изашла (19. дан)            | изашла (19. дан)            | изашла (19. дан)            | изашла (19. дан)            | изашла (19. дан)            |                             |                             |                             |                             |                             |                             |                             |                             |                             |                             |                             |                             |                             |                             |                             |                             |                             |                             |                     |                     |                     |                     |                     |                     |                     |                     |                     |                     |                     |                     |                     |                     |                     |                     |                     |                     |                     |                     |                     |                     |                     |                     |                     |                     |                     |                     |                     |
| Кикела                             | Анђелина                       | дисквалификован (12. дан)                       | дисквалификован (12. дан)          | дисквалификован (12. дан) | дисквалификован (12. дан) | дисквалификован (12. дан)  | дисквалификован (12. дан)  | дисквалификован (12. дан)  | дисквалификован (12. дан)  | дисквалификован (12. дан)  | дисквалификован (12. дан)  | дисквалификован (12. дан)  | дисквалификован (12. дан)     | дисквалификован (12. дан)  | дисквалификован (12. дан)  | дисквалификован (12. дан)    | дисквалификован (12. дан)             | дисквалификован (12. дан)              | дисквалификован (12. дан)  | дисквалификован (12. дан)       | дисквалификован (12. дан)                  | дисквалификован (12. дан)        | дисквалификован (12. дан)   | дисквалификован (12. дан)                        | дисквалификован (12. дан)       | дисквалификован (12. дан)   | дисквалификован (12. дан)      | дисквалификован (12. дан)   | дисквалификован (12. дан)                 | дисквалификован (12. дан)    | дисквалификован (12. дан)    | дисквалификован (12. дан)    | дисквалификован (12. дан)        | дисквалификован (12. дан)   | дисквалификован (12. дан)          | дисквалификован (12. дан)                | дисквалификован (12. дан)   | дисквалификован (12. дан)   | дисквалификован (12. дан)            | дисквалификован (12. дан)     | дисквалификован (12. дан)   | дисквалификован (12. дан)       | дисквалификован (12. дан)   | дисквалификован (12. дан)   | дисквалификован (12. дан)   | дисквалификован (12. дан)   | дисквалификован (12. дан)                        | дисквалификован (12. дан)           | дисквалификован (12. дан)                                                      | дисквалификован (12. дан)              | дисквалификован (12. дан)              | дисквалификован (12. дан)              | дисквалификован (12. дан)              | дисквалификован (12. дан)              | дисквалификован (12. дан)              | дисквалификован (12. дан)              | дисквалификован (12. дан)              | дисквалификован (12. дан)              | дисквалификован (12. дан)              | дисквалификован (12. дан)   | дисквалификован (12. дан)   | дисквалификован (12. дан)   | дисквалификован (12. дан)   | дисквалификован (12. дан)   | дисквалификован (12. дан)   | дисквалификован (12. дан)   | дисквалификован (12. дан)   | дисквалификован (12. дан)   | дисквалификован (12. дан)   | дисквалификован (12. дан)   | дисквалификован (12. дан)   | дисквалификован (12. дан)   | дисквалификован (12. дан)   | дисквалификован (12. дан)   | дисквалификован (12. дан)   | дисквалификован (12. дан)   | дисквалификован (12. дан)   | дисквалификован (12. дан)   | дисквалификован (12. дан)   | дисквалификован (12. дан)   | дисквалификован (12. дан)   | дисквалификован (12. дан)   | дисквалификован (12. дан)   | дисквалификован (12. дан)   | дисквалификован (12. дан)   | дисквалификован (12. дан)   | дисквалификован (12. дан)   | дисквалификован (12. дан)   | дисквалификован (12. дан)   | дисквалификован (12. дан)   | дисквалификован (12. дан)   | дисквалификован (12. дан)   | дисквалификован (12. дан)   | дисквалификован (12. дан)   | дисквалификован (12. дан)   | дисквалификован (12. дан)   | дисквалификован (12. дан)   | дисквалификован (12. дан)   | дисквалификован (12. дан)   | дисквалификован (12. дан)   | дисквалификован (12. дан)   |                             |                             |                             |                             |                             |                             |                             |                             |                             |                             |                             |                             |                             |                             |                             |                             |                             |                             |                             |                     |                     |                     |                     |                     |                     |                     |                     |                     |                     |                     |                     |                     |                     |                     |                     |                     |                     |                     |                     |                     |                     |                     |                     |                     |                     |                     |                     |                     |
| Ана                                | Димитрије М.                   | изашла (13. дан)                                | изашла (13. дан)                   | изашла (13. дан)          | изашла (13. дан)          | изашла (13. дан)           | изашла (13. дан)           | изашла (13. дан)           | изашла (13. дан)           | изашла (13. дан)           | изашла (13. дан)           | изашла (13. дан)           | изашла (13. дан)              | изашла (13. дан)           | изашла (13. дан)           | изашла (13. дан)             | изашла (13. дан)                      | изашла (13. дан)                       | изашла (13. дан)           | изашла (13. дан)                | изашла (13. дан)                           | изашла (13. дан)                 | изашла (13. дан)            | изашла (13. дан)                                 | изашла (13. дан)                | изашла (13. дан)            | изашла (13. дан)               | изашла (13. дан)            | изашла (13. дан)                          | изашла (13. дан)             | изашла (13. дан)             | изашла (13. дан)             | изашла (13. дан)                 | изашла (13. дан)            | изашла (13. дан)                   | изашла (13. дан)                         | изашла (13. дан)            | изашла (13. дан)            | изашла (13. дан)                     | изашла (13. дан)              | изашла (13. дан)            | изашла (13. дан)                | изашла (13. дан)            | изашла (13. дан)            | изашла (13. дан)            | изашла (13. дан)            | изашла (13. дан)                                 | изашла (13. дан)                    | изашла (13. дан)                                                               | изашла (13. дан)                       | изашла (13. дан)                       | изашла (13. дан)                       | изашла (13. дан)                       | изашла (13. дан)                       | изашла (13. дан)                       | изашла (13. дан)                       | изашла (13. дан)                       | изашла (13. дан)                       | изашла (13. дан)                       | изашла (13. дан)            | изашла (13. дан)            | изашла (13. дан)            | изашла (13. дан)            | изашла (13. дан)            | изашла (13. дан)            | изашла (13. дан)            | изашла (13. дан)            | изашла (13. дан)            | изашла (13. дан)            | изашла (13. дан)            | изашла (13. дан)            | изашла (13. дан)            | изашла (13. дан)            | изашла (13. дан)            | изашла (13. дан)            | изашла (13. дан)            | изашла (13. дан)            | изашла (13. дан)            | изашла (13. дан)            | изашла (13. дан)            | изашла (13. дан)            | изашла (13. дан)            | изашла (13. дан)            | изашла (13. дан)            | изашла (13. дан)            | изашла (13. дан)            | изашла (13. дан)            | изашла (13. дан)            | изашла (13. дан)            | изашла (13. дан)            | изашла (13. дан)            | изашла (13. дан)            | изашла (13. дан)            | изашла (13. дан)            | изашла (13. дан)            | изашла (13. дан)            | изашла (13. дан)            | изашла (13. дан)            | изашла (13. дан)            | изашла (13. дан)            | изашла (13. дан)            |                             |                             |                             |                             |                             |                             |                             |                             |                             |                             |                             |                             |                             |                             |                             |                             |                             |                             |                             |                     |                     |                     |                     |                     |                     |                     |                     |                     |                     |                     |                     |                     |                     |                     |                     |                     |                     |                     |                     |                     |                     |                     |                     |                     |                     |                     |                     |                     |
| Стефан                             | Димитрије М.                   | избачен (11. дан)                               | избачен (11. дан)                  | избачен (11. дан)         | избачен (11. дан)         | избачен (11. дан)          | избачен (11. дан)          | избачен (11. дан)          | избачен (11. дан)          | избачен (11. дан)          | избачен (11. дан)          | избачен (11. дан)          | избачен (11. дан)             | избачен (11. дан)          | избачен (11. дан)          | избачен (11. дан)            | избачен (11. дан)                     | избачен (11. дан)                      | избачен (11. дан)          | избачен (11. дан)               | избачен (11. дан)                          | избачен (11. дан)                | избачен (11. дан)           | избачен (11. дан)                                | избачен (11. дан)               | избачен (11. дан)           | избачен (11. дан)              | избачен (11. дан)           | избачен (11. дан)                         | избачен (11. дан)            | избачен (11. дан)            | избачен (11. дан)            | избачен (11. дан)                | избачен (11. дан)           | избачен (11. дан)                  | избачен (11. дан)                        | избачен (11. дан)           | избачен (11. дан)           | избачен (11. дан)                    | избачен (11. дан)             | избачен (11. дан)           | избачен (11. дан)               | избачен (11. дан)           | избачен (11. дан)           | избачен (11. дан)           | избачен (11. дан)           | избачен (11. дан)                                | избачен (11. дан)                   | избачен (11. дан)                                                              | избачен (11. дан)                      | избачен (11. дан)                      | избачен (11. дан)                      | избачен (11. дан)                      | избачен (11. дан)                      | избачен (11. дан)                      | избачен (11. дан)                      | избачен (11. дан)                      | избачен (11. дан)                      | избачен (11. дан)                      | избачен (11. дан)           | избачен (11. дан)           | избачен (11. дан)           | избачен (11. дан)           | избачен (11. дан)           | избачен (11. дан)           | избачен (11. дан)           | избачен (11. дан)           | избачен (11. дан)           | избачен (11. дан)           | избачен (11. дан)           | избачен (11. дан)           | избачен (11. дан)           | избачен (11. дан)           | избачен (11. дан)           | избачен (11. дан)           | избачен (11. дан)           | избачен (11. дан)           | избачен (11. дан)           | избачен (11. дан)           | избачен (11. дан)           | избачен (11. дан)           | избачен (11. дан)           | избачен (11. дан)           | избачен (11. дан)           | избачен (11. дан)           | избачен (11. дан)           | избачен (11. дан)           | избачен (11. дан)           | избачен (11. дан)           | избачен (11. дан)           | избачен (11. дан)           | избачен (11. дан)           | избачен (11. дан)           | избачен (11. дан)           | избачен (11. дан)           | избачен (11. дан)           | избачен (11. дан)           | избачен (11. дан)           | избачен (11. дан)           | избачен (11. дан)           | избачен (11. дан)           |                             |                             |                             |                             |                             |                             |                             |                             |                             |                             |                             |                             |                             |                             |                             |                             |                             |                             |                             |                     |                     |                     |                     |                     |                     |                     |                     |                     |                     |                     |                     |                     |                     |                     |                     |                     |                     |                     |                     |                     |                     |                     |                     |                     |                     |                     |                     |                     |
| Ера                                | изашао (3. дан)                | изашао (3. дан)                                 | изашао (3. дан)                    | изашао (3. дан)           | изашао (3. дан)           | изашао (3. дан)            | изашао (3. дан)            | изашао (3. дан)            | изашао (3. дан)            | изашао (3. дан)            | изашао (3. дан)            | изашао (3. дан)            | изашао (3. дан)               | изашао (3. дан)            | изашао (3. дан)            | изашао (3. дан)              | изашао (3. дан)                       | изашао (3. дан)                        | изашао (3. дан)            | изашао (3. дан)                 | изашао (3. дан)                            | изашао (3. дан)                  | изашао (3. дан)             | изашао (3. дан)                                  | изашао (3. дан)                 | изашао (3. дан)             | изашао (3. дан)                | изашао (3. дан)             | изашао (3. дан)                           | изашао (3. дан)              | изашао (3. дан)              | изашао (3. дан)              | изашао (3. дан)                  | изашао (3. дан)             | изашао (3. дан)                    | изашао (3. дан)                          | изашао (3. дан)             | изашао (3. дан)             | изашао (3. дан)                      | изашао (3. дан)               | изашао (3. дан)             | изашао (3. дан)                 | изашао (3. дан)             | изашао (3. дан)             | изашао (3. дан)             | изашао (3. дан)             | изашао (3. дан)                                  | изашао (3. дан)                     | изашао (3. дан)                                                                | изашао (3. дан)                        | изашао (3. дан)                        | изашао (3. дан)                        | изашао (3. дан)                        | изашао (3. дан)                        | изашао (3. дан)                        | изашао (3. дан)                        | изашао (3. дан)                        | изашао (3. дан)                        | изашао (3. дан)                        | изашао (3. дан)             | изашао (3. дан)             | изашао (3. дан)             | изашао (3. дан)             | изашао (3. дан)             | изашао (3. дан)             | изашао (3. дан)             | изашао (3. дан)             | изашао (3. дан)             | изашао (3. дан)             | изашао (3. дан)             | изашао (3. дан)             | изашао (3. дан)             | изашао (3. дан)             | изашао (3. дан)             | изашао (3. дан)             | изашао (3. дан)             | изашао (3. дан)             | изашао (3. дан)             | изашао (3. дан)             | изашао (3. дан)             | изашао (3. дан)             | изашао (3. дан)             | изашао (3. дан)             | изашао (3. дан)             | изашао (3. дан)             | изашао (3. дан)             | изашао (3. дан)             | изашао (3. дан)             | изашао (3. дан)             | изашао (3. дан)             | изашао (3. дан)             | изашао (3. дан)             | изашао (3. дан)             | изашао (3. дан)             | изашао (3. дан)             | изашао (3. дан)             | изашао (3. дан)             | изашао (3. дан)             | изашао (3. дан)             | изашао (3. дан)             |                             |                             |                             |                             |                             |                             |                             |                             |                             |                             |                             |                             |                             |                             |                             |                             |                             |                             |                             |                             |                     |                     |                     |                     |                     |                     |                     |                     |                     |                     |                     |                     |                     |                     |                     |                     |                     |                     |                     |                     |                     |                     |                     |                     |                     |                     |                     |                     |                     |
| Зоран                              | изашао (1. дан)                | изашао (1. дан)                                 | изашао (1. дан)                    | изашао (1. дан)           | изашао (1. дан)           | изашао (1. дан)            | изашао (1. дан)            | изашао (1. дан)            | изашао (1. дан)            | изашао (1. дан)            | изашао (1. дан)            | изашао (1. дан)            | изашао (1. дан)               | изашао (1. дан)            | изашао (1. дан)            | изашао (1. дан)              | изашао (1. дан)                       | изашао (1. дан)                        | изашао (1. дан)            | изашао (1. дан)                 | изашао (1. дан)                            | изашао (1. дан)                  | изашао (1. дан)             | изашао (1. дан)                                  | изашао (1. дан)                 | изашао (1. дан)             | изашао (1. дан)                | изашао (1. дан)             | изашао (1. дан)                           | изашао (1. дан)              | изашао (1. дан)              | изашао (1. дан)              | изашао (1. дан)                  | изашао (1. дан)             | изашао (1. дан)                    | изашао (1. дан)                          | изашао (1. дан)             | изашао (1. дан)             | изашао (1. дан)                      | изашао (1. дан)               | изашао (1. дан)             | изашао (1. дан)                 | изашао (1. дан)             | изашао (1. дан)             | изашао (1. дан)             | изашао (1. дан)             | изашао (1. дан)                                  | изашао (1. дан)                     | изашао (1. дан)                                                                | изашао (1. дан)                        | изашао (1. дан)                        | изашао (1. дан)                        | изашао (1. дан)                        | изашао (1. дан)                        | изашао (1. дан)                        | изашао (1. дан)                        | изашао (1. дан)                        | изашао (1. дан)                        | изашао (1. дан)                        | изашао (1. дан)             | изашао (1. дан)             | изашао (1. дан)             | изашао (1. дан)             | изашао (1. дан)             | изашао (1. дан)             | изашао (1. дан)             | изашао (1. дан)             | изашао (1. дан)             | изашао (1. дан)             | изашао (1. дан)             | изашао (1. дан)             | изашао (1. дан)             | изашао (1. дан)             | изашао (1. дан)             | изашао (1. дан)             | изашао (1. дан)             | изашао (1. дан)             | изашао (1. дан)             | изашао (1. дан)             | изашао (1. дан)             | изашао (1. дан)             | изашао (1. дан)             | изашао (1. дан)             | изашао (1. дан)             | изашао (1. дан)             | изашао (1. дан)             | изашао (1. дан)             | изашао (1. дан)             | изашао (1. дан)             | изашао (1. дан)             | изашао (1. дан)             | изашао (1. дан)             | изашао (1. дан)             | изашао (1. дан)             | изашао (1. дан)             | изашао (1. дан)             | изашао (1. дан)             | изашао (1. дан)             | изашао (1. дан)             | изашао (1. дан)             |                             |                             |                             |                             |                             |                             |                             |                             |                             |                             |                             |                             |                             |                             |                             |                             |                             |                             |                             |                             |                     |                     |                     |                     |                     |                     |                     |                     |                     |                     |                     |                     |                     |                     |                     |                     |                     |                     |                     |                     |                     |                     |                     |                     |                     |                     |                     |                     |                     |
|                                    |                                |                                                 |                                    |                           |                           |                            |                            |                            |                            |                            |                            |                            |                               |                            |                            |                              |                                       |                                        |                            |                                 |                                            |                                  |                             |                                                  |                                 |                             |                                |                             |                                           |                              |                              |                              |                                  |                             |                                    |                                          |                             |                             |                                      |                               |                             |                                 |                             |                             |                             |                             |                                                  |                                     |                                                                                |                                        |                                        |                                        |                                        |                                        |                                        |                                        |                                        |                                        |                                        |                             |                             |                             |                             |                             |                             |                             |                             |                             |                             |                             |                             |                             |                             |                             |                             |                             |                             |                             |                             |                             |                             |                             |                             |                             |                             |                             |                             |                             |                             |                             |                             |                             |                             |                             |                             |                             |                             |                             |                             |                             |                             |                             |                             |                             |                             |                             |                             |                             |                             |                             |                             |                             |                             |                             |                             |                             |                             |                             |                             |                             |                     |                     |                     |                     |                     |                     |                     |                     |                     |                     |                     |                     |                     |                     |                     |                     |                     |                     |                     |                     |                     |                     |                     |                     |                     |                     |                     |                     |                     |
| напомене                           | 1                              | 2                                               | 3                                  | 4                         | 5                         | 6                          | 7                          | 8                          | 9                          | 10                         | 11                         | 12                         | 13                            | 14                         | 15                         | 16                           | 17                                    | 18                                     | 19                         | 20                              | 21                                         | 22                               | 23                          | 24                                               | 25                              | 26                          | 27                             | 28                          | 29                                        | 30                           | 31                           | 32                           | 33                               | 34                          | 35                                 | 36                                       | 37                          | 38                          | 39                                   | 40                            | 41                          | 42                              | 43                          | 44                          | 45                          | 46                          | 47                                               | 48                                  | 49                                                                             | 50                                     | 50                                     | 50                                     | 50                                     | 50                                     | 50                                     | 50                                     | 50                                     | 50                                     | 50                                     |                             |                             |                             |                             |                             |                             |                             |                             |                             |                             |                             |                             |                             |                             |                             |                             |                             |                             |                             |                             |                             |                             |                             |                             |                             |                             |                             |                             |                             |                             |                             |                             |                             |                             |                             |                             |                             |                             |                             |                             |                             |                             |                             |                             |                             |                             |                             |                             |                             |                             |                             |                             |                             |                             |                             |                             |                             |                             |                             |                             |                             |                     |                     |                     |                     |                     |                     |                     |                     |                     |                     |                     |                     |                     |                     |                     |                     |                     |                     |                     |                     |                     |                     |                     |                     |                     |                     |                     |                     |                     |
| изашао/ла                          | Зоран Ера Милојко Милијана Ана | Анђелина                                        | нико                               | Лепа Стефани              | Влада                     | Рамел                      | Жабац                      | нико                       | нико                       | нико                       | нико                       | Дарио                      | нико                          | Слађана Петру. Душан       | нико                       | Јелена Го.                   | нико                                  | Невена                                 | нико                       | нико                            | нико                                       | нико                             | нико                        | нико                                             | Наида                           | Ђина                        | нико                           | Снежана                     | нико                                      | нико                         | нико                         | нико                         | нико                             | Никола                      | нико                               | нико                                     | нико                        | нико                        | нико                                 | нико                          | нико                        | нико                            | нико                        | нико                        | нико                        | нико                        | нико                                             | Атина                               | Јелена Го.                                                                     | Хиња Сара Ш. Драгица Анђела Ненад Србо | Хиња Сара Ш. Драгица Анђела Ненад Србо | Хиња Сара Ш. Драгица Анђела Ненад Србо | Хиња Сара Ш. Драгица Анђела Ненад Србо | Хиња Сара Ш. Драгица Анђела Ненад Србо | Хиња Сара Ш. Драгица Анђела Ненад Србо | Хиња Сара Ш. Драгица Анђела Ненад Србо | Хиња Сара Ш. Драгица Анђела Ненад Србо | Хиња Сара Ш. Драгица Анђела Ненад Србо | Хиња Сара Ш. Драгица Анђела Ненад Србо |                             |                             |                             |                             |                             |                             |                             |                             |                             |                             |                             |                             |                             |                             |                             |                             |                             |                             |                             |                             |                             |                             |                             |                             |                             |                             |                             |                             |                             |                             |                             |                             |                             |                             |                             |                             |                             |                             |                             |                             |                             |                             |                             |                             |                             |                             |                             |                             |                             |                             |                             |                             |                             |                             |                             |                             |                             |                             |                             |                             |                             |                     |                     |                     |                     |                     |                     |                     |                     |                     |                     |                     |                     |                     |                     |                     |                     |                     |                     |                     |                     |                     |                     |                     |                     |                     |                     |                     |                     |                     |
| дисквалификован/а                  | Кикела                         | нико                                            | нико                               | нико                      | Дина                      | нико                       | нико                       | нико                       | нико                       | нико                       | нико                       | нико                       | нико                          | Жабац                      | нико                       | нико                         | нико                                  | нико                                   | нико                       | Слађана Петру. Душан            | нико                                       | нико                             | нико                        | нико                                             | нико                            | нико                        | нико                           | нико                        | нико                                      | нико                         | нико                         | нико                         | нико                             | нико                        | нико                               | нико                                     | нико                        | нико                        | нико                                 | нико                          | нико                        | нико                            | нико                        | нико                        | нико                        | нико                        | нико                                             | нико                                | нико                                                                           | нико                                   | нико                                   | нико                                   | нико                                   | нико                                   | нико                                   | нико                                   | нико                                   | нико                                   | нико                                   |                             |                             |                             |                             |                             |                             |                             |                             |                             |                             |                             |                             |                             |                             |                             |                             |                             |                             |                             |                             |                             |                             |                             |                             |                             |                             |                             |                             |                             |                             |                             |                             |                             |                             |                             |                             |                             |                             |                             |                             |                             |                             |                             |                             |                             |                             |                             |                             |                             |                             |                             |                             |                             |                             |                             |                             |                             |                             |                             |                             |                             |                     |                     |                     |                     |                     |                     |                     |                     |                     |                     |                     |                     |                     |                     |                     |                     |                     |                     |                     |                     |                     |                     |                     |                     |                     |                     |                     |                     |                     |
| 1. номинација (од учесника)        | Анђелина Димитрије М.          | Анђелина                                        | Димитрије М.                       | Снежана                   | Јелена Го.                | Маја Ђ.                    | Алберто                    | Дарио                      | Маја Ђ.                    | Кристина                   | Леонтина                   | Леонтина                   | Ивана М.                      | Нинџа                      | Алберто                    | Сања                         | Орнела                                | Алберто                                | Тања                       | Тања                            | Снежа                                      | Ивана                            | Кики                        | Зорана                                           | Наташа                          | Алберто                     | Мастор                         | Мастор                      | Алберто                                   | Алберто                      | Палчица                      | Милојко                      | Жељко                            | Мили                        | Мили                               | Сања                                     | Снежа                       | /                           | Снежана                              | Теодора                       | /                           | Маја Ђ.                         | Маја Ђ. Мили                | Маја Ђ.                     | Атина                       | Снежа                       | Јелена Го.                                       | Снежа                               | нико                                                                           | нико                                   | нико                                   | нико                                   | нико                                   | нико                                   | нико                                   | нико                                   | нико                                   | нико                                   |                                        |                             |                             |                             |                             |                             |                             |                             |                             |                             |                             |                             |                             |                             |                             |                             |                             |                             |                             |                             |                             |                             |                             |                             |                             |                             |                             |                             |                             |                             |                             |                             |                             |                             |                             |                             |                             |                             |                             |                             |                             |                             |                             |                             |                             |                             |                             |                             |                             |                             |                             |                             |                             |                             |                             |                             |                             |                             |                             |                             |                             |                             |                     |                     |                     |                     |                     |                     |                     |                     |                     |                     |                     |                     |                     |                     |                     |                     |                     |                     |                     |                     |                     |                     |                     |                     |                     |                     |                     |                     |                     |
| 2. номинација (од гласова публике) | Снежа                          | Влада                                           | Влада                              | Влада                     | Кики                      | Мили                       | Мастор                     | Мили                       | Мирјана                    | Жабац                      | Дарио                      | Драгана                    | Милијана                      | Драгана                    | Драгана                    | Драгана                      | Иван                                  | Павао                                  | Павао                      | Душан                           | Мили                                       | Теодора                          | Мили                        | Мили                                             | Иван                            | Иван                        | Сања                           | Иван                        | Иван                                      | Жељко                        | Иван                         | Мили                         | Алберто                          | Иван                        | Снежа                              | Снежа                                    | Павао                       | /                           | Анастасија                           | Жељко                         | /                           | Ивана                           | Иван                        | Павао                       | Дарко Р.                    | Александра                  | Сања                                             | Мастор                              | нико                                                                           | нико                                   | нико                                   | нико                                   | нико                                   | нико                                   | нико                                   | нико                                   | нико                                   | нико                                   |                                        |                             |                             |                             |                             |                             |                             |                             |                             |                             |                             |                             |                             |                             |                             |                             |                             |                             |                             |                             |                             |                             |                             |                             |                             |                             |                             |                             |                             |                             |                             |                             |                             |                             |                             |                             |                             |                             |                             |                             |                             |                             |                             |                             |                             |                             |                             |                             |                             |                             |                             |                             |                             |                             |                             |                             |                             |                             |                             |                             |                             |                             |                     |                     |                     |                     |                     |                     |                     |                     |                     |                     |                     |                     |                     |                     |                     |                     |                     |                     |                     |                     |                     |                     |                     |                     |                     |                     |                     |                     |                     |
| 3. номнација (од продукције)       | Маја Ђ. Стефани                | Дина Димитрије М. Кики Зорана                   | /                                  | /                         | /                         | /                          | /                          | /                          | /                          | /                          | /                          | /                          | /                             | /                          | /                          | /                            | /                                     | /                                      | /                          | /                               | /                                          | /                                | /                           | /                                                | /                               | /                           | /                              | /                           | /                                         | /                            | /                            | /                            | /                                | /                           | /                                  | /                                        | /                           | /                           | /                                    | /                             | /                           | /                               | /                           | /                           | /                           | /                           | /                                                | /                                   | нико                                                                           | нико                                   | нико                                   | нико                                   | нико                                   | нико                                   | нико                                   | нико                                   | нико                                   | нико                                   |                                        |                             |                             |                             |                             |                             |                             |                             |                             |                             |                             |                             |                             |                             |                             |                             |                             |                             |                             |                             |                             |                             |                             |                             |                             |                             |                             |                             |                             |                             |                             |                             |                             |                             |                             |                             |                             |                             |                             |                             |                             |                             |                             |                             |                             |                             |                             |                             |                             |                             |                             |                             |                             |                             |                             |                             |                             |                             |                             |                             |                             |                             |                     |                     |                     |                     |                     |                     |                     |                     |                     |                     |                     |                     |                     |                     |                     |                     |                     |                     |                     |                     |                     |                     |                     |                     |                     |                     |                     |                     |                     |
| 4. номинација (од Мерлина)         | Ана Стефан Слађана Петро. Сања | /                                               | Сања Димитрије Л. Јелена Го. Павао | Маја С. Жабац             | Димитрије М. Мили Рамел   | Павао Емина Александра     | Милијана Јелена Гр. Иван   | Урош Крофница              | Невена Жабац Јелена И.     | Плоћа Ђина Милојко         | Лука Палчица Милијана      | Урош Душан Ђоле            | Алберто Палчица Павао Мирјана | Иваниа Снежа Наида         | Татјана Мастор Наида Мили  | Естер Теодора Јелена И. Иван | Слађана Петро. Кристина Милијана Кики | Барби Дарко Р. Анастасија Ивана Мастор | Мили Иван Кики             | Орнела Иваниа Јелена И. Милојко | Слађана Петро. Марина Сања Александра Ђоле | Мастор Мили Палчица Алберто Тања | Ђоле Татјана Павао Сања     | Слађана Петро. Урош Наташа Тања Наида Александра | Радмила Ангела Алберто Дарко Р. | Милојко Милијана Ивана Ђоле | Палчица Мили Зоран Жељко Павао | Зоран Зорана Сара Јелена И. | Жељко Јелена И.                           | Дарко В. Кики Наташа Мастор  | Ангела Павао Сања Никола     | Слађана Петро. Нада Теодора  | Зоран Наташа Александра Дарко Р. | Нада Изабела Драгана        | Милијана Сања Барби Слађана Петро. | Мастор Јелена И. Изабела Атина           | Иваниа Ивана Наташа         | /                           | Изабела Дарко Р. Кристина М. Маја Ђ. | Милијана Милојко Палчица      | /                           | Сања Атина Драгана Алберто Урош | Барби Снежана Павао         | Зоран Жељко Јелена И.       | Иван Слађана Петро. Павао   | Сања Мастор Милојко Драгана | Кристина М. Маја Ђ. Урош Зорана Дарко В. Изабела | Слађана Петро. Дарко Р. Кристина М. | нико                                                                           | нико                                   | нико                                   | нико                                   | нико                                   | нико                                   | нико                                   | нико                                   | нико                                   | нико                                   |                                        |                             |                             |                             |                             |                             |                             |                             |                             |                             |                             |                             |                             |                             |                             |                             |                             |                             |                             |                             |                             |                             |                             |                             |                             |                             |                             |                             |                             |                             |                             |                             |                             |                             |                             |                             |                             |                             |                             |                             |                             |                             |                             |                             |                             |                             |                             |                             |                             |                             |                             |                             |                             |                             |                             |                             |                             |                             |                             |                             |                             |                             |                     |                     |                     |                     |                     |                     |                     |                     |                     |                     |                     |                     |                     |                     |                     |                     |                     |                     |                     |                     |                     |                     |                     |                     |                     |                     |                     |                     |                     |
| избачен/а                          | Стефан 8,2% гласова            | Димитрије М. (остао због рејтинга) 3,7% гласова | Димитрије Л. 0,3% гласова          | Маја С. 12,9% гласова     | Димитрије М. 5,2% гласова | Емина 3,6% гласова         | Јелена Гр. 6,2% гласова    | Крофница 8% гласова        | Маја Ђ. 3,6% гласова       | Плоћа 5,8% гласова         | Лука 5,6% гласова          | Леонтина 13,7% гласова     | Мирјана 7,4% гласова          | Нинџа 1% гласова           | Наида (лажно) 2,1% гласова | Естер 1% гласова             | Кристина Р. 3,6% гласова              | Анастасија 0,3% гласова                | Тања (лажно) 9% гласова    | Орнела 0,6% гласова             | Марина 4,2% гласова                        | Теодора 5,9% гласова             | Татјана 4,4% гласова        | Тања 1,1% гласова                                | Радмила 0,4% гласова            | Ђоле 6,1% гласова           | Зоран (лажно) 4,7% гласова     | Сара М. 1% гласова          | Жељко (остао због рејтинга) 15,7% гласова | Кики 0.3% гласова            | Ангела 0,2% гласова          | Теодора 8% гласова           | Дарко Р. 1,9% гласова            | Нада 0,4% гласова           | Барби 3,8% гласова                 | Сања (остала због рејтинга) 1,6% гласова | Ивана 1,6% гласова          | нико                        | Анастасија 7,8% гласова              | Милијана (лажно) 7,5% гласова | нико                        | Ивана 9,1% гласова              | Барби 1,8% гласова          | Зоран 6,1% гласова          | Павао (лажно) 5,7% гласова  | Драгана 3,5% гласова        | Сања 0,3% гласова Маја Ђ. 0,0% гласова           | Слађана Петро. 3,6% гласова         | Дарко Р. ?% гласова Кристина М. ?% гласова Милојко ?% гласова Жељко ?% гласова |                                        |                                        |                                        |                                        |                                        |                                        |                                        |                                        |                                        |                                        |                             |                             |                             |                             |                             |                             |                             |                             |                             |                             |                             |                             |                             |                             |                             |                             |                             |                             |                             |                             |                             |                             |                             |                             |                             |                             |                             |                             |                             |                             |                             |                             |                             |                             |                             |                             |                             |                             |                             |                             |                             |                             |                             |                             |                             |                             |                             |                             |                             |                             |                             |                             |                             |                             |                             |                             |                             |                             |                             |                             |                             |                     |                     |                     |                     |                     |                     |                     |                     |                     |                     |                     |                     |                     |                     |                     |                     |                     |                     |                     |                     |                     |                     |                     |                     |                     |                     |                     |                     |                     |
| избачен/а                          | Стефан 8,2% гласова            | Димитрије М. (остао због рејтинга) 3,7% гласова | Димитрије Л. 0,3% гласова          | Маја С. 12,9% гласова     | Димитрије М. 5,2% гласова | Емина 3,6% гласова         | Јелена Гр. 6,2% гласова    | Крофница 8% гласова        | Маја Ђ. 3,6% гласова       | Плоћа 5,8% гласова         | Лука 5,6% гласова          | Леонтина 13,7% гласова     | Мирјана 7,4% гласова          | Нинџа 1% гласова           | Наида (лажно) 2,1% гласова | Естер 1% гласова             | Кристина Р. 3,6% гласова              | Анастасија 0,3% гласова                | Тања (лажно) 9% гласова    | Орнела 0,6% гласова             | Марина 4,2% гласова                        | Теодора 5,9% гласова             | Татјана 4,4% гласова        | Тања 1,1% гласова                                | Радмила 0,4% гласова            | Ђоле 6,1% гласова           | Зоран (лажно) 4,7% гласова     | Сара М. 1% гласова          | Жељко (остао због рејтинга) 15,7% гласова | Кики 0.3% гласова            | Ангела 0,2% гласова          | Теодора 8% гласова           | Дарко Р. 1,9% гласова            | Нада 0,4% гласова           | Барби 3,8% гласова                 | Сања (остала због рејтинга) 1,6% гласова | Ивана 1,6% гласова          | нико                        | Анастасија 7,8% гласова              | Милијана (лажно) 7,5% гласова | нико                        | Ивана 9,1% гласова              | Барби 1,8% гласова          | Зоран 6,1% гласова          | Павао (лажно) 5,7% гласова  | Драгана 3,5% гласова        | Сања 0,3% гласова Маја Ђ. 0,0% гласова           | Слађана Петро. 3,6% гласова         | Дарко Р. ?% гласова Кристина М. ?% гласова Милојко ?% гласова Жељко ?% гласова | Александра ?% гласова                  | Теодора ?% гласова                     |                                        |                                        |                                        |                                        |                                        |                                        |                                        |                                        |                             |                             |                             |                             |                             |                             |                             |                             |                             |                             |                             |                             |                             |                             |                             |                             |                             |                             |                             |                             |                             |                             |                             |                             |                             |                             |                             |                             |                             |                             |                             |                             |                             |                             |                             |                             |                             |                             |                             |                             |                             |                             |                             |                             |                             |                             |                             |                             |                             |                             |                             |                             |                             |                             |                             |                             |                             |                             |                             |                             |                             |                     |                     |                     |                     |                     |                     |                     |                     |                     |                     |                     |                     |                     |                     |                     |                     |                     |                     |                     |                     |                     |                     |                     |                     |                     |                     |                     |                     |                     |
| избачен/а                          | Стефан 8,2% гласова            | Димитрије М. (остао због рејтинга) 3,7% гласова | Димитрије Л. 0,3% гласова          | Маја С. 12,9% гласова     | Димитрије М. 5,2% гласова | Емина 3,6% гласова         | Јелена Гр. 6,2% гласова    | Крофница 8% гласова        | Маја Ђ. 3,6% гласова       | Плоћа 5,8% гласова         | Лука 5,6% гласова          | Леонтина 13,7% гласова     | Мирјана 7,4% гласова          | Нинџа 1% гласова           | Наида (лажно) 2,1% гласова | Естер 1% гласова             | Кристина Р. 3,6% гласова              | Анастасија 0,3% гласова                | Тања (лажно) 9% гласова    | Орнела 0,6% гласова             | Марина 4,2% гласова                        | Теодора 5,9% гласова             | Татјана 4,4% гласова        | Тања 1,1% гласова                                | Радмила 0,4% гласова            | Ђоле 6,1% гласова           | Зоран (лажно) 4,7% гласова     | Сара М. 1% гласова          | Жељко (остао због рејтинга) 15,7% гласова | Кики 0.3% гласова            | Ангела 0,2% гласова          | Теодора 8% гласова           | Дарко Р. 1,9% гласова            | Нада 0,4% гласова           | Барби 3,8% гласова                 | Сања (остала због рејтинга) 1,6% гласова | Ивана 1,6% гласова          | нико                        | Анастасија 7,8% гласова              | Милијана (лажно) 7,5% гласова | нико                        | Ивана 9,1% гласова              | Барби 1,8% гласова          | Зоран 6,1% гласова          | Павао (лажно) 5,7% гласова  | Драгана 3,5% гласова        | Сања 0,3% гласова Маја Ђ. 0,0% гласова           | Слађана Петро. 3,6% гласова         | Дарко Р. ?% гласова Кристина М. ?% гласова Милојко ?% гласова Жељко ?% гласова | Урош ?% гласова                        | Дарко В. ?% гласова                    |                                        |                                        |                                        |                                        |                                        |                                        |                                        |                                        |                             |                             |                             |                             |                             |                             |                             |                             |                             |                             |                             |                             |                             |                             |                             |                             |                             |                             |                             |                             |                             |                             |                             |                             |                             |                             |                             |                             |                             |                             |                             |                             |                             |                             |                             |                             |                             |                             |                             |                             |                             |                             |                             |                             |                             |                             |                             |                             |                             |                             |                             |                             |                             |                             |                             |                             |                             |                             |                             |                             |                             |                     |                     |                     |                     |                     |                     |                     |                     |                     |                     |                     |                     |                     |                     |                     |                     |                     |                     |                     |                     |                     |                     |                     |                     |                     |                     |                     |                     |                     |
| избачен/а                          | Стефан 8,2% гласова            | Димитрије М. (остао због рејтинга) 3,7% гласова | Димитрије Л. 0,3% гласова          | Маја С. 12,9% гласова     | Димитрије М. 5,2% гласова | Емина 3,6% гласова         | Јелена Гр. 6,2% гласова    | Крофница 8% гласова        | Маја Ђ. 3,6% гласова       | Плоћа 5,8% гласова         | Лука 5,6% гласова          | Леонтина 13,7% гласова     | Мирјана 7,4% гласова          | Нинџа 1% гласова           | Наида (лажно) 2,1% гласова | Естер 1% гласова             | Кристина Р. 3,6% гласова              | Анастасија 0,3% гласова                | Тања (лажно) 9% гласова    | Орнела 0,6% гласова             | Марина 4,2% гласова                        | Теодора 5,9% гласова             | Татјана 4,4% гласова        | Тања 1,1% гласова                                | Радмила 0,4% гласова            | Ђоле 6,1% гласова           | Зоран (лажно) 4,7% гласова     | Сара М. 1% гласова          | Жељко (остао због рејтинга) 15,7% гласова | Кики 0.3% гласова            | Ангела 0,2% гласова          | Теодора 8% гласова           | Дарко Р. 1,9% гласова            | Нада 0,4% гласова           | Барби 3,8% гласова                 | Сања (остала због рејтинга) 1,6% гласова | Ивана 1,6% гласова          | нико                        | Анастасија 7,8% гласова              | Милијана (лажно) 7,5% гласова | нико                        | Ивана 9,1% гласова              | Барби 1,8% гласова          | Зоран 6,1% гласова          | Павао (лажно) 5,7% гласова  | Драгана 3,5% гласова        | Сања 0,3% гласова Маја Ђ. 0,0% гласова           | Слађана Петро. 3,6% гласова         | Дарко Р. ?% гласова Кристина М. ?% гласова Милојко ?% гласова Жељко ?% гласова | Милијана ?% гласова                    | Алберто ?% гласова                     |                                        |                                        |                                        |                                        |                                        |                                        |                                        |                                        |                             |                             |                             |                             |                             |                             |                             |                             |                             |                             |                             |                             |                             |                             |                             |                             |                             |                             |                             |                             |                             |                             |                             |                             |                             |                             |                             |                             |                             |                             |                             |                             |                             |                             |                             |                             |                             |                             |                             |                             |                             |                             |                             |                             |                             |                             |                             |                             |                             |                             |                             |                             |                             |                             |                             |                             |                             |                             |                             |                             |                             |                     |                     |                     |                     |                     |                     |                     |                     |                     |                     |                     |                     |                     |                     |                     |                     |                     |                     |                     |                     |                     |                     |                     |                     |                     |                     |                     |                     |                     |
| избачен/а                          | Стефан 8,2% гласова            | Димитрије М. (остао због рејтинга) 3,7% гласова | Димитрије Л. 0,3% гласова          | Маја С. 12,9% гласова     | Димитрије М. 5,2% гласова | Емина 3,6% гласова         | Јелена Гр. 6,2% гласова    | Крофница 8% гласова        | Маја Ђ. 3,6% гласова       | Плоћа 5,8% гласова         | Лука 5,6% гласова          | Леонтина 13,7% гласова     | Мирјана 7,4% гласова          | Нинџа 1% гласова           | Наида (лажно) 2,1% гласова | Естер 1% гласова             | Кристина Р. 3,6% гласова              | Анастасија 0,3% гласова                | Тања (лажно) 9% гласова    | Орнела 0,6% гласова             | Марина 4,2% гласова                        | Теодора 5,9% гласова             | Татјана 4,4% гласова        | Тања 1,1% гласова                                | Радмила 0,4% гласова            | Ђоле 6,1% гласова           | Зоран (лажно) 4,7% гласова     | Сара М. 1% гласова          | Жељко (остао због рејтинга) 15,7% гласова | Кики 0.3% гласова            | Ангела 0,2% гласова          | Теодора 8% гласова           | Дарко Р. 1,9% гласова            | Нада 0,4% гласова           | Барби 3,8% гласова                 | Сања (остала због рејтинга) 1,6% гласова | Ивана 1,6% гласова          | нико                        | Анастасија 7,8% гласова              | Милијана (лажно) 7,5% гласова | нико                        | Ивана 9,1% гласова              | Барби 1,8% гласова          | Зоран 6,1% гласова          | Павао (лажно) 5,7% гласова  | Драгана 3,5% гласова        | Сања 0,3% гласова Маја Ђ. 0,0% гласова           | Слађана Петро. 3,6% гласова         | Дарко Р. ?% гласова Кристина М. ?% гласова Милојко ?% гласова Жељко ?% гласова | Мастор ?% гласова                      | Изабела ?% гласова                     |                                        |                                        |                                        |                                        |                                        |                                        |                                        |                                        |                             |                             |                             |                             |                             |                             |                             |                             |                             |                             |                             |                             |                             |                             |                             |                             |                             |                             |                             |                             |                             |                             |                             |                             |                             |                             |                             |                             |                             |                             |                             |                             |                             |                             |                             |                             |                             |                             |                             |                             |                             |                             |                             |                             |                             |                             |                             |                             |                             |                             |                             |                             |                             |                             |                             |                             |                             |                             |                             |                             |                             |                     |                     |                     |                     |                     |                     |                     |                     |                     |                     |                     |                     |                     |                     |                     |                     |                     |                     |                     |                     |                     |                     |                     |                     |                     |                     |                     |                     |                     |
| избачен/а                          | Стефан 8,2% гласова            | Димитрије М. (остао због рејтинга) 3,7% гласова | Димитрије Л. 0,3% гласова          | Маја С. 12,9% гласова     | Димитрије М. 5,2% гласова | Емина 3,6% гласова         | Јелена Гр. 6,2% гласова    | Крофница 8% гласова        | Маја Ђ. 3,6% гласова       | Плоћа 5,8% гласова         | Лука 5,6% гласова          | Леонтина 13,7% гласова     | Мирјана 7,4% гласова          | Нинџа 1% гласова           | Наида (лажно) 2,1% гласова | Естер 1% гласова             | Кристина Р. 3,6% гласова              | Анастасија 0,3% гласова                | Тања (лажно) 9% гласова    | Орнела 0,6% гласова             | Марина 4,2% гласова                        | Теодора 5,9% гласова             | Татјана 4,4% гласова        | Тања 1,1% гласова                                | Радмила 0,4% гласова            | Ђоле 6,1% гласова           | Зоран (лажно) 4,7% гласова     | Сара М. 1% гласова          | Жељко (остао због рејтинга) 15,7% гласова | Кики 0.3% гласова            | Ангела 0,2% гласова          | Теодора 8% гласова           | Дарко Р. 1,9% гласова            | Нада 0,4% гласова           | Барби 3,8% гласова                 | Сања (остала због рејтинга) 1,6% гласова | Ивана 1,6% гласова          | нико                        | Анастасија 7,8% гласова              | Милијана (лажно) 7,5% гласова | нико                        | Ивана 9,1% гласова              | Барби 1,8% гласова          | Зоран 6,1% гласова          | Павао (лажно) 5,7% гласова  | Драгана 3,5% гласова        | Сања 0,3% гласова Маја Ђ. 0,0% гласова           | Слађана Петро. 3,6% гласова         | Дарко Р. ?% гласова Кристина М. ?% гласова Милојко ?% гласова Жељко ?% гласова | Палчица ?% гласова                     | Зорана ?% гласова                      |                                        |                                        |                                        |                                        |                                        |                                        |                                        |                                        |                             |                             |                             |                             |                             |                             |                             |                             |                             |                             |                             |                             |                             |                             |                             |                             |                             |                             |                             |                             |                             |                             |                             |                             |                             |                             |                             |                             |                             |                             |                             |                             |                             |                             |                             |                             |                             |                             |                             |                             |                             |                             |                             |                             |                             |                             |                             |                             |                             |                             |                             |                             |                             |                             |                             |                             |                             |                             |                             |                             |                             |                     |                     |                     |                     |                     |                     |                     |                     |                     |                     |                     |                     |                     |                     |                     |                     |                     |                     |                     |                     |                     |                     |                     |                     |                     |                     |                     |                     |                     |
| избачен/а                          | Стефан 8,2% гласова            | Димитрије М. (остао због рејтинга) 3,7% гласова | Димитрије Л. 0,3% гласова          | Маја С. 12,9% гласова     | Димитрије М. 5,2% гласова | Емина 3,6% гласова         | Јелена Гр. 6,2% гласова    | Крофница 8% гласова        | Маја Ђ. 3,6% гласова       | Плоћа 5,8% гласова         | Лука 5,6% гласова          | Леонтина 13,7% гласова     | Мирјана 7,4% гласова          | Нинџа 1% гласова           | Наида (лажно) 2,1% гласова | Естер 1% гласова             | Кристина Р. 3,6% гласова              | Анастасија 0,3% гласова                | Тања (лажно) 9% гласова    | Орнела 0,6% гласова             | Марина 4,2% гласова                        | Теодора 5,9% гласова             | Татјана 4,4% гласова        | Тања 1,1% гласова                                | Радмила 0,4% гласова            | Ђоле 6,1% гласова           | Зоран (лажно) 4,7% гласова     | Сара М. 1% гласова          | Жељко (остао због рејтинга) 15,7% гласова | Кики 0.3% гласова            | Ангела 0,2% гласова          | Теодора 8% гласова           | Дарко Р. 1,9% гласова            | Нада 0,4% гласова           | Барби 3,8% гласова                 | Сања (остала због рејтинга) 1,6% гласова | Ивана 1,6% гласова          | нико                        | Анастасија 7,8% гласова              | Милијана (лажно) 7,5% гласова | нико                        | Ивана 9,1% гласова              | Барби 1,8% гласова          | Зоран 6,1% гласова          | Павао (лажно) 5,7% гласова  | Драгана 3,5% гласова        | Сања 0,3% гласова Маја Ђ. 0,0% гласова           | Слађана Петро. 3,6% гласова         | Дарко Р. ?% гласова Кристина М. ?% гласова Милојко ?% гласова Жељко ?% гласова | Јелена И. ?% гласова                   | Снежа ?% гласова                       |                                        |                                        |                                        |                                        |                                        |                                        |                                        |                                        |                             |                             |                             |                             |                             |                             |                             |                             |                             |                             |                             |                             |                             |                             |                             |                             |                             |                             |                             |                             |                             |                             |                             |                             |                             |                             |                             |                             |                             |                             |                             |                             |                             |                             |                             |                             |                             |                             |                             |                             |                             |                             |                             |                             |                             |                             |                             |                             |                             |                             |                             |                             |                             |                             |                             |                             |                             |                             |                             |                             |                             |                     |                     |                     |                     |                     |                     |                     |                     |                     |                     |                     |                     |                     |                     |                     |                     |                     |                     |                     |                     |                     |                     |                     |                     |                     |                     |                     |                     |                     |
| избачен/а                          | Стефан 8,2% гласова            | Димитрије М. (остао због рејтинга) 3,7% гласова | Димитрије Л. 0,3% гласова          | Маја С. 12,9% гласова     | Димитрије М. 5,2% гласова | Емина 3,6% гласова         | Јелена Гр. 6,2% гласова    | Крофница 8% гласова        | Маја Ђ. 3,6% гласова       | Плоћа 5,8% гласова         | Лука 5,6% гласова          | Леонтина 13,7% гласова     | Мирјана 7,4% гласова          | Нинџа 1% гласова           | Наида (лажно) 2,1% гласова | Естер 1% гласова             | Кристина Р. 3,6% гласова              | Анастасија 0,3% гласова                | Тања (лажно) 9% гласова    | Орнела 0,6% гласова             | Марина 4,2% гласова                        | Теодора 5,9% гласова             | Татјана 4,4% гласова        | Тања 1,1% гласова                                | Радмила 0,4% гласова            | Ђоле 6,1% гласова           | Зоран (лажно) 4,7% гласова     | Сара М. 1% гласова          | Жељко (остао због рејтинга) 15,7% гласова | Кики 0.3% гласова            | Ангела 0,2% гласова          | Теодора 8% гласова           | Дарко Р. 1,9% гласова            | Нада 0,4% гласова           | Барби 3,8% гласова                 | Сања (остала због рејтинга) 1,6% гласова | Ивана 1,6% гласова          | нико                        | Анастасија 7,8% гласова              | Милијана (лажно) 7,5% гласова | нико                        | Ивана 9,1% гласова              | Барби 1,8% гласова          | Зоран 6,1% гласова          | Павао (лажно) 5,7% гласова  | Драгана 3,5% гласова        | Сања 0,3% гласова Маја Ђ. 0,0% гласова           | Слађана Петро. 3,6% гласова         | Дарко Р. ?% гласова Кристина М. ?% гласова Милојко ?% гласова Жељко ?% гласова | Мили ?% гласова                        | Павао ?% гласова                       |                                        |                                        |                                        |                                        |                                        |                                        |                                        |                                        |                             |                             |                             |                             |                             |                             |                             |                             |                             |                             |                             |                             |                             |                             |                             |                             |                             |                             |                             |                             |                             |                             |                             |                             |                             |                             |                             |                             |                             |                             |                             |                             |                             |                             |                             |                             |                             |                             |                             |                             |                             |                             |                             |                             |                             |                             |                             |                             |                             |                             |                             |                             |                             |                             |                             |                             |                             |                             |                             |                             |                             |                     |                     |                     |                     |                     |                     |                     |                     |                     |                     |                     |                     |                     |                     |                     |                     |                     |                     |                     |                     |                     |                     |                     |                     |                     |                     |                     |                     |                     |
| избачен/а                          | Стефан 8,2% гласова            | Димитрије М. (остао због рејтинга) 3,7% гласова | Димитрије Л. 0,3% гласова          | Маја С. 12,9% гласова     | Димитрије М. 5,2% гласова | Емина 3,6% гласова         | Јелена Гр. 6,2% гласова    | Крофница 8% гласова        | Маја Ђ. 3,6% гласова       | Плоћа 5,8% гласова         | Лука 5,6% гласова          | Леонтина 13,7% гласова     | Мирјана 7,4% гласова          | Нинџа 1% гласова           | Наида (лажно) 2,1% гласова | Естер 1% гласова             | Кристина Р. 3,6% гласова              | Анастасија 0,3% гласова                | Тања (лажно) 9% гласова    | Орнела 0,6% гласова             | Марина 4,2% гласова                        | Теодора 5,9% гласова             | Татјана 4,4% гласова        | Тања 1,1% гласова                                | Радмила 0,4% гласова            | Ђоле 6,1% гласова           | Зоран (лажно) 4,7% гласова     | Сара М. 1% гласова          | Жељко (остао због рејтинга) 15,7% гласова | Кики 0.3% гласова            | Ангела 0,2% гласова          | Теодора 8% гласова           | Дарко Р. 1,9% гласова            | Нада 0,4% гласова           | Барби 3,8% гласова                 | Сања (остала због рејтинга) 1,6% гласова | Ивана 1,6% гласова          | нико                        | Анастасија 7,8% гласова              | Милијана (лажно) 7,5% гласова | нико                        | Ивана 9,1% гласова              | Барби 1,8% гласова          | Зоран 6,1% гласова          | Павао (лажно) 5,7% гласова  | Драгана 3,5% гласова        | Сања 0,3% гласова Маја Ђ. 0,0% гласова           | Слађана Петро. 3,6% гласова         | Дарко Р. ?% гласова Кристина М. ?% гласова Милојко ?% гласова Жељко ?% гласова | Иван ?% гласова                        | Иваниа ?% гласова                      |                                        |                                        |                                        |                                        |                                        |                                        |                                        |                                        |                             |                             |                             |                             |                             |                             |                             |                             |                             |                             |                             |                             |                             |                             |                             |                             |                             |                             |                             |                             |                             |                             |                             |                             |                             |                             |                             |                             |                             |                             |                             |                             |                             |                             |                             |                             |                             |                             |                             |                             |                             |                             |                             |                             |                             |                             |                             |                             |                             |                             |                             |                             |                             |                             |                             |                             |                             |                             |                             |                             |                             |                     |                     |                     |                     |                     |                     |                     |                     |                     |                     |                     |                     |                     |                     |                     |                     |                     |                     |                     |                     |                     |                     |                     |                     |                     |                     |                     |                     |                     |